# ロシア革命
ロシア革命（ロシアかくめい、露: Российская революция ラシースカヤ・レヴァリューツィヤ、英: Russian Revolution）とは、1917年にロシア帝国で起きた2度の革命のことを指す名称である。特に史上初の社会主義国家（ソビエト社会主義共和国連邦）樹立につながったことに重点を置く場合には、十月革命のことを意味している。また逆に、広義には1905年のロシア第一革命も含めた長期の諸革命運動を意味する。
「二月革命」「十月革命」は当時ロシアで用いられていたユリウス暦における革命勃発日を基にしており、現在一般的に用いられるグレゴリオ暦ではそれぞれ「三月革命」「十一月革命」となる。この項目で使用されている月日は1918年2月14日のグレゴリオ暦導入までの事柄についてはユリウス暦による月日で表記しており、13日を加算するとグレゴリオ暦の月日に換算できる。

## 前史

### デカブリストの乱
1825年12月には、貴族出身の青年将校たちによって、デカブリストの乱が起きた。彼らはナポレオン戦争に出征しており、西ヨーロッパの自由主義思想や近代生活を知り、また農奴出身の兵士からロシア農村の状態を聞いたことから、農奴制と専制政治を廃止してロシアの近代化を目ざした。デカブリストの乱はロシア革命の先駆とされる。

### 農奴解放令・ポーランド反乱と革命思想の発達
1856年のクリミア戦争での敗北によってロシアの近代化の必要を痛感した帝政政府と皇帝アレクサンドル2世は、1861年農奴解放令を出して約2300万人の農奴を解放した。しかし、農民は条件の悪い土地を分与され、しかも地代の16.67倍の支払い義務を負った。農民は発布直後の1861年3月から4月にかけて、各地で暴動を起こした。
1863年、ポーランド・リトアニア共和国でロシア帝国への反乱である1月蜂起が発生した。ロシア帝国は反乱を鎮圧したが、ポーランドとの連帯を訴える声がロシア内外の革命的グループからあがった。
1864年には、政府は、地方自治会ゼムストボを設立し、農民にも代表選出権を認め、法の前の平等、公開裁判、弁護士、陪審員制度などを取り入れたが、不平農民の騒乱が続いた。
農民の真の解放をめざした思想家ニコライ・チェルヌイシェフスキーは、民衆蜂起のための革命的秘密結社を創設しようとしたが1862年に逮捕され、シベリア流刑を言い渡された。チェルヌイシェフスキーが獄中で書いた小説『何をなすべきか？』(1863)はロシアの革命運動に大きな影響を与えた。レーニンは「私の一生を変えた本だ」と述べ、同名のパンフレット『なにをなすべきか?』を公表し、ソビエト連邦では公式に革命文学の古典とされた。文学史研究者のジョセフ・フランクは「チェルヌイシェフスキーの小説は、マルクスの『資本論』よりもロシア革命を引き起こす感情的な原動力を後世に提供したと述べている。
チェルニシェフスキーの著書を「運動の福音」と呼んで信奉した評論家・革命理論家ピョートル・トカチョフの革命的前衛という概念はレーニンに大きな影響を与えた.。トカチョフは、農民を基盤とした人民革命がない場合、革命家たちが立ち上がり、専制的な政府を打倒すべきだと主張した。レーニン主義は、マルクス主義だけでなく、チェルヌイシェフスキー、トカチョフ、ピョートル・ザイチネフスキー、セルゲイ・ネチャーエフ、そしてレーニンの兄アレクサンドルもいた『人民の意志』などのロシア革命思想と運動に根ざしており、「ロシア流の陰謀政治」と政治行動によって革命運動を行なっていった。トカチョフはロシア・ジャコバン主義ともよばれ、メリグーノフはボリシェヴィズムの起源であり、その特徴は人民蔑視にあると指摘する。
新しい大学規則の撤回を要求する学生の紛争が生じ、退学させられた学生たちは、「人民のなかへ」をスローガンにナロードニキ運動を行い、農村に入って秘密結社を作り、社会主義を説いた。農村に入ったナロードニキの学生は2000-3000人にのぼった。1860年代から農村革命を目指す土地と自由が活動し、解散と再生を繰り返した。1870年代にはナロードニキ運動が農村で広がった。
1876年にはゲオルギー・プレハーノフらによって土地と自由が再建されたが、1879年にはテロリズムを重視する人民の意志と、農村での活動を重視するプレハーノフ、パーヴェル・アクセリロードらの土地総割替へと分裂した。プレハーノフ、アクセリロードらは1898年にロシア社会民主労働党を結成した。

### 皇帝暗殺事件

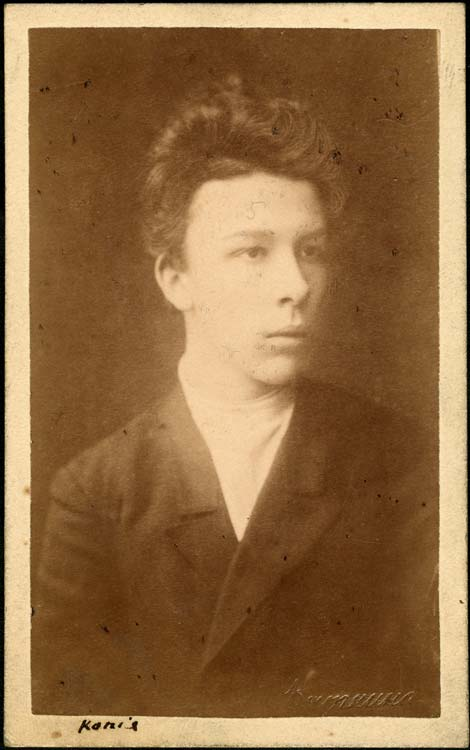
アレクサンドル3世暗殺を試みたアレクサンドル・ウリヤノフ。レーニンの兄である。

1866年には過激派の青年ドミトリー・カラコーゾフによる最初の皇帝暗殺未遂事件が起こった。
アレクサンドル2世は自由主義改革を続け、憲法の作成を命じるなどしたが、1881年3月1日、人民の意志のアンドレイ・ジェリャーボフ、ニコライ・リサコフ、ポーランド人イグナツィ・フリニェヴィエツキ、ティモフェイ・ミハイロフ、ヴェーラ・フィグネル、ソフィア・ペロフスカヤ、ニコライ・キバリチチらによって暗殺された(アレクサンドル2世暗殺事件)。
1887年、レーニン（ウラジーミル・・ウリヤノフ)の兄で、人民の意志一員のアレクサンドル・ウリヤノフがアレクサンドル3世暗殺を試みたが失敗し、21歳で処刑された。

### 19世紀末の社会状況
経済危機の影響で、ストライキの参加者は1897年に6万、1898年に4万3000、1900年に2万9000人と減少していった。
1898年以降、ロシアで社会的騒擾が高まると、帝政ロシア政府は警察機構を強化したが、次の三つの要因で弱体化した。
1. 私有財産が尊重されていたため、投獄や流刑によって国家が個人から財産を剥奪できず、そのため、革命運動家の財産は手をつけられず、外国への送金も合法的だった[14]。
2. 当局は危険分子が外国へ行くのをよしとしていたため、知識人はロンドン、チューリッヒ、パリ、ベルリンなどで活動できた。
3. 帝政ロシア指導層は、諸外国から近代エリート層とみられたかったために、抑圧的体制の必要性を感じながらも、矛盾した行動をとっていた[15]

帝政ロシアは原則として警察国家だったが、実際はあまり抑圧的でなく、警察機構に依拠しながらも脆弱で無能だった。ニコライ2世が政権につく十年間に政治犯への死刑執行は17件にすぎず、死刑判決をうけたものの大部分が実際に暗殺を実行した。アレクサンドル2世の時代には4000人は政治的理由で逮捕拘禁されたが、ソ連時代のように体制の政治的敵対者が普通犯に仕立て上げられることはなかったことは強調しておくべきだろうとダンコースはいう。ニコライ2世の時代には犯罪者名簿はこれよりすくなく、高官暗殺が頻発した時代背景などを考慮すれば、この時代のロシアを「警察国家」と規定できないほどであったとダンコースはいう。
ユダヤ人の被害(ポグロム)は、警察の監視によるのでなく、加害者に対して警察がかなり「寛容」だったためだった。帝国内の600万のユダヤ人の悲劇に帝政は目を閉じたが、そのことが大きな損失となった。ロシアのユダヤ人は欧米に脱出していった。

## ロシア第一革命
1905年、血の日曜日事件によって始まったロシア第一革命は、1907年6月にストルイピン首相のクーデタで終息した。労働運動や革命運動は一時的に停滞し、革命家は西ヨーロッパへと逃れた。
| 年次 | ストライキ件数 | ストライキ件数   | 参加労働者数 | 参加労働者数     |
| 年次 | 絶対数         | ／全工場数（％） | 絶対数       | ／全労働者（％） |
| ---- | -------------- | ---------------- | ------------ | ---------------- |
| 1905 | 13,995         | 93.2             | 2,863,173    | 163.6            |
| 1906 | 6,114          | 42.2             | 1,108,406    | 65.6             |
| 1907 | 3,573          | 23.8             | 740,074      | 41.9             |
| 1908 | 892            | 5.9              | 176,101      | 9.7              |
| 1909 | 340            | 2.3              | 64,166       | 3.5              |
| 1910 | 222            | 1.4              | 46,623       | 2.4              |
| 1911 | 466            | 2.8              | 105,110      | 5.1              |
| 1912 | 2,032          | 11.7             | 725,491      | 33⁰⁹⁰            |
| 1913 | 2,404          | 13.4             | 887,096      | 38.3             |
| 1914 | 3,534          | 25.2             | 1,337,458    | 68.2             |
| 1915 | 928            | 7.3              | 539,528      | 28.1             |
| 1916 | 1,410          | 11.3             | 1,086,364    | 51.9             |

1912年4月、バイカル湖北方のレナ金鉱でストライキ中の労働者に対して軍隊が発砲し、多数の死者が出た（レナ金鉱事件）。全国に抗議ストが広がり、労働運動は再活性化へと向かった。ストライキは1914年には第一革命期に匹敵するレベルに達した。

## 第一次世界大戦から1917年二月革命まで

### 戦況悪化
第一次世界大戦においてツァーリの軍は、ハプスブルク軍を破ったものの、ドイツ軍には敗北続きで、ポーランドやバルト諸国からは退却した。全ロシア・ゼムストヴォ連合は武器生産を増やしたものの、市民の資源を使い果たし、行政の無能さを明るみに出した。減耗分を埋め合わせるために急いで召集された新兵は、十分な訓練を受けられず、装備も貧弱で、おびただしい被害を出し、兵士の士気が低いことが伝わると、上層部への怒りが強まった。

### 労働運動の再燃
第一次世界大戦によって愛国主義が高まり、弾圧も強まって労働運動はいったん脇に押しやられたが、戦争が生活条件の悪化をもたらすと労働運動は復活した。1915年6月にコストロマー、8月にイヴァノヴォ＝ヴォズネセンスクで労働者が警官と軍隊に射殺される事件が起き、抗議のストを呼び起こした。

### 皇帝政府への批判
1915年7月にロシア軍がワルシャワで敗北すると、ニコライ２世は前線に向かって軍を自ら指揮すると決定したが、敗北の責任を皇帝が負うことになった上、皇帝が戦地に赴いたことで、政治的真空状態が生まれたため、これは致命的な誤りとなった。
また、アレクサンドラ皇后は、自堕落な謎の僧侶ラスプーチンとのつきあいをやめなかった。「ドイツ女」とよばれた皇后とラスプーチンとの性的なうわさ話が街では蔓延しており、政府にとって危険だと報告もされていた。
自由主義者は1915年に国会でカデットを中心として「進歩ブロック」をつくり、戦勝をもたらしうる「信任内閣」の実現をめざして政府批判を強めた。自由主義陣営内の急進派は労働者代表も含む工業動員のための組織として戦時工業委員会を主要都市に設立した。
1916年6月、政府は従来兵役を免除してきた中央アジア諸民族やザカフカーズの回教徒住民を後方勤務に動員することを発表した。中央アジア、カザフスタンの住民は7月に反乱を起こした。10月にはペトログラードの労働者がストライキを行い、軍隊の一部も加わった。
1916年11月、進歩ブロックのミリュコーフは国会において政府の行為をひとつひとつ挙げて「愚行なのか、それとも裏切りなのか」と非難する演説を行った。
支配層の動揺も激しくなり、1916年12月には皇帝夫妻に取り入って権勢をふるっていた僧侶ラスプーチンが皇族や貴族のグループによって暗殺された。

### 軍隊への革命運動の影響
第一次世界大戦の戦況悪化により、軍隊の士気は落ちており、1916年末までに500万人が戦死か戦傷、捕虜になり、また、脱走兵も多かった。ホテルには前線にいるはずの将校が群れる一方で、厭戦的な兵士たちはボリシェヴィキにとっては党員獲得のチャンスだった。
帝国の秘密警察オフラーナは、革命がおきれば兵士の三分の二が支持するだろうと報告し、また皇族と中道右派による皇帝打倒の陰謀があるとも報告した。イギリスの駐露大使らも革命が差し迫っているが、危機を回避する対策がとられていないと見ていた。
1917年1月、中央戦時工業委員会労働者グループは「国の完全な民主化」「人民に依拠する臨時政府」をスローガンとして掲げて国会デモを呼びかけた。政府は労働者グループのメンバーや協力者を逮捕し、中央戦時工業委員会は抗議声明を発表した。

## 二月革命

### 二月革命の勃発

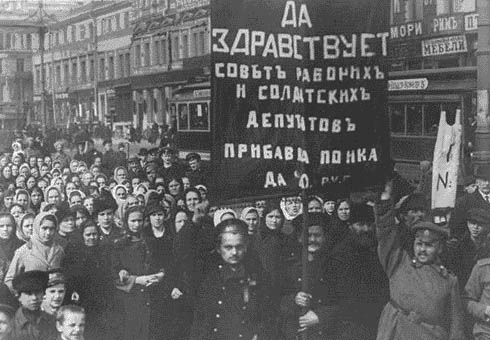
1917年2月、抗議デモ

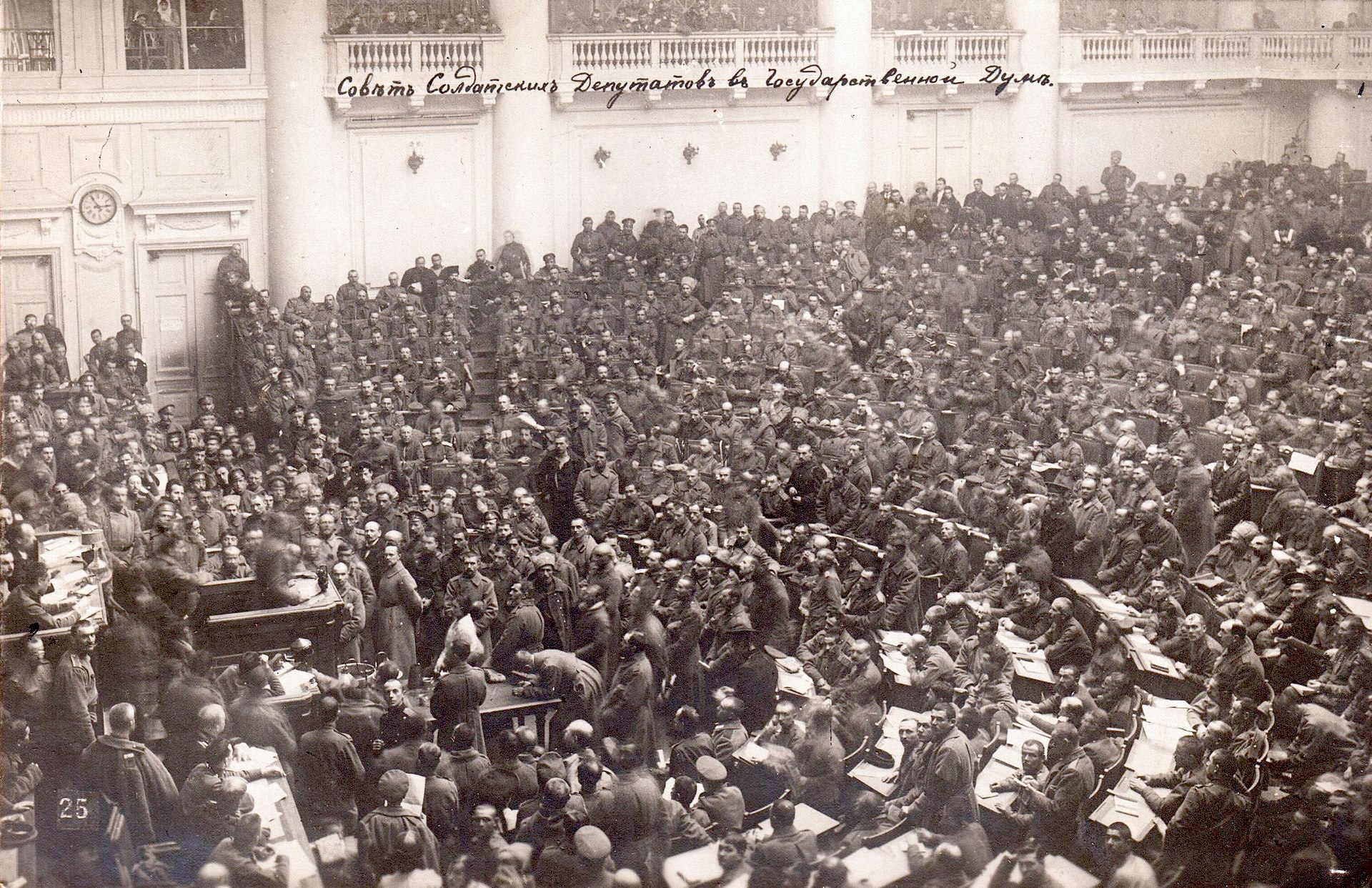
1917年のペトログラード・ソヴィエト会議

1917年初頭の冬は過酷なほどに寒く、1月末から2月のペトログラードの平均気温はマイナス15度だった。都市への輸送網がほぼ停止し、ペトログラードやモスクワへ穀物は供給されず、食料供給が止まっていた。また、政府は1905年のロシア第一革命を教訓とし、首都は16万人の守備隊に護られていた。
2月23日、金属労働者のストライキをきっかけに、主婦、繊維労働者も加わり、一部の女性はパン屋を襲撃した。ペトログラードで国際婦人デーにあわせてヴィボルグ地区の女性労働者がストライキに入り、デモを行った。食糧不足への不満を背景とした「パンをよこせ」という要求が中心となっていた。デモ隊は23日には13万が参加した。この2月23日のデモは比較的穏やかで、デモ参加者は政府の弾圧を覚悟していたが、権力は反撃しなかった。
翌2月24日、群衆は安全を確信し、より攻撃的にデモを行った。群衆は15万人(18万とも)に膨れ上がり、デモ隊の一部は銃撃された。民衆は「パンをよこせ」でなく、「皇帝を倒せ」「平和を寄こせ」「くたばれドイツ女（皇后のこと」と叫んだ。群衆はペトログラード本部長を投石で殺害し、政府庁舎を占拠した。
プチブルジョワや学生も参加し、首都全体がこの運動に飲み込まれようとなったとき、政府が軍隊の出動を決定した。しかし、群衆と軍はこの日は衝突することはなかった。軍ではデモの解散命令が射撃命令に変わっていた。群衆が軍にデモに参加するようよびかけると、複数の連隊が蜂起側に寝返り、デモ隊は武器を獲得、監獄を解放し、逮捕されていたデモ指導者を解放していった。
他の労働者もデモに呼応し、数日のうちにデモとストは全市に広がった。要求も「戦争反対」や「専制打倒」へと拡大した。労働組合がゼネストを宣言すると、首都機能は停止した。

### 軍の混乱
前線で軍を指揮していた皇帝ニコライ2世は、セルゲイ・ハバロフ将軍にデモやストの鎮圧を命じたが、ハバロフは狼狽した。兵士が命令に従わないことはあきらかだった。皇帝は、ドゥーマにも停会命令を出した。
兵士のなかには、警察や軍が銃撃したのに衝撃をうけ、寝返って将校を撃ち始めるものもいた。守備隊の下士官が続々と上官を殺害し、反乱兵士は兵器庫の占領に成功し、群衆は監獄を解放した。警察は暴徒にのっとられ、平服に着替えられなかった警官はずたずたに殺された。フランス大使モーリス・パレオローグは、「軍規は失われ、将校ははずかしめられ、文句をいえば殺され、脱走兵がまちをうろつき、鉄道の客車を襲撃し、列車を乗っ取ると、駅長に行き先を変えるよう強制した」と報告している。
参謀総長ミハイル・アレクセーエフはペトログラードへ進軍しようとしたが、不穏な動きがあり、軍隊の維持のためには皇帝を切り捨てるほかなかった。軍が命令に服従しなくなったことで、ツァーリの権力は消え失せた。
兵士たちは帝政を打倒したのは自分たちだと考えていた。兵士たちの多くはボリシェヴィキに入党したが、彼らはボリシェヴィキの公約を、故郷へ戻り、土地所有者から強奪し、税金を払わず、権威を認めず、平和に暮らすことと捉え、法も地主もいない、無政府主義的な「自由」こそ、かれらがボリシェヴィズムと呼んだものだったと、アレクセイ・ブルシーロフ元帥はのちに語った。

### 二月革命の実態
二月革命は、自然発生的で、怒りの発作だった。無能で破綻した体制への大衆的蜂起の見本である。記者アーサー・ランサムは「これは組織的な革命ではなかった」と報じた。
二月革命は当初、その後100年たってもロシアが持てなかった政治的自由をもたらし、革命を祝うお祝い騒ぎが続いた。しかし、やがて復讐が追求され、陰惨なものになっていった。歴代皇帝の像が引き倒され、帝室の紋章が破壊され、旧体制のあらゆる機関が攻撃された。私刑（リンチ）による裁き、家屋や商店の破壊、役人や外国人への中傷、非公認の逮捕、理由なき拘束や暴行が毎日繰り返された。
これまで二月革命は平和的な蜂起だとも説明されてきたが、これは通俗的な神話であり、その実態は暴力的で、武装ギャングが街頭をうろつき、十月革命よりはるかに多くの人が死んでいる。ペトログラードで1433人、モスクワで3000人が犠牲になった。

### 革命家たち
革命家たち、急進グループは二月革命で何に役割も果たさなかった。社会革命党は「眠っていた」し、ロシア国内のボリシェヴィキもデモに参加したものの、デモを指導できなかった。当時ペトログラードでのボリシェヴィキ最高指導者シュリャプニコフは、二月時点でボリシェヴィキは3000人ほどで、ほぼ完全に無一文だったと認めている。
ゴーリキーは帝政打倒を支持したが、暴力と復讐のアナーキーな波が、ロシアを野蛮な混沌の新たな暗黒時代にしてしまった、と述べて、群衆の破壊を嫌悪した。ゴーリキーは首都はもはや汚水溜めであり、誰も働かず、街路は不潔で、中庭は悪臭をはなつゴミの山、人々のなかに怠惰と臆病が成長し、卑劣で犯罪的な本能がロシアを壊していると語った。
トロツキーは暴動の無政府状態のなかに、破壊行為のなかに、そのもっとも否定的な側面のなかにさえ、人格の目覚めは表現されていると暴力を正当化した。レーニンは暴力によって自分がすばやく権力の座につけると確信して、復讐と破壊を煽った。

### ペトログラード・ソビエトとドゥーマ臨時委員会による臨時政府
2月27日、労働者の代議員や兵士はメンシェヴィキの呼びかけに応じてペトログラード労働者・兵士代表ソビエト(ペトログラード・ソビエト)を結成した。メンシェヴィキのチヘイゼが議長に選ばれ、ケレンスキー、ボグダーノフも入った。ペトログラード・ソビエトはドゥーマのあるタヴリーダ宮殿に設置された。
一方、同じ日にドゥーマの議員は国会議長である十月党（オクチャブリスト）のミハイル・ロジャンコのもとで臨時委員会をつくって新政府の設立へと動いた。
2月28日、ペトログラードソビエトの機関紙「イズヴェスチヤ」でモロトフとシリャーブニコフは、革命臨時政府の創設、普通選挙、憲法制定会議の開催、労働者同士の平和、大地主の所有地の没収などを宣言した。レーニンはこのときまだスイスにいた。
3月1日、ペトログラード・ソヴィエトはペトログラード守備軍に対して「命令第一号」を出した。「命令第一号」では、軍の権限を臨時政府でなく、ペトログラード・ソビエトに与えており、兵士は「市民」であり、軍法には縛られないとされ、将校と兵士の上下関係や指揮系統が崩壊した。また、「国会軍事委員会の命令は、それが労兵ソヴィエトの命令と決定に反しないかぎりで遂行すべきである」などとし、国家権力を臨時政府と分かちあう姿勢を示した。これによって生まれた状況は二重権力と呼ばれた。
皇帝はドゥーマを解散させたが、議員らは解散に応じず、右派を除くドゥーマ臨時委員会を選出した。3月2日、ドゥーマ臨時委員会はゼムストヴォの指導者ゲオルギー・リヴォフ公爵を首相とする臨時政府（第一次臨時政府）を設立した。
外相にはカデットのパーヴェル・ミリュコーフ、陸海軍相には十月党のアレクサンドル・グチコフなどからなる自由主義者中心の内閣であった。ケレンスキーは穏健派社会主義者とみられ、民衆に人気があった。
臨時政府には、社会革命党からアレクサンドル・ケレンスキーが法相として入閣したものの、そのほかはカデットやオクチャブリストなどからなる自由主義者中心の内閣であった。決定的に勝利するまで戦争を継続しようとする臨時政府に対して、ソビエトは負け戦に反対し、この対立は、一時的に、ケレンスキーらエスエルとメンシェヴィキの入閣で解消された。
ペトログラード・ソヴィエトを指導するメンシェヴィキは、ロシアが当面する革命はブルジョワ革命であり、権力はブルジョワジーが握るべきであるという認識から、臨時政府をブルジョワ政府と見なして支持する方針を示した。
一方、3月2日にチューリヒで革命のニュースを知ったレーニンは、数時間後、ノルウェーのアレクサンドラ・コロンタイに以下の電報をうった。
1. 臨時政府を支持しない
2. ケレンスキーは信用できない
3. プロレタリアを武装させよ、
4. ペトログラード市議会選挙の即時実施
5. 他党とはいかなる和解もしない

という内容で、妥協せず、メンシェビキとは交渉しないという方針にレーニンの政治の本質がここに現れている。

### ロマノフ朝の終焉
ドゥーマ臨時委員会はニコライ2世に自由に行動させてくれるよう訴えたが、革命の規模に気づいていなかった皇帝は訴えを無視し、武力を行使しようとして孤立した。
立憲君主制によって体制を救おうとしていた臨時委員会委員長ミハイル・ロジャンコは皇帝に退位をせまった。事態の深刻さをようやく理解したニコライ2世は、皇太子アレクセイに譲位したのち、弟のミハイル・アレクサンドロヴィチ大公に皇位を譲ったが、ミハイルは憲法制定会議（当時存在しなかった）の承認がないとして3月3日に拒否した。後継のないまま3月15日にニコライ2世は退位を表明し、ロマノフ朝は事実上終焉した。

## 四月危機
臨時政府は3月6日、同盟国との協定を維持して戦争を継続する姿勢を示した声明を発表した。この声明は連合国側から歓迎された。一方、ペトログラード・ソヴィエトが3月14日に「全世界の諸国民へ」と題して発表した声明は、「われわれは、自己の支配階級の侵略政策にすべての手段をもって対抗するであろう。そしてわれわれは、ヨーロッパの諸国民に、平和のための断乎たる協同行動を呼びかける」「ロシア人民がツァーリの専制権力を打倒したように、諸君の反専制的体制のクビキを投げすてよ」とし、臨時政府の姿勢との食い違いをみせた。
ソヴィエトの圧力により、臨時政府は3月28日にあらためて以下の内容の「戦争目的についての声明」（3.27声明）を発表した。「自由ロシアの目的は、他民族を支配することでもなく、彼らからその民族的な財産を奪取することでもなく、外国領土の暴力的奪取でもない。それは、諸民族の自決を基礎とした確固たる平和をうちたてることである。……この原則は、わが同盟国に対して負っている義務を完全に遵守しつつ……臨時政府の外交政策の基礎とされるであろう」。
ソヴィエトはこの臨時政府の声明を歓迎し、さらにこの声明を連合国政府に正式に通知するよう圧力をかけた。ミリュコフ外相は4月18日にこの声明を発送した。しかし彼は声明に「ミリュコフ覚書」を付し、その中で「遂行された革命が、共通の同盟した闘争におけるロシアの役割の弱化を招来する、と考える理由はいささかもない。全く逆に……決定的勝利まで世界戦争を遂行しようという全国民的志向は、強まっただけである」と解説した。
この「ミリュコフ覚書」は3.27声明の主旨とは明らかに異なっていたため、新聞で報じられるとともに労働者や兵士の激しい抗議デモ（四月危機）を呼び起こした。ミリュコフ外相とグチコフ陸海相は辞任を余儀なくされた。ペトログラード・ソヴィエトはそれにより政府への参加を決めた。
5月5日に成立した第一次連立政府は、もともと法相として入閣していたケレンスキーのほかに、ソヴィエト内のメンシェヴィキと社会革命党から入閣があり、ソヴィエトからの代表を4名含む構成となった。

### ボリシェヴィキ
ボリシェヴィキは弾圧によって弱体化していたため、二月革命の過程で指導力を発揮することはできず、ソヴィエトにおいても少数派にとどまった。臨時政府やソヴィエトに対する姿勢に関しても革命当初は方針を明確に定めることができなかった。
3月12日(3月13日)に中央委員のカーメネフ、スターリン、ムラノフが流刑地からペトログラードに帰還すると、ボリシェヴィキの政策は臨時政府に対する条件付き支持・戦争継続の容認へと変化した。機関紙『プラウダ』には「臨時政府が旧体制の残滓と実際に闘う限り、それに対して革命的プロレタリアートの断乎たる支持が保証される」「軍隊と軍隊とが対峙しているときに、武器をしまって家路につくよう一方に提案するのは、最もばかげた政策であろう。……われわれは、銃弾には銃弾を、砲弾には砲弾をもって、自己の持場を固守するであろう」などといった論説が掲載された。

### レーニンの帰国
「革命の商人」とよばれたアレクサンドル・パルヴスはドイツ帝国にロシア帝国を混乱させるための工作を提案し、これに賛同したドイツ帝国は、パルヴスに200万マルクを提供した。さらに亡命していたレーニンらを封印列車に乗せて帰国させ、敗北主義の宣伝を行わせた。封印列車には、イネッサ・アルマンド、ジノーヴィエフ一家、ラデック、数人のブントがのった。チューリヒの駅で見送りにきた支持者がインターナショナルを歌いだし、反対するデモ隊はレーニンらをスパイと呼んで非難した。これに続いて、二番列車にはマルトフ、アクセリロード、バラバーノヴァ、ルナチャルスキー、グリム、ソコーリニコフがのった。
4月3日(4月16日)に亡命地スイスからドイツ政府の用意した封印列車で帰国したレーニンがペトログラードのフィンランド駅に到着すると、事前に動員されていた群衆の拍手喝采をうけながら、レーニンは「帝国主義の略奪戦争はヨーロッパ全土の内戦の始まりだ」「今にも帝国主義全体が崩壊することを予期できる」と演説した。
その後、レーニンはクシェシンスカ宮殿にあるボリシェヴィキ司令部へ急行し、2時間演説した。レーニンは、ツェレツェーリとチヘイゼのペトログラードソビエトは、日和見主義者、社会愛国主義者によるもので、ブルジョワの道具にすぎず、革命にいたらない。したがって、ペトログラードソビエトをプロレタリアの手に奪還しなければならないと演説した。演説を聞いていた党員はこのような演説を予想しておらず、困惑し、茫然とした。革命による社会主義の統一が目標であって、分裂などおもいもよらなかった。
当時、レーニンはスターリン、カーメネフとも乖離があった。カーメネフは「プラウダ」で、戦争中に軍隊に武器を置けと要求はできないとして臨時政府に対して穏健な態度をとり、スターリンもキーンタール・ツィンメルヴァルトの原則に賛同するものには和解可能性があるとして運動の統一を要求していた。さらにチューリヒにいたレーニンが3月におくった「遠方よりの書簡」のなかの「臨時政府を攻撃せよ」という文をカーメネフとスターリンは削除して発表していた。
レーニンの過激な立場は、ボリシェヴィキなど周囲の思惑とかなり違っていた。4月4日の議会で、レーニンはあらゆる戦争努力の即時停止、臨時政府への拒絶、すべての権力をソビエトへ移転し、正規軍を廃して民兵団を創設すること、土地の国有化、ソビエトによる生産と分配の管理などを激しく主張した。レーニンの破壊的な主張に、大部分の出席者は憤激した。ボグダーノフは「狂人のたわごとだ」と叫び、古参のゴルデンベルグもレーニンの「分裂」の標語と、自ら社会民主主義の外に身を置こうとする態度を批判した。メンシェヴィキのツェレツェーリも批判したが、レーニンの非現実的で奇妙にすぎたため、反論が空回りした。臨時政府の多数は、レーニンはおしまいだとみなした。

### 四月テーゼ
レーニンは『四月テーゼ』とのちに呼ばれる文書「現下の革命におけるプロレタリアートの任務について」を「プラウダ」に持ち込んだが、編集部は掲載を躊躇した。怒ったレーニンはジノヴィエフを引き連れて編集部のある建物の門をこじあけ、脅迫もまじえて4月7日に掲載させた。カーメネフはこの論文は文責はレーニンにあると冒頭に注をつけ、さらに「われわれ編集部にはこの文書は受け入れ難い」としるした。レーニンはこの文書において、ブルジョワ政府である臨時政府をいっさい支持しない、「祖国防衛」の拒否、全権力のソヴィエトへの移行を主張した。また、プロレタリアートと貧農の手に権力を渡す第二段階への前進、さらに、警察・軍隊・官僚の廃止、土地の国有化、労働者による工業生産管理を約束するボリシェヴィキこそプロレタリアの利益を代表する唯一の党であると主張した。
翌4月8日の首都の党委員会では、地方からも反対意見が多数でて、4月テーゼの採択を問う投票の結果は反対13、賛成2、棄権1で棄却された。
レーニンは挫けず、10日後の全ロシア党会議では、149人の代表者があつまるなか、レーニンの提議にカーメネフ、ルイコフは反対したが、ジノーヴィエフ、ブハーリン、スターリンが支持した。ここには、既存指導部の躊躇に対して不満をもっていた下部党員が、レーニンの決断力と力と意志でこころを奪う断固たるリーダーシップにひかれたこと、ミリュコーフの覚書では講和が遠くなっていくことに群衆がデモをして辞職を要求していたことなどが背景にあった。全ロシア党会議では戦争に関する決議についてはほぼ全員が賛成し、ソビエトへの権力移転の決議案は122票を獲得した。社会主義革命への即時前進への賛同は71人にとどまった。
このとき、レーニンは「社会民主主義」という語は裏切りの同義語だとこれを放棄し、「共産主義」を採用した。
レーニンはパリコミューンを持ち出してソビエトと同一視し、自身の主張に歴史的根拠をあたえたものの、党は、何を政治的に代表するのかについては首尾一貫した観念をもっておらず、ソビエトと憲法制定会議も同一視していた。10月以降、レーニンと党全体との不一致がさらに顕在化していく。
「ミリュコフ覚書」が引き起こした四月危機の影響もあり、この四月テーゼは4月24日から29日にかけて開かれたボリシェヴィキの党全国協議会で受け入れられ、党の公式見解となった。
自力で帰国したチェルノーフ、マルトフ、トロツキーや、シベリアからカーメネフやスターリンが戻り、戦争継続を弾劾すると、戦争に倦み疲れた大衆はこれを支持した。
「ミリュコフ覚書」が引き起こした四月危機の影響のなかでゲオルギー・リヴォフ政権が倒れ、5月はじめ連立内閣が組閣され、リヴォフは首相に残留したが。ソビエトを代表する6人が入閣した。
同時期にトロツキー帰国、レーニンのテーゼを自分のものとし「すべての権力をソビエトへ」とよびかける。レーニンはトロツキーと和解しようとしたが、トロツキーはボリシェヴィズムは過去のもので、新しい党が必要だと考えており、この時は合流しなかった。

## 荒れる農村
二月革命後、農村でも法と秩序が崩壊し、ロシアの多くの所領が農民に占拠され、地主は追い出され、暴行を受け、殺害された。革命前は地主は軍隊に守られていたが、いまや兵士は暴力の煽動者になっており、警察も存在しなかった。1917年夏の初めには、農民集会が開かれ、所領没収の投票が行われ、銃や鍬で武装した集団が荘園に向かい、しばしば家族に残忍な暴行を加えた。これはストルイピンがサラトフ県知事だった1905年に、数千人の農民が地主を警護する兵士によって殺されたことへの報復だと正当化された。
1917年5月末、「全ロシア農民会議」を自称するグループが樹立し、財産没収は合法であると宣言した。レーニンは農民を野蛮、封建的とみなして軽蔑していたが、歩調をあわせこれを支持した。
1917年6月、サラトフ近郊のポル・ポリャンシチナの荘園では、脱走兵に率られた暴徒が、ウラジミール・サブロフ公を斧でめったうちにした。これは1906年に12人の農民が吊るされたことへの報復だった。暴徒は、農民を理想化した作家トルストイのヤースナヤ・ポリャーナの家にもおしかけたが、家の明かりが消えていたので、すでに略奪をうけたと思い、別の荘園に向かった。
1917年夏、農民たちは、ボリス・ヴャゼムスキー公を捕まえ、私的裁判をひらいて前線送りを命じた。ヴャゼムスキー公は輸送中に暴徒から銃剣で刺され、首をはねられた。ヴャゼムスキー公は1906年の騒動のさい、数百人の農民を絞首刑にしたことへの報復だった。
このように農民は独自の革命をおこなっていた。

## ボリシェヴィキの武装デモ問題
6月には、ヴォボルク地区の元内務大臣ピョートル・ドゥルノヴォ邸をアナキストが占拠、要塞化する。首都でもボリシェヴィキが兵士の不満を掻き立て続けた。
1917年6月の第一回全ロシアソビエト大会、822人の参加者うち、社会革命党285、メンシェヴィキ248、ボリシェヴィキは105人、ほか無所属の代議員も多数いた。メンシェヴィキのツェレツェーリが「現在、政権を自身に委ねてくれといえる政党はいない」と発言すると、レーニンはたちあがり、「その党は存在する。われわれは直ちに政権を掌握する準備ができている！」と発言した。敵意のこもった罵声と嘲笑によって彼の演説は中断したが、議論をきいていた水兵たちは拍手した。ケレンスキーは「レーニンはフランス革命を真似るようすすめる。ロシア国家を完全な崩壊にひきずりこもうとしている。もし反動勢力の支持をえて、われわれを殲滅することに成功すれば、あなたは独裁者のために席を用意することになるだろう」と批判した。会議では、レーニンの案は否決された。
6月9日にボリシェヴィキと工場委員会は翌日のデモのビラを撒いたが、そのスローガンは「ツァーリのドゥーマ打倒！」「内閣打倒！」「全権をソビエトへ！」「パンと講和と自由を！」といった攻撃的なものだった。首都の軍隊は、長年の工作ですでにボリシェヴィキに服従していた。チヘイゼはレーニンらはクーデタを扇動していると非難したが、ボリシェヴィキは、政府が労働者を武装解除し、軍の力を弱体化させるために陰謀をでっちあげたと反論した。しかし、ボリシェヴィキはデモがクーデタにいたることを当てにしていたのは明らかだったと歴史学者カレール・ダンコースは指摘する。
6月11日、ソビエトで、メンシェヴィキのダンとマルトフらは、デモの条件について、武装したデモ活動はソビエトの許可なしにはできないようにするべきだと要求し、ツェレツエーリがボリシェヴィキとその操縦下にある集団の武装解除を要求した。しかし、マルトフは「労働者階級の武装解除はできない」と反対したため、ボリシェヴィキはマルトフの弁護によって抗弁する必要がなくなった。半年後にメンシェヴィキは、ツェレツエーリの警告が現実に即したものであったことを確認することになる。

## ケレンスキー攻勢の失敗

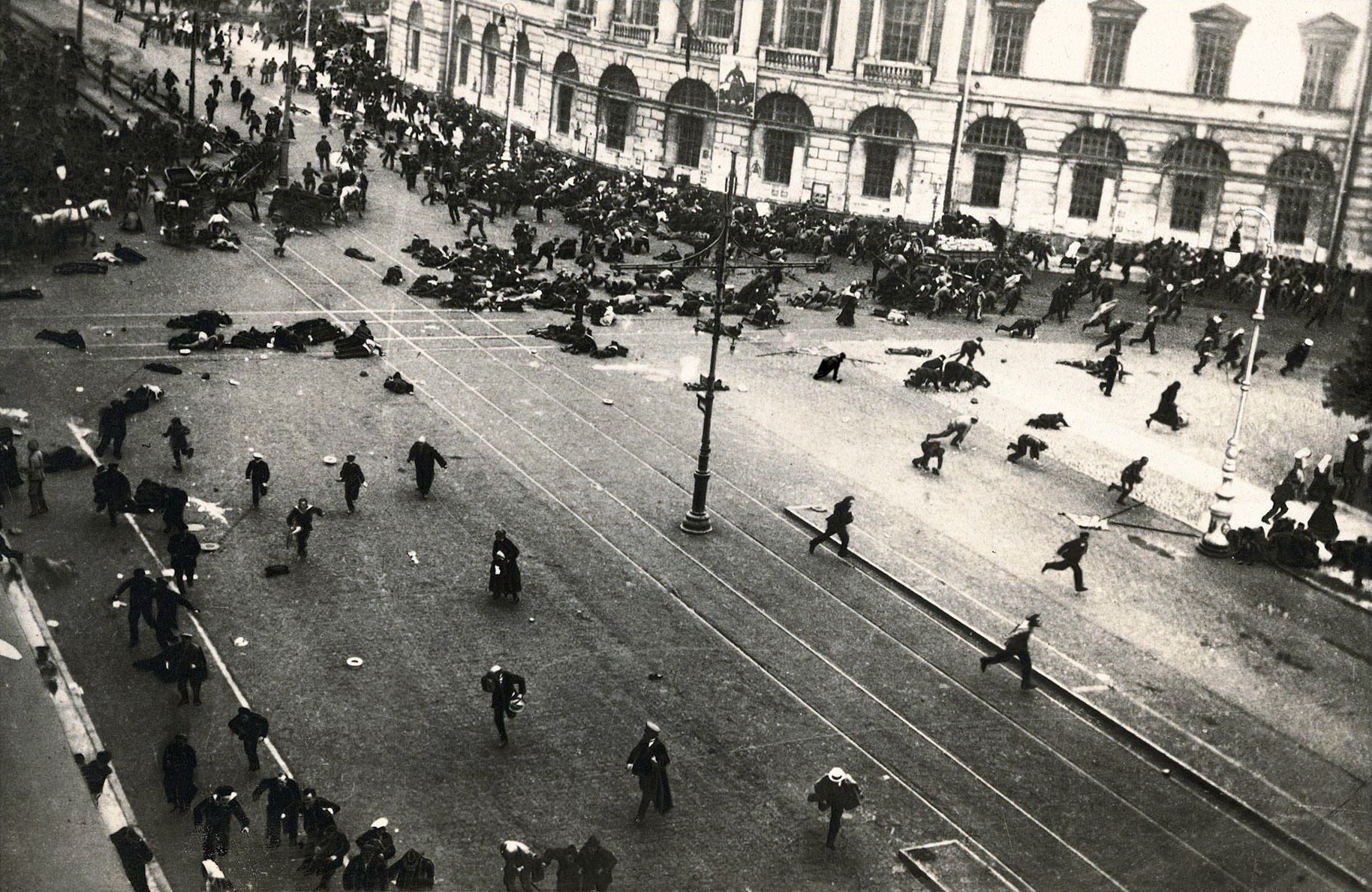
七月蜂起(1917)。ユリウス暦7月4日のペトログラード

第一次連立政府で陸海相となったケレンスキーは、同盟諸国からの要求に応え、前線において大攻勢（ケレンスキー攻勢）を仕掛けた。将軍たちは攻勢に伴う愛国主義的熱狂によって兵士たちの不満を抑えようとした。しかし6月18日に始まった攻勢は数日で頓挫し、ドイツからの反攻に遭った。

## 七月蜂起の失敗
攻勢が行き詰まると兵士たちのあいだで政府に対する不信感はさらに強まった。
7月3日にデモ部隊は「すべての権力をソヴィエトへ！」をスローガンに行進を開始、タヴリーダ宮を包囲して数人の政治家を捕捉して、権力移転を要求した。政府はレーニンらの逮捕を命じた。事件は7月6日には終了した。
すでに6月19日にレーニンはフィンランド国境近くのボンチェ・ブルーエヴィチの別荘に避難していたが、レーニンが隠れ家から出てくるのは7月4日で、七月蜂起ではトロツキーが権力変更を要求し続けた。

七月蜂起についてボリシェヴィキは自然発生的な蜂起だと主張したが、ボリシェヴィキが数週間にわたって念入りに煽り立てたものだった。デモ部隊はボリシェヴィキの指令を待ったが、ボリシェヴィキは矛盾した指令を出し続け、混乱していた。
ボリシェヴィキは結局、武力行使の時はいまだいたらずと決定した。レーニン自身の行動もそうだが、優柔不断であった。

### ボリシェヴィキのドイツからの資金提供疑惑
ボリシェヴィキが七月蜂起で優柔不断であったのは、レーニンの国家反逆（敵国からの資金提供疑惑）に関する事実の公表に関するのではないかとダンコースは述べている。
7月4日、政府は事実の公表を報道しようとしていたが、発表の緊急性があるか躊躇していた。ボリシェヴィキを非合法化する訴訟の計画もあったが、法相ペレヴェルゼフとソビエト多数派が対立していた。法相は公表しようとしていた。ほとんどの新聞は政府の求めに応じて沈黙していたが、「ジヴォーエ・スローヴォ」が「スパイ団、レーニン、ハネツキとその一味」記事でレーニンたちは敵国から資金をもらっていると報道し、これはレーニンらにとって打撃だった。
ジノヴィエフは即座に、これは中傷であり、ヨーロッパ全域の労働者運動への攻撃であるとし、レーニンの名誉回復をおこなうと、ソビエトで演説した。反ボリシェヴィキ集団が「プラウダ」印刷所を攻撃、ボリシェヴィキ司令部を包囲した。政府は反乱兵を武装解除し、同時にボリシェヴィキ逮捕の命令を下し、レーニンとジノヴィエフはフィンランドへ逃亡、トロツキーらは逮捕された。メンシェビキのスハーノフは、レーニンの逃亡は共闘者を見捨てたことになり、汚点となったという。(のちスハーノフはスターリン政権で処刑された）
ケレンスキーは、レーニンのドイツ資金の件を発表しようとしたが、マルトフはレーニンは良心の呵責を感じない策謀家だが、国家反逆の徒ではないと弁護して、結局、臨時政府はレーニンへの調査を放棄した。
。
デモが失敗に終わるとボリシェヴィキの扇動によるものと見なされ、トロツキーやカーメネフは逮捕され、レーニンやジノヴィエフは地下に潜った。デモに参加した部隊は武装解除され、兵士たちは前線へ送られた。
レーニンは、七月蜂起により二月革命以来の二重権力状況は終わり、権力は決定的に反革命派へと移行した、と評価し、四月テーゼの「全権力をソヴィエトへ」というスローガンを放棄することを呼びかけた。このスローガンは権力の平和的移行を意味するものだったため、その放棄とは実質的には武装蜂起による権力奪取を意味した。ボリシェヴィキは7月末から8月はじめにかけて開かれた第六回党大会でレーニンの呼びかけに基づく決議を採択した。
7月蜂起で明らかになったのは、ボリシェヴィキと大衆の優柔不断ぶりであり、この事件以後、政府は優位にたつこととなり、レーニンらは破綻にひんした。

## コルニーロフの反乱
第一次連立内閣は7月8日にリヴォフ首相が辞任したことで終わり、同月24日にケレンスキーを首相とする第二次連立内閣が成立した。この連立内閣は社会革命党とメンシェヴィキから多くの閣僚が選出され、カデットからの閣僚は4名にすぎないなど、社会主義者が主導権を握る構成となった。しかしケレンスキー内閣の政策はリヴォフ内閣とほとんど変わったところのないものだった。攻勢の失敗により保守派の支持を失い、七月蜂起後の弾圧により革命派からも支持されなくなったため、臨時政府の支持基盤はきわめて弱いものとなった。
7月18日に軍の最高総司令官に任命されたラーヴル・コルニーロフは、二月革命以後に獲得された兵士の権利を制限し、「有害分子」を追放することなどを政府に要求して保守派の支持を集めた。保守派の支持を得ようとしていたケレンスキーもコルニーロフの要求をすべて受け入れることはできず、両者は対立することになった。もともとケレンスキーは、右翼からの武力攻撃をおそれてコルニーロフに助けを求めたが、コルニーロフもクーデタを企てるのではないかとおそれていた。
コルニーロフは、軍への革命勢力の圧力とドイツ軍に対処するために、内閣辞職と自分への全権移譲を求めると、ケレンスキーは直ちに彼を罷免した。
8月24日、コルニーロフはアレクサンドル・クルイモフ将軍に対し、ペトログラードへ進撃して革命派の労働者や兵士を武装解除し、ソヴィエトを解散させることを命じた。翌日には政府に対して全権力の移譲を要求した。
8月27日、コルニーロフは首都へ進軍を開始した。
カデットの閣僚はコルニーロフに連帯して辞任し、軍の各方面軍の総司令官もコルニーロフを支持した。ケレンスキーはソヴィエトに対して無条件支持を要請した。8月28日、ソヴィエトはこれに応じて対反革命人民闘争委員会をつくった。弾圧を受けてきたボリシェヴィキも委員会に参加してコルニーロフと闘う姿勢を示した。左派政党、ボリシェヴィキ、メンシェヴィキ、エスエルは総動員体制に入り、コルニーロフの陰謀を打ち砕くと宣言した。
ペトログラードに接近した反乱軍の兵士たちは、ソヴィエトを支持する労働者や兵士の説得を受け、将校の命令に従わなくなった。反乱軍は一発の銃弾も撃つことなく解体し、コルニーロフの反乱は失敗に終わった。クルイモフは自殺し、コルニーロフは9月1日(9月12日)に逮捕された。
カデットの閣僚が辞任して第二次連立内閣が崩壊したため、ケレンスキーは9月1日に5人からなる執政府を暫定的に作り、正式な連立内閣の成立を目指した。ソヴィエトは9月14日から22日にかけて「民主主義会議」を開いて権力の問題を討議し、有産階級代表との連立政府をつくること、コルニーロフ反乱に加担した分子を排除すること、カデットを排除すること、という三点を決議した。しかし有産階級代表との連立政府とは実質的にはカデットとの連立政府だったため、この三つの決議は互いに矛盾していた。9月25日に成立した第三次連立政府(第4次連立政府)は結局はカデットも含むものになった。しかし、連立政府の権威はもはやなかった。
コルニーロフの反乱によって、政府が国をまとめる力をもたず、革命権力を保持する力がないことを明らかにした。
しかし、コルニーロフの反乱はボリシェヴィキにとっては奇跡的な効果があり、政治の舞台に再登場することになった。ソビエト指導部と軍は、レーニン支持へまわり、これに応じてメンシェヴィキとエスエルも急進化した。コルニーロフ乱の直後、ボリシェヴィキは釈放されていた。フィンランドから事態を観察していたレーニンはこれを機会にケレンスキーの力を決定的に弱体化させようとした。レーニンは、ミリュコーフの逮捕、労働者への武器の分配、ドゥーマ解散、労働者による工場管理、土地の即時分配、ブルジョワ新聞の即時発行停止を、「プラウダ」を引き継いだ「ラボーチイ・プーチ」で繰り返し論じた

## 十月革命

### ケレンスキーのロシア共和国宣言
9月1日、ケレンスキーはロシア共和国を宣言した。ロシア共和国評議会では、議員308のうち、エスエル120議席、カデット75議席、メンシェヴィキ60議席、ボリシェヴィキ60議席で、左傾化がきわだった。プレハーノフは年齢と病気であまり関与できず、レーニンはまだ慎重に隠れていた。議員だったトロツキーは「すべての権力をソビエトへ」と宣言し、レーニンの国家反逆と封印列車などのドイツとの関係が蒸し返され、罵詈雑言が飛び交い、ボリシェヴィキは議場から退場した。
憲法制定議会の選挙は11月12日に開催すると決定された。

### ボリシェヴィキの武装蜂起計画
ソヴィエト内部ではコルニーロフの反乱以後ボリシェヴィキへの支持が急速に高まった。1917年6月の第一回全ロシアソビエト大会では、エスエル285議席、メンシェヴィキ248議席、ボリシェヴィキは105議席だったが、夏頃にはボリシェヴィキの党員は25万人にもなり、9月のソビエトでは半分の議席を獲得した。1917年8月末から9月にかけ、ペトログラードとモスクワのソヴィエトでボリシェヴィキ提出の決議が採択され、ボリシェヴィキ中心の執行部が選出された。
レーニンは、憲法制定会議が開かれることでケレンスキーによる正統政府が樹立することを危惧し、議会制打倒のための武装蜂起による権力奪取をボリシェヴィキの中央委員会に提案した。レーニンは、社会革命党が国民の大半である農民から支持されており、もし選挙でボリシェヴィキが負ければ権力奪取は難しくなると考え、武力行使しか道はないと判断した。
9月14日、フィンランドのレーニンは「ラボーチイ・プーチ」で「すべての権力をソビエトへ」と主張し、中央委員会には密書で「ボリシェヴィキは権力を奪取しなければならない」と指示した。
9月25日のペトログラード執行委員会の選挙で44議席のうち3分の2をボリシェヴィキが占め、メンシェヴィキは5議席、かつて多数派だった国際派メンシェヴィキは無議席で、9月21日のモスクワでの選挙でもボリシェヴィキが多数となった。レーニンはメンシェヴィキとエスエルの影響力に配慮して、ペトログラードソビエトがブルジョワと絶縁し、扇動の自由を制限なく受け入れられるならば支持してもよいと妥協案を論文で発表するが、すぐに「革命の平和的展開が可能であった時はすでに過ぎ去った」とものべた
憲法制定会議の議員選出のための11月の選挙に向けたつなぎとしての会議において、ボリシェヴィキ内部で意見がわかれた。スターリンとトロツキーは選挙のボイコットを、カーメネフとルイコフら多数派は選挙への参加を主張した。フィンランドでそれを聞いたレーニンは激怒し、そのような会議は即時包囲し、悪党どもを全員逮捕して、監獄にぶちこまなければならないと手紙で伝えた。のちにブハーリンは、レーニンの手紙に委員たちは唖然としたと回想している。結局、委員はレーニンの手紙を破棄した。
レーニンはこれ以上待てない、待つことは犯罪で危険だと急かし、9月中に各都市のソビエトがボリシェヴィキの手にうつった。もはや「すべての権力をソビエトへ」は実現され、党が行動するときだった。
フィンランドのレーニンは9月末には、ソビエトで過半数をえた今、ボリシェヴィキによって権力奪取をしなければならないと同志に伝え、司令部をただちに組織し、連隊を重要地点へ派遣し、電信電話局を占拠、すべての工場とすべての司令部をつなげるよう指示した。ボリシェヴィキはレーニンにフィンランドにとどまるよう説得したが、レーニンは聞かず、秘密裏にヴィボルクへいき、そこから指示をだした。
ボリシェヴィキは表向きは議会へ参加すると発表した。10月4日「ラボーチイ・プーチ」で、「ボリシェヴィキは、これまで一度も憲法制定会議に反対したことはない」とするおそらくジノーヴィエフによる無署名の記事が掲載された。
レーニンは10月7日には憲法制定会議を信じるのは罠であり、プロレタリアの大義への裏切りだとした。
首都に迫るドイツ軍に対して、ケレンスキーはいざとなれば首都をモスクワに移転する計画をたて、首都守備隊を前線におくると指令したが、ペトログラード・ソビエト執行委員会（イスポルコム）は異議をとなえた。レーニンは、ケレンスキーがドイツ軍を利用してボリシェヴィキを弱体化させることをおそれていた。
また、ケレンスキーはボリシェヴィキによる武装蜂起の可能性の報告も受けていたが、レーニンにそれを実現する力はないと過小評価しており、また右派の武力行使をおそれてもいた。

### 10月9日、軍事革命委員会の設置
蜂起の準備としてボリシェヴィキは10月9日、ペトログラード・ソヴィエトに軍事革命委員会を設立した。軍事革命委員会は元々はドイツ軍からの首都防衛を目的としてメンシェヴィキが提案したものだったが、武装蜂起を画策していたボリシェヴィキはその利用価値を見出した。ボリシェヴィキは、この委員会は、外敵だけでなく「内部の敵」への防衛も含むとし、政権の諸機関はこの委員会に対してなんの権限ももたず、ソビエトだけが権限を持ち、イスポルコムが軍事全権を集中すると提案した。これに対してメンシェヴィキ議員が「権力奪取のための司令部」ではないかと疑念を出した。トロツキーはそれはケレンスキーの名における意見か、それともオフラーナの名における表明かと尋ね返し、議場は熱狂し、圧倒的多数で法案は可決した。トロツキーは「われわれは、権力奪取のための司令部を準備している、と言われている。われわれはこのことを隠しはしない」と演説し、あからさまに武装蜂起の方針を認めた。
メンシェヴィキは軍事革命委員会への参加を拒否し、委員会の構成メンバーはボリシェヴィキ48名、社会革命党左派14名、アナーキスト4名となった。前後して軍の各部隊が次々にペトログラード・ソヴィエトに対する支持を表明し、臨時政府ではなくソヴィエトの指示に従うことを決めた。
こうしてボリシェヴィキは政府を軍単位で切り離す手段を保有することになり、合法的に軍単位に指令を出すことが可能になった。

### 10月10日、武装蜂起方針の決定
業を煮やしたレーニンは、10月10日、変装してペトログラードの中央委員会に登場して、武装蜂起を主張した。この10月10日のスハーノフ宅での会議でのレーニンによるクーデターの即時実行という主張に対して、カーメネフとジノヴィエフは、クーデタに失敗すればわれわれは殺されるとし、合法的に多数を獲得する憲法制定会議を数週間待つべきだと反対した。武力蜂起が必要と考えていたトロツキーは10月25日の第二回ソビエト大会以降でよいとのべたが、レーニンはそれ以前の蜂起を主張した。レーニンに対しては、カーメネフ、ノギーン、ウリツキー、ルイコフ、ジノーヴォエフさえも反対したが、中央委員会は10対2でレーニンの武装蜂起案を可決した。この日、レーニンは学習ノートに「武装蜂起は不可避であり、その機は熟している」と書き、中央委員会はしかるべき行動すると走り書きした。
即時武装蜂起に同意できなかったカーメネフは委員を辞職し、10月11日、カーメネフとジノーヴォエフはボリシェヴィキの諸機関に決定への異議を申し立てる手紙をおくったが、これは党規律への違反だった。さらに二人は10月18日にゴーリキーの新聞に、現時点の武装蜂起は絶望的であり、自暴自棄で、革命に破滅をもたらすという書簡を掲載した。これにより、武装蜂起計画が公表されることとなったが、それがいつなのか、本気でするのか、といったことは不明であった。レーニンは激怒し、二人の「スト破り」を党から追放せよと中央委員会にもとめ、10月19-21日に「同志への手紙」を掲載した。レーニンは計画を漏洩した彼らは裏切り者で、もはや同志ではないと述べたが、党からの除籍ではなく、処罰は叱責にとどめた。
10月16日の拡大中央委員会会議でも武装蜂起の方針が再確認された。臨時政府は、ボリシェヴィキの武装蜂起計画を耳にすると、軍事革命委員の指導者の逮捕を考えた。

### 10月21日
1917年10月21日、レーニンは、ヘルシンキの労働者兵士水兵委員会議長スミルガに、フィンランド軍とバルチック艦隊の確保を指示した。

### 10月22日
10月22日、軍事革命委員会は、首都守備隊をその権限下に置くと通達した。このクーデターを知った参謀長は、ソビエトに抗議した。これに対して、トロツキーは、「参謀本部は反革命勢力の道具となった。兵士諸君、革命の防衛は、唯一、軍事革命委員会のみの権威の下にある諸君の肩にかかっている」とソビエト臨時会議において演説し、これが政府と参謀本部への宣戦布告となった。
ケレンスキーはコサックに助けを求めたが、ボリシェビキによってコサックの動きは麻痺した。ケレンスキーは10月22日夕刻、士官学校の学生を用いようとしたが、すでにボリシェビキによって宣伝工作がすんでおり、政府の命令にしたがうのをためらった。10月24日になって、ようやく士官候補生は警備のため配置されたが、分散しており、援軍としてよばれた部隊は政府命令をソビエトに確認するよう求めた。

### 10月23日
10月23日、軍事革命委員会は各守備隊に「すべての権力は軍事革命委員会にある。各守備隊は軍事革命委員会の命令に従わなければならない」と通達し、命令をうけた部隊が、政府によって閉鎖されていた「プラウダ」を再開させた。ケレンスキーはこれを禁止するが、同時に、右派の新聞も禁止した。これにより、ボリシェヴィキの動きについて報道がされることはなくなった。さらにケレンスキーは軍事革命委員の逮捕を命じたが、法相は挑発になると反対した。
他方、コミッサールにより指導された水兵は電信局を占拠した。ケレンスキーは士官学校生を派遣し、水兵を追い出して奪還し、ボリシェビキ司令部のスモーリヌイ学院の回線も切られた。

### 10月24日〜25日未明、要所制圧
10月24日(グレゴリオ暦11月6日）、臨時政府は最後の反撃を試み、忠実な部隊によってボリシェヴィキの新聞『ラボーチー・プーチ』『ソルダート』の印刷所を占拠したが、軍事革命委員会はこれを引き金として武力行動を開始。レーニンは「政府をたたきのめさなければならない。行動を遅らせることは死に等しい」と号令をかけ、トロツキーら軍事革命委員会は、赤衛隊に、鉄道、電力会社、郵便、電信、銀行、街路と橋梁の掌握を命じた。
逮捕状が出ていたため、党員マルガリータ・フォファノワの家に隠れていたレーニンは、軍事委員会が蜂起に失敗するのではないかとおそれていたが、10月24日夜9時、レーニンは労働者服を着て、眼鏡をかけ、鬘をつけて変装して、軍事委員会とボリシェヴィキ本部のあるスモーリヌイ学院に向かった。陸軍士官候補生から身分証提示を求められたが、レーニンの護衛エイノ・ラーヒアが酔っ払いのふりをしてごまかした。夜のあいだ、レーニンは伝令をどなりつけ、側近を派遣し、発表する声明を急いでつくっていた。
夜のうちに、赤衛兵の小集団が市内の要衝を制圧した。夜明け前に、冬宮近くのニコライ橋以外のネヴァ川にかかる橋、冬宮の対岸にあり、冬宮を射程におさめる砲台のあるペトロパヴロフスク要塞を戦闘なしに掌握した。午前6時に国営銀行が陥落し、続いて中央電話局、中央郵便局、電信ビルが陥落し、午前8時までにすべての鉄道駅をボリシェヴィキは奪取した。
臨時政府には35000人の守備隊がいたが、彼らはボリシェヴィキと戦う気がなかった。宮殿を守備していたのはコサック兵二個中隊の馬数百頭、オラニエンバウム士官学校の士官候補生220人、自転車部隊40人、田舎からやってきた少女で構成された女性兵士200人だけだった。士官学校生の警備隊は、共産主義者分遣隊が退去を勧告すると、抵抗することなく従い、銃撃戦もなかった。
こうして武装蜂起はおどろくべき平穏さで展開した。

### 10月25日（新暦11月7日）
ペトログラードの要所を制圧したボリシェヴィキは、10月25日（グレゴリオ暦11月7日）朝に「臨時政府は打倒された。国家権力は、ペトログラード労兵ソヴィエトの機関であり、ペトログラードのプロレタリアートと守備軍の先頭に立っている、軍事革命委員会に移った」とチラシで宣言した。レーニンにとってクーデタの完全な成功を示すことが死活問題だった。
10月25日午前9時、レーニンは臨時政府に降伏を要求したが、返答はなかった。ボリシェヴィキはケレンスキー首相を拘束しようとはしなかったが、宮殿の周囲の車は使えず、士官が用意した車はピアース・アローのオープンカーだったが、ケレンスキーはそれに乗り脱出した。
10月25日午前10時、鐘をならし、声明が全都市で読み上げられ、無線で地方まで伝達された。
10月25日正午頃、臨時政府閣僚は冬宮で会議をひらき、降伏拒否を決めた。レーニンはソビエト大会を予定の正午から午後3時に延期させた。

### 第2回全ロシア労働者・兵士代表ソヴィエト大会
ボリシェヴィキが支配するイスポルコムは10月25日に第二回ソビエト大会を開催すると発表した。
10月25日午後3時から第2回全ロシア労働者・兵士代表ソヴィエト大会が開催され、最高幹部会議選挙では25人のうち14人がボリシェヴィキとなり、議長にはカーメネフが就任した。
ソビエト大会でレーニンは勝利宣言をした。しかし、まだ臨時政府は打倒されていなかったし、冬宮も陥落していなかったので、これがソビエト政権がついた最初の大嘘であるとセベスチェンは指摘する。
レーニン不在時には議長を任じていたカーメネフがクーデタあとの午後、ケレンスキー政府が導入した前線兵士に対する死刑制度の停止を指令した。するとレーニンは「これは重大な過ちだ。許し難い軟弱さだ。銃殺隊なしに革命はなしとげえない」と激怒した。レーニンは、権力が自分の指から滑り落ちるのをおそれ、情けをみせすぎまいと決意していた。しかし、革命の初日から指令を撤回するのは悪印象だという意見があり、レーニンは、他に方法がない場合、黙って銃殺隊を使おう、それを大声でいうことなしに、と答えた。こうしてレーニンは指導者としてまだ数時間たってないうちから、テロルによる支配の基礎を敷いた。
ボリシェヴィキは代表の割り当てを無視し、勝手に選挙区をたてた。他党はそれを告発したが、ボリシェヴィキの権勢を抑えるには遅すぎた。
ペトログラード市民は革命が起きていることを知らず、銀行、店舗、劇場、ナイトクラブ、コンサートホールは営業していたし、工場も操業し、路面電車も走っていた。

#### 砲撃

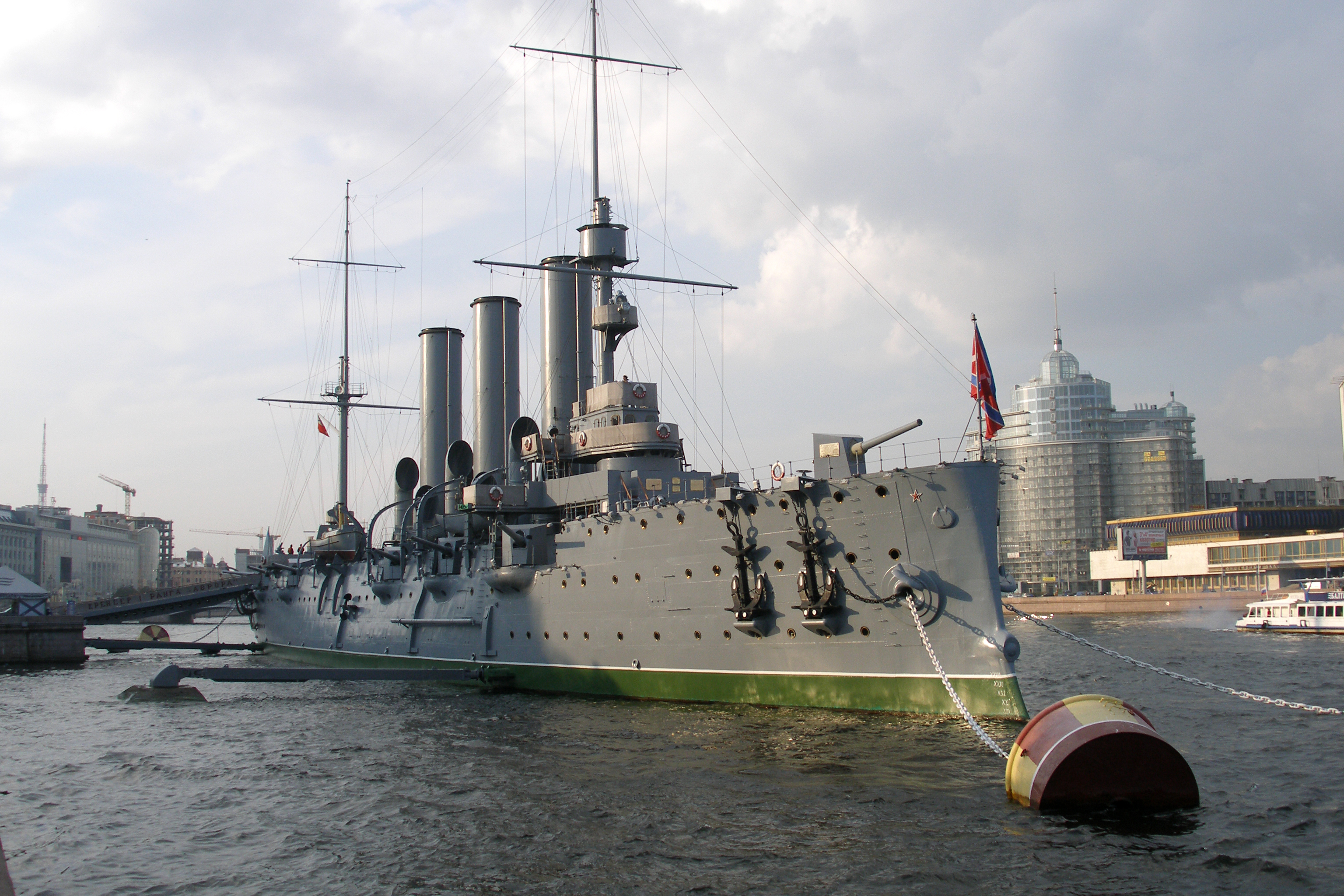
防護巡洋艦アヴローラ
十月革命に際して冬宮を砲撃(空砲)し、革命の成功に貢献したとされる。プロパガンダ映画『十月』ではその場面も描かれる。日露戦争における日本海海戦にも参加しており、撃沈または鹵獲を免れた数少ない艦の一つであった。現在はサンクトペテルブルクのネヴァ川に保存されている。

10月25日午後6時半、ボリシェヴィキは巡洋艦アヴローラとアムールに冬宮の対岸に停泊を命じた。それに先立ち、レーニンはペトロパヴロフスク要塞に宮殿砲撃を命じたが、重砲は手入れもされておらず、砲弾も見つからなかった。また、要塞の旗竿に掲げるという赤いランタンも見つからず、要塞司令官ブラゴンラヴォフが街に買いに出たが、紫のランタンしかみつからず、さらにそれを旗竿に取り付けることもできなかった。
午後6時40分、ボリシェヴィキは最後通告を発したが、臨時政府はそれを拒否し、ボルシチ、蒸し魚、アーティチョークなどの夕食を食べるために食卓についた。兵士たちはタバコを吸い、酒で酔っ払っていたし、多くの兵士が離脱し、どこかへ去っており、宮殿を守備するために残ったのは250人ほどだった。臨時政府はもし自分たちが武力で打倒されればボリシェヴィキは非難されるだろうと想定し、楽観していた。
午後9時40分、アヴローラが空砲をうつと、閣僚らは床に伏せた。午後10時、ペトロパヴロフスク要塞からの砲撃で30数発が発射されたが、宮殿に命中したのは2発だけだった。

### 10月26日
10月26日（新暦11月8日）午前2時、オフセーエンコが宮殿に入り、閣僚の逮捕を通告した。この日の死傷者数は5,6人、負傷者20人弱で、いずれも双方の砲火に巻き込まれた犠牲者だった。
10月26日未明に冬宮を占領し、ケレンスキー以外の閣僚を逮捕した。冬宮からケレンスキーが逃れると、蜂起は流血なしで成功した。臨時政府は、軍のどの部隊をも動かすことはできなかった。
蜂起と並行して第二回全国労働者・兵士代表ソヴィエト大会が開かれていた。10月25日午後10時半、再会したソビエト大会に戻ったレーニンは武力攻撃を非難された。ほかの社会主義集団は「犯罪的な権力奪取」に自分たちは無関係だと主張し、議場を去った。
10月26日午前5時頃、大会でトロツキーは「諸君は無惨な破産者であり、君たちの役割は終った。君たちが行くべきところに行きたまえ、歴史の屑かごの中へ(歴史のゴミの山に)」とメンシェヴィキに対して侮辱しつつ演説した。
10月26日の第二回全ロシアソヴィエト大会でボリシェヴィキは739議席中、338議席しか占めなかったが、社会革命党右派やメンシェヴィキが蜂起に反対し退席したため、残った社会革命党中央派・左派に対してボリシェヴィキは多数派を占めることになった。セベスチェンは、もしほかの社会主義集団が強い反対勢力として団結を保っていれば、レーニンの独裁体制を阻止できたかもしれなかったし、彼らが議場を去ったのは致命的な過ちだったと述べる。

#### 布告
10月26日午前7時頃、レーニンが大会に現れ、「平和に関する布告」「土地についての布告」を発表した。「平和に関する布告」では「無賠償、無併合」というメンシェヴィキの案を採用し、「民族自決」に基づく講和を提案した。これは帝政ロシアが締結した条約の履行を無効化するものだった。
10月26日、軍事革命委員会は反革命的な新聞の印刷所に水兵を急行させ、印刷物を押収し、焼き払えと命令した。なお、帝政はこうした焚書はしなかったと歴史学者カレール・ダンコースは指摘する。
「ブルジョワ新聞」が数時間で消え、軍事革命委員会は「反革命分子」の多数を逮捕していった。マルトフは合法性に立ち戻れと抗議したが、ボリシェヴィキから回答はなかった。

### 10月27日、人民委員会議の設立
冬宮占領を待ち、大会は権力のソヴィエトへの移行を宣言した。10月27日（新暦11月9日）、大会は新しい政府としてレーニンを議長とする「人民委員会議」（ソヴナルコム）を設立し、各地のソビエトを代表すると主張した。
人民委員会議は連日続き、レーニンによって秩序だてられていった。レーニンは遅刻を嫌い、半時間おくれると5ルーブル、1時間遅れると10ルーブルの罰金制度を導入し、これをすべての政府機関に導入した。さらに、正当な理由なく10分遅刻すると譴責処分、2度目は減給1日、3度目は新聞上での公開譴責。15分以上の遅刻は新聞上での公開譴責、非番日の強制労働処分、という規則を導入した。レーニンはまた会議での演説時間を厳しく制限した。会議中の私語、集中していない委員がいると、レーニンは演説者に怒りのメモを渡した。速記者に話しかけた秘書リディヤに「追い出すぞ」とメッセージをわたすほど厳格だった。
人民委員の大部分は作家、煽動家、労働組合活動家、陰謀家で、専門的な行政の知識をもつものはいなかった。人事はいきあたりばったりだった。ミハイル・ペスコフスキーが、ロンドンに留学したとき金融学の授業を受けたことがあると財政人民委員のメンジンスキーに話すと、その後、国立銀行総裁に任命された。ペスコフスキーは任命の撤回を頼んだが、メンジンスキーは拒絶した。その後メンジンスキーはチェーカーの幹部になっている。

### 言論弾圧
革命二日目、さっそく、レーニンは出版物の検閲をはじめ、野党の新聞の閉鎖を命じた。なお、レーニンは数週間前の9月15日には党機関紙で、新聞の自由を称賛し、ボリシェヴィキが政権獲得後は大幅な新聞の自由を保証すると約束していた。10月27日、新聞に関する布告で、「いかなる新聞も、人民委員会議指令に対する反対をそそのかすか、事実への中傷的な歪曲で混乱の種をまいた場合、閉鎖される可能性がある」と党官僚による検閲制度を確立した。これは緊急措置であり、新秩序が強固に確立され次第、措置は解除され、新聞には全面的自由が認められる」と約束された。こうして、国家が新聞のすべての所有権を獲得した。
10月28日、立憲民主党の新聞が閉鎖された。赤衛兵が印刷機をつぶし、あるいは没収した。著名な編集者や記者は逮捕された。社会革命党の「人民の意思」は停刊。反対派の新聞は地下に追われた。とはいえ、新聞による多少の批判は短期間だけゆるされた。
こうした言論の自由の縮小に対して、党員から批判されると、レーニンは「ブルジョワ新聞は、爆弾や銃のように危険な武器だ」と答えた。同様にエマ・ゴールドマンにレーニンは「言論の自由はブルジョワの偏見であり、労働者の共和国では言論より経済的安然の方がものをいう」と語り、ゴールドマンを呆れさせた。マクシム・ゴーリキーは、彼の新聞が翌年夏に廃刊されるまで、批判した。ゴーリキーは、レーニンとトロツキーは自由と人権の意味を毫も理解していないし、「邪悪な権力の中毒」になっている、レーニンは「血も涙もない詐欺師」だと非難し、また、「自分たち自身が奴隷だった彼らは、隣人の主人になる機会をつかむやいなや、気ままな暴君になるだろう」と非難した。
ゲオルギー・プレハーノフは、数年前にレーニンと絶縁していたが、かつての同志が他の社会主義者を追放したことに恐怖を感じ、クーデターの翌日、公開書簡で「ボリシェヴィキの革命は最大の歴史的不幸であり、二月以降得られたすべての成果の時計の針を元に戻すだろう」と批判した。翌日、プレハーノフの自宅に兵士が突入し、銃を胸につきつけ、もし武器を持っていたら銃殺すると迫った。武器は見つからなかったため、兵士たちは帰ったが、プレハーノフは身を隠した。
革命の一週間後、ヴェーラ・ザスーリチは「わたしがそのために戦ってきたすべてのこと、わたしにとって生涯あれほど大切だったすべてのことが、粉々に砕けてしまった」と述べた。

### 非ボリシェヴィキ勢力の反撃

#### ケレンスキーの反撃
冬宮から逃亡したケレンスキーは、軍を集めようとするが、召集できたのは、第三騎兵隊司令官ピョートル・クラスノフ麾下のコサック部隊数百人だけだった。10月28日（新暦11月10日）、クラスノフ軍はペトログラード南方45kmのガートチナを占領した。
レーニンはこれを恐れ、ペトログラード軍司令部へ行き、自ら指揮をとった。レーニンはヒューズ電信機で名前も肩書きも伝えないまま、ヘルシングフォルス・ソビエト議長のアレクサンドル・シェインマンに増援部隊を送るよう依頼し、5000人を派遣すするとの回答をえた。さらにバルチック艦隊代表ニコライ・イズマイロフが戦艦共和国と二隻の駆逐艦を急派すると回答した。レーニンは増援部隊の到着に確信をもてず、ペトログラード守備隊にもケレンスキー軍への攻撃を指示した。しかし、元陸軍士官ニコライ・ポドヴォイスキーから、連隊は出兵を拒否しているとの回答しかえられなかった。レーニンは激怒したが、数人の兵士しか集められなかったため、トロツキーが労働者に武装をよびかける演説をおこなった。
10月30日（新暦11月12日）、ケレンスキー軍はペトログラード郊外25kmのプルコヴォ高地に到達したが、小規模な衝突があっただけだった。その日の夜、革命政府の元海軍士官パーヴェル・ドゥイベンコがコサックの野営地に潜入し、ドン川地方への安全な通行と平原での自治を約束するので降伏しないかと交渉、コサック兵はケレンスキーのために戦う理由はなく、降伏した。クラスノフの兵が速やかに首都に侵攻していればケレンスキーは権力を奪還できた可能性はあったが、かれらもまた、戦闘意欲がなかった。
モスクワでは、赤衛兵とケレンスキー派の部隊が6日間の戦闘を行い、ケレンスキー派が降伏するまでに両陣営の戦闘員1000人が死亡、巻き込まれた市民も死亡した。

#### 「祖国と革命救済委員会」
ペトログラード市内でも社会革命党やメンシェヴィキを中心に「祖国と革命救済委員会」がつくられ、10月29日に士官学校生らが反乱を開始した。しかし反乱はその日のうちに鎮圧された。

#### 臨時労農政府
モスクワでは10月25日に臨時労農政府を支持する軍事革命委員会が設立され、26日に臨時政府の側に立つ社会保安委員会がつくられた。10月27日に武力衝突が起こり、当初は社会保安委員会側が優勢だったが、周辺地域から軍事革命委員会側を支持する援軍が到着して形勢が逆転した。11月2日に社会保安委員会は屈服して和平協定に応じた。軍事革命委員会は11月3日にソヴィエト権力の樹立を宣言した。

### 銀行の接収と企業と土地の「収用」

#### 国立銀行の接収
10月28日（新暦11月10日）、公共機関と銀行はストライキに突入した。帝政に仕えてきた公務員全体が、ボリシェヴィキ政府への抗議を示すためゼネラル・ストライキをおこなった。省の金庫は空で、立憲民主党の公爵夫人ソフィヤ・パーニナが省の金を持ち出しており、憲法制定会議から指示があるまで払い戻しはしないとした。レーニンは公務員のストライキを「妨害行為」で「脅迫」だと非難し、公務員に復職するよう何度も命令した。
レーニンは革命後の第一日目に、ロシア国立銀行に1000万ルーブルを政府に放出するよう命じた。ボリシェヴィキは資金が必要で、支持者に給与をはらったために資金が底をつき、食料を徴発しなければ、革命政府は崩壊するおそれがあった。しかし国立銀行総裁イワン・シーポフはそれは違法だと拒否し、銀行職員もストライキに参加していた。まもなく人民委員会議は資金不足に陥る。ボリシェヴィキに国立銀行の技術的な運用手順を知るものはいなかった。
11月7日（新暦11月20日）、財務人民委員メンジンスキーは赤衛兵一分隊を率いて銀行に現れ、20分以内に金を用意しなければ、職員は職と年金を失い、軍に召集され前線に送られると通告した。しかしそれでも銀行職員は譲らなかったため、レーニンは激怒し、シーポフは監禁された。
11月10日（新暦11月23日）、副人民委員ニコライ・ゴルブノフと国立銀行人民委員ニコライ・オシンスキーは、赤衛兵に銀行を包囲させたうえで、行員に銃口をつきつけて命令し、500万ルーブルを強奪し、レーニンはこれに喜んだ。

#### 農民による土地の「収用」
10月26日（新暦11月8日）の土地についての布告によって、貴族、教会、皇室の土地を農民ソビエトに引き渡した。これはエスエルの綱領を掠め取ったものであったが、この土地の分配によって、保有地は細分化され、都市向けの食料供給よりも自給自足を特権化してしまった。労働者統制令では、工業の労働者管理を樹立するもので、大企業の所有権は自治体と国に移管された。
土地に関する布告は、一時的に農民を味方につけることになったが、社会主義を標榜しながら、農村における所有の原則を認めたこの布告は矛盾する状況をうみだした。農民たちはこの布告を後ろ盾にして、土地や用具、家畜、荷車を横領した。レーニンの過渡的社会主義では農民の所有権も前提としていたが、実際に農民たちが横領を行うと、ボリシェヴィキは軍を用いて農民の行動を鎮圧した。機関紙イズベスチヤは1917年12月9日に「なにも理解していない農民たちの略奪をやめさせ、秩序を回復するために軍を派遣した」と報じている。
レーニンは、農民に取り入り、エスエルに不意打ちをくわわせようとしていたが、農民たちは翌年の憲法制定会議ではエスエルを支持し、レーニンは農民たちへの不信感を強めた。ここから「農村に対する戦い」が展開されていった。

#### 労働者による企業の「収用」
ボリシェヴィキが、土地に関する布告に遅れて、労働者による企業管理を布告すると、労働者たちは「管理」ではなく、みずから企業の所有者になることを欲し、経営者を追放し、その財産を独断で「収用」と称して強奪した。1918年1月5日の勤労・被搾取人民の権利宣言には、労働者たちの「収用」を抑え込む意思があった。1918年6月28日に重工業の収用に関する布告がだされた時にはすでに元々の所有者は追放されていたか、逃げ出していた。
もともとレーニンは、国有化と私有財産の没収とは明瞭に異なると主張していた。革命直前に書かれた「差し迫った破局、これとどう闘うか」でレーニンは、銀行、カルテル（石油、石炭、製鉄）の国有化、工業商業総体の強制的カルテル化、生産消費の循環を統制する消費者組織の再編などを提案していたが、国有化と私有財産の没収とは明瞭に異なり、銀行にある資本の所有権は破棄されることはないと述べていた。レーニンは、国有化の利点として小経営者と農民への貸付を促進すると述べており、私有財産の廃止を提示しておらず、革命政府に資本家が協力することをのぞんでおり、社会主義への移行段階をなす「国家資本主義」の創出をめざしていた。しかし、実際に革命が現実のものになると、資本の所有権は認められないまま、多くの人々が財産を奪われていった。

### 他の社会主義政党の排除とエスエル左派との連立政権

#### ボリシェヴィキ党員によるレーニン批判
ボリシェヴィキ内部からもレーニンの行動に反撃とはいわないまでも、抵抗するものがいた。革命から一週間後、カーメネフとジノヴィエフが、メンシェヴィキと社会革命党との連立政権をレーニンに提起したが、レーニンは嘲笑した。
ソビエト大会でマルトフは、レーニンによって予告された政府がほかの社会主義政党にも開かれるべきだと要求し、ルナチャルスキーも賛同した。レーニンの独占主義的な考えに対しては、ボリシェヴィキ内部でも懐疑的な意見が多く、カーメネフ、ジノーヴィエフ、ルイコフ、シリャープニコフ、リャザーノフ、ボグダーノフ、クラーシン、ゴーリキーらは、革命政権を守るにはすべての社会主義者を参加させるべきだと考えた。鉄道員組合も連立を要求し、ただちに他党との交渉をはじめなければ鉄道をストップさせると告げた。
強引で性急なレーニンを支持したのは、トロツキー、スターリン、オルジョニキゼにとどまったため、10月29日にレーニンは形式的な譲歩を行うことにし、会議にはレーニン、トロツキー、スターリンは参加せず、カーメネフは連立に向けて議論した。連立への同意は頑迷なレーニンとトロツキーの排除を前提としており、そうでなければ他党への開放は失敗するからだった。
レーニンはこれを察し、自分の権威を高めるために、11月1日、ペトログラード委員会に「社会主義者たちと交渉するなど問題にならない。われわれのスローガンは、妥協の排除、ボリシェヴィキの単独政府の貫徹」であり、「唾棄すべきペテン師」のカーメネフらによる譲歩は一切排除すると宣言した。レーニンはフォロダルスキーを派遣し、中央執行委員会を組合と農民ソビエトと軍の代表に拡大し、政府が中央委員会に従属するという原則に同意する、と伝えさせた。これが、中央執行委員会に党の影響を強めていくためのレーニンの妥協案だった。中央執行委員会はそうしたレーニンの下心を見抜くことができず、可決した。ヴィクジェーリはボリシェヴィキの政府からの撤退を要求し、カーメネフがレーニンの辞職を提案すると、レーニンは激怒し、連立政府の交渉を中止するとしたが、反対10人、賛成3人で却下された。トロツキーは折衷案として、エスエル左派のみと交渉を続け、これ以上譲歩できないと提案し、中央委員会はこれを受け入れた。レーニンは、最終提案への10人の署名にあたって、執務室に一人づつ呼び入れて署名させた。
さらに同時に、レーニンは、「反革命的報道」の自由を制限する命令を出した。革命前、レーニンとボリシェヴィキは報道の自由を訴えていた。ボリシェヴィキのユーリ・ラリーンはこの措置への告発動議をだしたが、レーニンはラリーンを「党規律に反対する者」と反論し、2票差で否決された。
11月4日、レーニンの横暴さに嫌気がさしたカーメネフとジノヴィエフは、ミリューチン、ルイコフ、ヴィクトル・ノギーンとともに人民委員会議と党中央委員会を辞職した。レーニンはカーメネフの後任にスヴェルドローフを任命した。
その後、カーメネフとジノヴィエフは、ソビエトが管理する機関紙「イズヴェスチヤ」で、ソビエトの全政党が参加しなければ革命の成果を固めることはできないし、政治テロの手段によって運営されることになるが、それは「労働者・兵士の多数の意志に反して追求される致命的政策」であり、「無責任な体制」であり、これは革命と国家の破壊へ行き着くと警告し、中央委員会を支配するレーニンの権威主義を批判した。
レーニンは分裂を容認せず、彼らを除名し、粛清によって危機を脱出しようとした。レーニンは彼らを「裏切り者」「脱党者」と呼んだ。結局、彼らは重大な勢力ではないと判断し、そのままにしておくと、数週間後、彼らは戻ってきた。

#### エスエル左派との連立政府
ボリシェヴィキとともに武装蜂起に参加した社会革命党左派は、11月に党中央により除名処分を受け、左翼社会革命党として独立し、ボリシェヴィキからの入閣要請に応じた。
11月15日、エスエル左派のみを残し、残りのエスエルとメンシェヴィキを排除したうえで、数人のエスエル左派が政府に加わった。鉄道組合をなだめるためにエスエル左派で組合員のクルチンスキーに運輸人民委員のポストを用意した。しかし、レーニンにとって連立は一時的な譲歩で、その後もソヴナルコムのなかの非ボリシェヴィキをいかに排除するかを画策した。その結果、レーニンは中央委員会に農民代表、兵士代表、組合代表を受け入れつつ、委員数を108人から366人に拡大させた。この増員によって、棄権と饒舌がその特徴となり、真剣に議論できなくなり、やがて会合開催は稀になり、結果として権力の中央集中の強化となった。こうして権力はボリシェヴィキ12議席、エスエル左派7議席の中央委員会最高幹部会が掌握することになった。
エスエル左派はレーニンの政治的いかさまに気づき、憤激したが、武装蜂起を支持した自分たちも共犯者となっており、なんの反響ももたらさなかった。

## ボリシェヴィキによる憲法制定議会の弾圧
二月革命以後、国家権力の形態を決めるものとして臨時政府が実施を約束していた憲法制定議会は、十月革命までついに開かれなかった。ボリシェヴィキは臨時政府に対してその開催を要求してきた。代表民主制の導入は、臨時政府の唯一の公約だったが、選挙は最初9月、その後、10月、11月と延期され、延期のたびにボリシェヴィキは政府が「民主主義を殺す」、自由議会をだまし奪おうとしていると非難した。
しかし、権力を掌握するとレーニンは自由議会を認めなかった。彼にとってプロレタリア独裁とソビエト権力が唯一の民主主義の形態だったからである。クーデターの初日、レーニンは、選挙を無期限に延期したいと考えた。「選挙は革命の首を取るかもしれない」、労働者と農民が必要なのに、候補者リストには偶然のった知識人がいるとして、立憲民主党を非合法化しなければならないと言った。しかしこれにはジェルジンスキーでさえも反対した。レーニンは制定会議がメンシェヴィキらの会議になれば、また軍事的手段をつかって勝ち取らなければならなくなると語った。結局、レーニンは選挙を認めた。ボリシェヴィキは10月27日に憲法制定議会開催についての選挙を実施することを決めた。
11月26日の全ロシア憲法制定議会選挙で社会革命党(エスエル)が約1800万票で得票率40パーセント、ボリシェヴィキ1000万で得票率は24パーセントにとどまった。さらにエスエルは、ウクライナ社会革命党500万票が加わり、得票率50パーセントとなった。メンシェヴィキは130万票、政治から排除されていたカデットは300万票を獲得した。全703議席のうち、エスエルは419議席(410議席)で第一党となり、ボリシェヴィキは168議席(175議席)にとどまり、その他、エスエル左派40議席、カデット17議席、メンシェヴィキ16議席、90議席は少数民族の党となった。
選挙で敗北したレーニンは、憲法制定議会の開始を遅らせ、いかに会議を廃止するかの方法を練った。レーニンはまず、憲法制定議会の運営を差配する選挙委員を解任し、ボリシェヴィキのウリツキーを据える布告をだした。
さらにレーニンの腹心スヴェルドローフをカーメネフの後任として中央執行委員会議長とし、中央委員会書記局長もかねさせた。権限をもったスヴェルドローフはボリシェヴィキ議員を招集し、彼らを小集団に組織し、議会への批判に専念させるために企業に送り込んだ。ついで議会内のボリシェヴィキ会派を監督する事務局が中央委員会に設置され、ブハーリンとソコーリニコフが責任者となった。

### 立憲民主党の非合法化
憲法制定議会に向けた選挙結果を受け入れることができなかったレーニンは反撃し、11月28日にカデットを政府に対する陰謀を計画した「反革命党」として活動を禁止し、指導者たちを逮捕していった。憲法制定議会が初召集されるはずだった11月27日、レーニンは立憲民主党を非合法化する布告をだし、立憲民主党を「人民の敵」と断じ、赤衛兵が著名な立憲民主党党員を逮捕していき、逮捕者は数十人にのぼった。反対派が違法な弾圧だと批判すると、レーニンは「合法性の問題は議論するのも無意味だ」と答え、立憲民主党は内戦の参謀部を形成していると答え、トロツキーも「われわれは誰とも権力を分かち合うことはない。革命を流産させるわけにはいかない」と述べた。

### 秘密警察チェーカーの設置
レーニンは憲法制定議会を弾圧していく渦中の1917年12月7日、反革命・破壊活動・投機と闘うための全ロシア臨時委員会(チェーカー)を設置。長官フェリックス・ジェルジンスキーは残忍で裏工作の才能があり、自らテロリズム的作業に身を投じており、左派社会主義者は嫌悪していたが、レーニンはジェルジンスキーの非人間的なまでに峻厳で、チェルヌシシェフスキーの「何をなすべきか」の「新しい人」を思わせるところに魅了されていた。チェーカーは公表されずに設置され、職務は曖昧に定義されていた。チェーカーは破壊活動や反革命と投機を未然に防ぐことを職務としていたが、実際には無制限の調査と抑圧の権限を有していた。
1917年10月27日の第2回ソビエト大会では死刑を廃止したが、チェーカーは報告することもなく死刑を活用した。フランス革命時の恐怖政治で知られるフーキエ＝タンヴィルのような人物を探していたレーニンは、「銃殺せずにどうやって革命できるのだ」と死刑を正当化した。レーニンは1917年12月24日から27日(新暦1918年1月6-9)に書かれた「競争をどう組織するか」でもテロルを奨励した。
人民の敵、社会主義の敵、労働者階級の敵に容赦はいらない！金持ちとその腰巾着であるブルジョア知識人に死をもたらす戦争を！ならず者、怠け者、暴徒との戦争を！(…)
金持ちと悪党は同じコインの表と裏であり、資本主義が育てた2つの主要な寄生虫のカテゴリーであり、社会主義の第一の敵である。これらの敵は、全人民の特別な監視下に置かなければならない。社会主義社会の法と規則を少しでも破った敵は、容赦なく処罰されなければならない。この点において、弱さ、ためらい、あるいは感傷的な態度を示すことは、社会主義に対する重大な犯罪となるだろう。
続けてレーニンは、金持ち、ならず者、暴徒、仕事をサボる労働者は投獄され、刑期を終えても更生するまで有害者としてみんなで監視し、あるいは、怠け者の10人に1人はその場で即座に銃殺されると主張した。
レーニンは1918年1月14日会議「飢饉との戦いについて」でも「テロリズムに頼らない限り、われわれは何も達成できない。投機家はその場で撃ち殺さなければならない。略奪者（盗人）にも断固たる対処をしなければならない。彼らはその場で銃殺されなければならない」と主張し、投機するために食料を隠したり、盗んだりする者への処刑を主張した。
チェーカーの職員は最初120人であったが、一年後には3万人と膨れ上がった。

### 「憲法制定議会についてのテーゼ」
12月12日、レーニンは「憲法制定議会についてのテーゼ」をプラウダに発表し、「議会は、議会制的段階がすでに終わっているのだから、存在理由はない。憲法制定議会ではブルジョワ政党が選出されるなど社会の意識と異なる段階になっている。革命ロシアの後退などありえない。憲法制定議会は歴史的後退になるだろう」として憲法制定議会の存在理由を否定した。レーニンは、憲法制定議会はブルジョワ共和国においては民主主義の最高形態だが、現在はそれより高度な形態であるソヴィエト共和国が実現しており、憲法制定議会に対してソヴィエト権力の承認を要求した。一方、社会革命党は「全権力を憲法制定議会へ！」というスローガンを掲げ、対決姿勢を示した。
すでにレーニンは7月末の「立憲制の幻想について」で、革命期には多数派の意思は重要ではない、「重要なのはよりよく組織された少数派である、それはより意識的で、よりよく武装され、その意思を多数派に押し付け、打ち負かすすべを心得ている」と述べていたが、12月12日から数日後、アフクセンチエフらエスエル右派、ヴィクトル・チェルノフ、ツエレツエーリの逮捕命令をだした。憲法制定議会は翌1918年1月5日に開催予定だったが、党に戻ってきてレーニンに服従していたジノーヴィエフ、カーメネフたちに、議会の存続は議会の従順さにかかっているとレーニンは警告した。議会は政府の正統性をみとめ、政府が議会に付議するものを可決しなければならないと告げた。
このようななか、1918年1月1日、レーニンは銃撃されたが、これはレーニンにとって宣戦布告を意味した。

### 戒厳令下の憲法制定議会の解散
憲法制定議会開催の二日前、レーニンはあらかじめ「勤労・被搾取人民の権利宣言」を中央執行委員会に承認させた。この綱領には「憲法制定会議は、政府の計画を採択しなければ解散される」と明記されていたが、これはあきらかに恐喝だったと歴史学者カレール・ダンコースは指摘する。この権利宣言はのちの1月25日に全ロシア・ソビエト会議で採択された。
レーニンは議会の解散を決意し、議会を支援する民衆運動を阻止するために警察的措置の強化を指示した。
1918年1月4日、ペトログラードチェーカー長官ウリツキーは戒厳令をしき、会場のタヴリーダ宮を水兵に包囲させ、そこにいた官吏に対して、ウリツキー指揮下にある宮殿守備隊司令官のみに従うよう指令した。こうして、議会開会までに憲法制定会議を無力化するための態勢が完全に整えられた。その夜、宮殿守備隊と議員が衝突しないためにデモ隊が宮殿に陣取ろうとしていたが、夜明け前に銃撃があり、犠牲者数名が出た。
1月5日、戒厳令によって市内に兵士と赤衛兵が投入され、厳重警戒態勢のなか憲法制定議会が召集された。デモは禁止されていたが、4万人の労働者、学生、公務員がマルス広場からタヴリーダ宮殿までデモ行進した。デモ隊がリチェイヌイ大通りまで来た時、赤衛兵が発砲し、参加者は散り散りになった。「すべての権力を制憲会議へ！」と書かれた二つの旗は踏みつけられ、少なくとも10人が死亡、70人が重傷をおった。入場する非レーニン派の議員に対して、警備する水兵らは罵ったり、拳をあげてインターナショナルを歌うなどして威嚇した。
1918年1月5日午後4時、議事が開始されたが、ホール内では武装衛兵が監視し、数人の議員も武器をもっていた。会議では、スヴェルドローフが前日レーニンが書いた宣言をよみあげた。議長選挙では非ボリシェヴィキで社会革命党のヴィクトル・チェルノフが就任したが、宮殿の外では守備隊がデモ隊に殴打したり、発砲するような緊迫した状況のなか、共同で仕事をしようというのんきな発言をした。チェルノフが10月革命を演説で批判すると、ボリシェヴィキは野次り、あざけった。レーニン派が叫び声や罵詈雑言をなげつけるなか、チェルノフはボリシェヴィキが民主主義を脅かしていることを直接告発しなかった。
ボリシェヴィキのスヴェルドロフが「労働者の権利に関する布告」「銀行国有化に関する布告」「寄生虫階級を絶滅する」ための「強制労働に関する布告」などの布告を審議なしで承認するという動議を出したが、動議は大差で否決され、ボリシェヴィキは退出した。
休会中、レーニンは宮殿を閉鎖し、翌日は誰も入れてはいけないと命じ、制憲会議の解散命令を出した。
1月5日午後11時半、会議が再開された。ボリシェヴィキの水兵がにやにや笑いながら、メンシェヴィキのツェレテリや社会革命党チェルノフに銃を向けた。しかし、ボリシェヴィキの威嚇に屈することなく、ツエレツエーリは野次のとびかうなか、ボリシェヴィキの暴力を告発した。これにより、エスエル、メンシェビキ、カデット陣営は再び勢いをえて、「勤労・被搾取人民の権利宣言」を237票で否決した。議会も議会外の大衆も、あきらかにボリシェヴィキに敵対していたが、ボリシェヴィキは政府、軍など権力機関を掌握していた。レーニンは議会は無意味であるとして審議開始直後に退出し、ボリシェヴィキもエスエル左派も退出した。ウリツキーが議会内に配備した警備隊と傍聴人の圧力をうけながらも、チェルノフは、土地の国有化、ロシア民主主義連邦共和国の設立、連合国との全面講和を採択させた。警備隊は会議中止を叫び、電気を消したり、退去させるぞと脅した。
1月6日午前4時頃、赤衛兵指揮官アナトリー・ジェレズニャコフは、壇上のチェルノフに「衛兵が疲れている」と退場を促した。チェルノフは拒否したが、酔った衛兵たちは武器をいじりはじめ、電灯を一個ずつ消していった。1月6日午前4時40分、全議員が退出した。
会議は数時間後に再開すると取り決められていたので、1月6日午後、議員たちが宮殿に戻ってきた。しかし、道は兵士によって遮断され、兵士たちが議員の入場を禁止し、「憲法制定会議の解散を命じる布告」が宮殿に貼られていた。憲法制定議会の審議を報告していた新聞社はおさえられ、新聞は破棄された。こうしてレーニンは武力を用いて憲法制定会議を破壊した。
その晩、レーニンは、憲法制定議会は資本主義とブルジョワの機関、かつ死に絶えた過去の遺物であり、「憲法制定議会万歳」というスローガンは「ソビエト政権打倒」を意味するとし、革命の未来と人民の意思は憲法制定議会の解散にかかっていると中央委員会執行部につたえた。レーニンは「会議の解散は、革命的独裁の名において、因習的な民主主義を完全かつ公然と解体することを意味する。それはいい教訓となった。（…）我々は人民の意思を実行した」と正当化した。レーニンはトロツキーに「憲法制定議会の解散は、民主主義の観念が清算され、独裁の観念に席を譲ることを意味する」と語った。
こうして憲法制定議会は社会革命党が主導し、ボリシェヴィキが提出した決議案を否決したが、翌日、ボリシェヴィキは憲法制定議会を強制的に解散させたのであった。ロシア初の自由選挙で選ばれた議会だった憲法制定会議は、わずか12時間しかもたなった。
レーニンが武力で勝利したのは、彼の敵対者である非ボリシェヴィキの社会主義者たちが手段をもたず、公然と民衆の支持に訴えようとしなかったからでもあり、気力の薄弱さの結果でもあったとカレール・ダンコースは指摘する。

### シンガリョフとココシュキン暗殺
1月6日朝には暗殺事件も発生している。ボリシェヴィキの水兵がマリインスキー病院に押し入り、眠っている立憲民主党党員のアンドレイ・シンガリョフと、ペトログラード大学憲法学教授フュードル・ココシュキンを絞殺した。
左翼社会革命党員で法務人民委員イサアク・シュテインベルクは捜査をすすめたが、海軍人民委員ドゥイベンコは「しかし、これは政治的テロルだ」と述べ、シュテインベルクはボリシェヴィキの用語での「政治的テロル」は犯罪を正当化する言い回しであることに気づいた。シュテインベルクはレーニンに捜査続行を主張し、逮捕しなければ、暴力を制御し、血への飢えを鎮めることが難しくなると訴えた。しかし、レーニンは「人民がそうした問題に関心があるとは思わない。どの労働者も農民もシンガリョフなんて聞いたことがない」と答えるにとどまり、結局犯人は逮捕されなかった。こうした弾圧は行き過ぎだという批判に対してレーニンは「いくらでも叫ぶがよい。彼らができるのはそれだけだ」と嘲笑った。
第３回ソビエト大会がひらかれる予定の1月9日の前日、市民は犠牲者の追悼、ゴーリキーも新聞で哀悼の意を評し、死に瀕していたプレハーノフも「民衆の意に反して権力にとどまるために恐怖政治にたよらざるをえなくなった」とレーニンを批判した。大会は19日に延期された。
1月10日にはロシア社会主義連邦ソビエト共和国の成立が宣言され、ロシアは世界初の共産主義国家となった。

### 第3回労働者兵士ソビエト大会
1月19日の第3回労働者兵士ソビエト大会では、2000人近くの参加者がいたが、代表の選択はボリシェヴィキによって細心に管理されており、レーニン、スヴェルドロフ、トロツキーの演説には聴衆は感嘆を込めてききいる一方、マルトフが現在テロリズムに陥りつつあるという演説に対しては会場は無関心だった。
全面的にボリシェヴィキに支配されていたこの大会で、新たな中央執行委員会を選出し、ソブナルコムの名称に付されていた「臨時」をはずし、また憲法制定議会にはいかなる準拠もしないと決定し、レーニンの勝利が仕上げられた。

### ブレスト＝リトフスク条約
全交戦国に無併合・無賠償の講和を提案した10月26日の平和に関する布告は、フランスやイギリスなどの同盟諸国から無視されたため、ソヴィエト政府はドイツやオーストリア・ハンガリーとの単独講和へ向けてブレスト＝リトフスクで交渉を開始した。交渉は外務人民委員となっていたトロツキーが担当した。この交渉に関してボリシェヴィキの内部に三つのグループが形成された。講和に反対し、革命戦争によってロシア革命をヨーロッパへ波及させようとするブハーリンのグループ、ただちにドイツ側の条件を受け入れて「息継ぎ」の時間を得ようとするレーニンのグループ、そしてドイツでの革命勃発に期待しつつ交渉を引き延ばそうとするトロツキーのグループである。
ドイツはソヴィエト政府の提案を受け入れ、11月19日に交渉の席についた。最初の段階ではトロツキーの中間的な見解が支持を得たため、ソヴィエト政府はドイツ側が1月27日に突きつけた最後通牒を拒否した。ドイツは、ソビエトが他国の革命を待望して時間稼ぎをしていることがわかると、1918年2月8日にウクライナと個別の講和条約をむすんだ。トロツキーは激怒して席を立ったが、ドイツは彼のはったりを見抜いて攻撃を再開した。
ドイツ軍の攻撃でロシア軍が潰走すると、ボリシェヴィキの中でようやくレーニンの見解が多数派を占めた。3月3日、ソヴィエト政府は当初よりさらに厳しい条件での講和条約ブレスト＝リトフスク条約に調印した。左翼社会革命党は講和条約に反対し、ボリシェヴィキとの連立政府から脱退した。
このブレスト＝リトフスク条約によって、ロシアはフィンランド、エストニア、ラトビア、リトアニア、ポーランド、ウクライナ、さらにカフカスのいくつかの地域を失い、巨額の賠償金を課せられることとなった。のちに、同年11月にドイツ革命が起き、ドイツが敗北するとボリシェヴィキはこの条約を破棄したが、ウクライナを除く上記の割譲地域は取り戻せず、独立を認めることとなった。戦争を離脱して革命を拡大させようとして時間稼ぎをしたロシアは、フィンランド、バルト諸国、ポーランド、ウクライナの独立という代償をはらうことになった。1917年12月6日にフィンランドは独立し、1918年1月にフィンランド社会主義労働者共和国が成立するも、フィンランド内戦で白軍に敗北した。ウクライナはソビエト・ウクライナ戦争で敗北し、ソ連の一部となった。同1918年2月16日にリトアニアは独立、2月24日にエストニアも独立、11月18日にはラトビアも独立した。

## 内戦・農村での戦争・民族独立
ロシアにおける第一次世界大戦の講和は、内戦、外国の干渉、民族独立という三つの戦争によって特徴づけられる新たな時代の幕開けとなった。
レーニンは平和と土地とパンを約束していたが、1918年以降のロシアの社会状況は、世界大戦時よりも悪化し、大災厄に立ち至った。ブレスト＝リトフスク条約によってウクライナを失い、ドン・コサックはやがてボリシェヴィキに反乱した。ボリシェヴィキは、制圧した地域では恐怖政治をしき、徴発、逮捕、銃殺の限りをつくした。
戦時中から食糧や物資が不足し、各地で危機的な状況になっていた。十月革命が発生した理由もそうした食糧危機にあった。ボリシェヴィキの恐怖政治によっても飢えは解決されず。混沌とした状況のなかで鉄道網も一部破壊され、1913年に18000台あった蒸気機関車は、1918年には7000-8000台となり、輸送能力は三分の一になっていた。運搬されなかった生産物は倉庫で腐り、運搬されたとしても運送速度が遅く、生産物は使い物にならなかった。また列車は略奪も受けた。
ボリシェビキがすすめた農村における階級間戦争によって、農民は絶望し、都市は飢えた。資源や原料が調達できず、おおくの工場が閉鎖し、失業者はふえ、物価は急激に上昇した。障害をかかえたり、重傷者となった帰還兵150万と捕虜300万が都市にきたが、仕事も食料もなく、1918年春の首都の失業率は70%となった。

### 民族の離脱
ロシアの混沌には、民族の離脱もあった。革命においてレーニンは帝国内の民族へも対処し、「ロシアの諸民族の権利宣言」では、民族の平等と主権、自決権、分離と独立国家の創設、民族の自由な発展を約束した。しかし、これはやがてすさまじい武力闘争をもたらすことになった。
ドイツは単独講和でロシアからウクライナを離し、パヴロ・スコロパツキー将軍を支持し、反ボリシェヴィキの基地とした。
中央アジアでも1917年に反ボリシェヴィキのコーカンド自治政府(コーカンド共和国)が独立した(1918年2月に崩壊)。フェルガーナでは農民ゲリラのバスマチ（乞食）運動が数年続き、赤軍に鎮圧された。また農民パルチザンの緑軍も活動した。

### 「旧世界の完全かつ最終的な破壊」
1918年正月午後、レーニンが車に乗っていることは極秘だったにもかかわらず、銃撃をうけた。
レーニンは「何世紀にもわたる不公平」への報復、「搾取者への革命的裁き」として暴力を奨励した。レーニンによるテロルはチェカーが一手に握る以前からはじまっていた。レーニンは次のように宣言した。
1917年12月なかば、レーニンは、食料と富をためこんだ金持ちと怠け者と寄生虫に対する撲滅戦争をよびかけた。レーニンは、「実践のみが闘争の最善の方法を考案できる」とし、「ロシアの大地からすべての害虫、ろくでなしのノミ、ナンキンムシを除去しなければならない」と指令を出し、金持ち、仕事を怠ける労働者を投獄し、みせしめのために怠け者10人のうち1人を銃殺し、刑期をつとめた者には識別できるように黄色のチケットをわたした。「ブルジョワ」から奪った財産をプロレタリアに渡し、元ブルジョワを彼ら自身の食い扶持のために働かせるとエカチェリンブルクのボリシェヴィキ党員は煽り、帝政時代に資産を築いた「ブルジョワ」「金もち」は「旧人間」という烙印を押された。「旧人間」には、食料配給も少なく、パンの行列の最後尾に並ばされ、貴族の子孫のなかには餓死するのもいた。金持ちの住居は略奪され、彼らは街頭で襲撃され、日常的に暴行をうけた。
レーニンは一般犯罪に対して「人民法廷」を設置し、これは即興の裁判で、そこでは読み書きのできない12人の「選挙された」判事が、「革命的良心」を用いて裁かれた。訴訟は証拠主義ではなく、その進行具合に応じてでっちあげられ、判決は、自由に発言する群衆の雰囲気に迎合した。国家犯罪に対しては「革命法廷」を設置したが、これはやがて消え、公開裁判は、チェカーが操る党員の三人体制（トロイカ）による非公開の10分の事情聴取にかわった。レーニンは、これらの制度は搾取された階級のためのものゆえに、実際的かつ道徳的に優れていると正当化した。

### 干渉戦争と内戦

#### チェコスロバキア軍団の反乱・シベリア出兵
1918年5月、捕虜としてシベリアにとどめおかれていたチェコスロバキア軍団がシベリア鉄道で本国へ送還中反乱を起こした。東部で反乱したチェコスロバキア兵はウラル地方のクルガン、ノヴォニコライエフスク、オムスク、サマーラを奪取し、ヴォルガの農民兵と合流した。5万人のチェコ部隊はフランス軍将校に指揮されていた。
チェコスロバキア軍団の反乱に先立つ1918年1月に英仏は日米にシベリア出兵を要請していた。1918年3月以来、フランス・イギリス軍はムルマンスクに上陸、ついでアルハンゲリスク、夏にはウラジオストクに上陸した。
チェコスロバキア軍団の反乱が起こると7月にアメリカもチェコ軍救出として日本に共同出兵を提案、日本は8月2日に出兵を宣言した。アメリカ軍は7000、イギリス・フランス連合軍は5800、日本軍は協定を上回る7万2000の軍隊を派遣した。
日本軍はホルバート、グリゴリー・セミョーノフらの反革命軍を援助し、東部シベリアを日本の勢力範囲にしようと企て、また西シベリアのオムスクに成立したアレクサンドル・コルチャーク政権を支持した。セミョーノフはザバイカル共和国を建国した。
その後、1919年末にコルチャーク政権も崩壊し、ソビエト政府は1920年初めまでに反革命軍の鎮圧に成功した。アメリカは1920年1月に、英仏軍は同年6月までに退去した。
しかし、日本は朝鮮・満州（中国東北）への革命波及の防止とシベリア居留民の保護として東部シベリアの出兵を継続し、沿海州のソビエト軍を武装解除して各都市を占領した。1920年2月から5月の尼港事件で赤軍パルチザンは日本の軍人・民間人731人を含む4000人の住民を虐殺した。日本はアムール州からの撤兵を中止、この事件が解決するまで北樺太を保障占領すると声明した。1922年のワシントン会議を経て、日本は1922年10月に撤兵した。日本は戦費約10億円を費やし、死者は3500人の死傷者を出した。

#### 白軍
ボリシェビキの招集を拒否した軍の将校らは自前の軍事組織をつくっていく。50万の旧軍の残存兵は政治的に敵対する白軍を結成した。
イギリス軍は白海沿岸の都市を占領した。サマーラでは社会革命党の憲法制定議会議員が独自の政府、憲法制定議会議員委員会（Комуч、コムーチ）をつくり、さらに旧軍の将校が各地で軍事行動を開始した。こうした反革命軍は、総称して白軍と呼ばれたが、緑軍のようにボリシェヴィキにも白軍にも与しない軍も存在した。
白軍の有力な将帥としては、アントーン・デニーキン、アレクサンドル・コルチャーク、グリゴリー・セミョーノフなどが知られる。しかし、白軍は分裂しており、指導者たちは互いに嫌いあい、戦略戦術にも大きな不一致があり、新兵をあつめる人口母集団も小さかっただけでなく、なによりも白軍は過去にとらわれていた。ロシア人の多くは、ボリシェヴィキを嫌ってはいたが、過去に戻ることをのぞんでいなかった。二年半後、戦争と病気で飢餓で300万人の死者がでた。
なお、レーニンは、内戦は1917年10月25日(武装蜂起の日）にはじまったともと述べた。

### 赤軍の編成・兵役義務とテロル
ボリシェヴィキ政府はブレスト＝リトフスク条約締結後に軍事人民委員となっていたトロツキーの下で赤軍を創設して戦った。革命直後、50人の将軍をあつめ、さらに8000人以上の職業軍人が志願し、内戦では5万人以上が赤軍に参加した。
古典的マルクス主義では軍隊は労働者を抑圧し、革命を妨害するものと考えられてきたが、トロツキーは、訓練不足の労働者に頼ることはできないとして、帝政時代の将校によって訓練され指揮される新軍の創設を提案した。革命政権の軍について当初トロツキーは民兵や、人民の軍隊を考えていたが、結局は、世界の通常軍と同様のもの、正確な序列と指揮系統の規則に従う常備軍となった。
多くの党員は赤軍の編成に反対したが、レーニンはこれを支持し、帝政時代の将校によって赤軍を設立した。レーニンにとって組織のモデルは軍隊であり、その語彙は軍隊用語から想を得て、党は軍を参考にして、中央集権、序列、規律を原則とした。トロツキーも軍の道徳の大原則を、勤労、規律、秩序の三つに要約した。
1918年5月のチェコスロバキア軍団の反乱、ウクライナの状況悪化に対して、トロツキーは、フランスに40人の軍事専門家派遣を依頼した。軍事人民委員部には軍事について素人のボリシェヴィキばかりだったが、やがて本職の人間が集まってきた。
帝政軍は選挙の原則が導入されたことで解体させられたが、革命後もはや選挙の原則は忘れられ、将校の任命は権限体系に沿って上意下達の形で行われた。規律も革命の際には有罪とされたが、復活し、その峻厳な地位について議論されることは2度となかった。
さらにトロツキーは大都市の21歳の労働者を招集し、兵役義務を復活させた。1918年6月には、旧軍の全将校に対して強制的に赤軍への志願を義務づけた。皇帝軍は革命時には兵士から侮辱され、階級を剥奪されていたが、ふたたび新設の軍に加わるよう求められた。
次いで、防衛参加の義務がなされ、従わないものには見せしめの処罰が行われ、脅迫と強制を用いていった。トロツキーは、兵士の家族を人質にして疑わしいことがあれば銃殺あるいは家族が逮捕されることになると脅し、テロルによって忠誠の維持をはかった。また、トロツキーは「正当な理由のない退却」や「パニックの喚起」に対しても死刑を宣告し、レーニンもこれを支持した。のちに督戦隊が編成された。
1918年夏までにソビエト国家は軍と警察の2本柱を復活させた。
内戦で敗北をおそれたレーニンは、ますますテロルを要求した。1918年夏、レーニンはタタールスタンにいるトロツキーに、勇気を欠いた兵士には、裁判にかけ、銃殺される「極限の措置」をとることを承知させるべきだと伝えた。さらにレーニンは1918年9月にサラトフの指導者に「陰謀をたくらむ連中とぐらつく連中」を「ばかげた面倒な手続きなしに銃殺せよ」と命じ、数日後には石油精製所のあるバクーで、もし敵の攻勢があればバクーを完全に焼き払えと命じた。一ヶ月後カザンが包囲されるとレーニンは「無慈悲な壊滅が不可欠だ」と命じた。またレーニンは、叛逆の事例が増加しているので、「ブルジョワジーと将校の家族からの人質確保を加速せよ」と命じ、数日後には、職務の欠勤や動員逃れは銃殺せよと命じた。
トロツキーは赤軍に、敵を容赦無く鎮圧し、見せしめのための処刑をどんどんやれと指令し、捕虜となった白軍兵士、将校、農民は銃殺され、軍は残忍な行為を続けた。1918年秋には赤軍は100万を擁した。

### 食料危機と「穀物のための戦争」・クラーク(富農）との戦争
大戦中から食糧不足が続き、10月革命直後から、レーニンは、クロンシュタットの水兵と労働者からなる分遣隊を農村に派遣し、「鉄拳」徴発を繰り広げてきた。この徴発に対して農民は憤激し、農民代議員全ロシア大会(1917年5月に設置)とエスエル党を当てにした。1917年11月10日の臨時大会で農民代議員会議は、エスエル左派に支配され、議長はマリア・スピリドーノワとなり、連立政府案を支持し、中央執行委員会へ108人の農村代表者を送り込んだ。その後、1918年1月13日の第3回農民代議員会議でスピリドーノワは、憲法制定会議に執着していたのは誤りだったとのべ、農民ソビエトと労働者兵士ソビエトの合同を可決、ボリシェヴィキの土地の社会化にも賛同した。
ボリシェヴィキ政権は、「アジテーター」「コミッサール」「インストラクター」といった名前で農村での徴発や指導のために労働者と兵士が農村に行くことを奨励した。農民たちはすでに「サボタージュ分子」「投機家」といったレッテルを貼られており、「監察官」たちは、農民を調査し、監視するさいに、「使命をおびたプロレタリア」という自己の権威を濫用し、宣伝と収奪をおこなった。これにより農村ではボリシェヴィキ政権への深い不信が作り出された。
食糧危機は戦争の影響による輸送システムの崩壊と凶作によっておこったが、強制と残忍なテロルというレーニンの懲罰的な政策が事態を悪化させた。レーニンは、クラーク (富裕農民)が穀物を貯め込み、わざと都市を飢えさせていると主張し、食糧危機は農民の責任であると責めを負わせた。しかし、レーニンのいう「富裕農民」は実際にはほとんどおらず、相当な土地所有者も少数で、金を貸したり、家畜や鍬を所有する農民さえも少数だった。こうした農民像の背景には、マルクス主義が農民を社会主義を妨害する半封建的な「遅れた階級」とみなしたことがある。都市インテリの集団だったボリシェヴィキも、農民は、迷信深く無教育であり、自分たちを支持することはなく、土地所有の本能をもっており、資本主義的傾向に支配されていると敵視した。
食料不足とインフレーションは1918年に深刻化した。田舎には食料があると考えた数百万の都市民が都市を離れ、ペトログラードは18か月間で人口が三分の一に減少した。労働者は、レーニンの制限つき国有化に従わず、企業を乗っ取ったが、労働者が経営者となっても、失業は増加し、物価も一ヶ月で30%上昇した。ブハーリンは貨幣経済の時代は終わったと宣言した。ボリシェヴィキは帝政時代の外国負債を無化したために、海外の投資家に助けを求めることもできなかった。帰国していた亡命ロシア人のエマ・ゴールドマンは、ペトログラードが瓦礫ばかりで墓地のようで、市民たちが一切れのパンを探し求め、生きた屍のようにうろついていたのを目撃している。
レーニンはこうした状況に対して、強制とテロルによる解答を決断した。残された道は暴力による解決のみで、その標的は農村とされ、都市に食料を提供するためにすべての収穫物の供出を農民に強制した。
レーニンは1918年1月14日会議で、10-15人の分遣隊を数千組つくり、農村部に投入し、要求に従わない農民を銃殺する権限を与えると演説した。この演説を聞いた党員は、ここまでの組織的テロリズムは想定しておらず、戦慄した。1月10-18日の第３回全ロシアソビエト大会では、レーニン案よりも幾分穏やかなものとなり、食料調達関連労働者ソビエト大会に35人の委員のうち21人をボリシェヴィキとする執行部をおき、ソヴナルコムに対して直接責任を負うとされた。2月15日にトロツキーが食料調達部長に任命されたがこの機関は実際には機能しなかった。
1918年1月23日に、地方派遣プロパガンダ部隊にクラーク (富裕農民)と貪欲な「サメ」が隠し持っている穀物を吐き出させなければならないと以下のように指令した。
スヴェルドローフは農村に二つの陣営をつくり、クラーク (裕福な農家)に対して農民を立ち上がらせ、内戦をおこせば革命に成功すると宣言した。しかし、現実には、ロシアの農民の大部分は、富農でも貧農でもなく中農であり、したがって農民の大部分は「クラーク」とされた。
1918年3月に国家経済最高評議会(VSNKh)に就任したアレクセイ・ルイコフは、農民出身であり、農村部への戦争を敢行する気にはなれなかった。そこで中央集権化と計画化の熱烈な賛同者だったニコライ・アレクサンドロヴィッチ・ミリューチンとユーリー・ラリーンが責任者になった。ラリーンは工業の集中やドイツの戦時経済を賛美しており、狂信的な「左旋回」の考えを主張し、「ロシアのサン・ジュスト」とよばれた。
1918年初夏、「穀物のための戦い」を発動し、「富農は、ソビエト政府の凶暴な敵である。これらの吸血鬼は人民の飢餓によって裕福になった。これらの蜘蛛は労働者によって肥え太った。これらのヒルは労働者の血を吸い、都市労働者が飢える一方で、いっそう豊かになった。クラークに無慈悲な戦争を！彼ら全員に死を！」と、飢饉の責めを負わせた。レーニンは穀物の固定相場を1916年の価格に決定したが、インフレーションで価格は7倍に上昇していた。農民が固定価格で売るのを拒否したり、備蓄や種子を隠したりして抵抗すると、レーニンは武力を用いた。
1918年5月13日の布告で、食料人民委員を設置し、労働者武装部隊と赤衛兵を投入し、「無慈悲な戦争を遂行する」と宣言した。その布告では「農民ブルジョワジー」は国から奪った莫大な金を貯め込みながら、政府には価格上乗せを威嚇して要求し、投機屋に途方も無い価格で農作物を売却しているとし、「村の富農と豊かな農民の貪欲な頑迷さに決着をつけなければならない。残る道はただ一つ。貧者に対する穀物所有者の暴力に対し、穀物退蔵者に対する暴力で応えることである。次の収穫まで、農地への播種と家族の養育に必要な量を超える穀物と、1プードも農民の手に残してはならない」、また、要求された量が出せなければ現行犯で逮捕され、投機屋はその場で処刑されると命じられた。
1918年6月11日、農村での階級闘争を実行する機関として貧農委員会（コムペド）が設立され、クラークの決定的服従をめざした。やがて貧農委員会は、農民ジェノサイドをもたらす恐怖政治の代理機関となった。貧農委員会は、報奨として穀物を配給されたが、はばかることなくそれを売りさばいた。自分より裕福な者から略奪せよと命じられた貧農は、暴力的な徴発を行い、それに抵抗する中農との大乱闘をもたらした。農村部に到着した労働者分遣隊は、反抗する農民はだれであれ射殺し続けた。1918年には食料調達委員会（ナルコムプロード）、食料調達軍（プロダルーミヤ）、労働者の食料調達旅団も編成された。
布告が出てから二ヶ月間で、徴発隊が2万村落以上に派遣され、部隊は二、三丁の機関銃で武装した75人の隊員でなっており、彼らは村を包囲し、穀物の引き渡しを命じた。徴発隊は、「しかるべき」量の穀物が見つかるまで、「容疑者」を拷問した。南部の黒土地帯での徴発を目撃したボリシェヴィキの当局者は、収奪の様子は中世の審判のようであり、農民を裸にし、地面にひずまかせて、鞭を打ったり、殴ったり、殺したと記している。レーニンは穀物を引き渡さない農民の銃殺を主張していたが、食料人民委員のアレクサンドル・ツュルパとトロツキーはもっと和らげるべきだと忠告し、ジェルジンスキーでさえも「穀物のための戦争」は苛酷すぎると警告した。しかしレーニンはこうした忠告を意に介さず、ペンザ蜂起におけるクラーク処刑命令を8月23日に出した。レーニンは1918年8月11日、ペンザでの農民の反抗に対して、躊躇なく、クラークを100人以上誰からも見えるように縛り首にせよと命じ、その名前を晒し、彼らの小麦をすべて押収し、人質を取れと命じた。同様の命令はいくつも出された。8月29日、クラーク処刑の報告を受けていないレーニンは激怒し、「諸君の無為は犯罪的である」と告げた。
3週間後、レーニンはクレスチンスキーにテロルを準備するための緊急委員会の設立の意思を語り、こうしてロシアでは前例のない国家テロルが展開した。1918年だけで少なくとも3700人の村人が殺害され、まるごと焼き払われた村落もあった。
レーニンは「穀物のための戦争」は農村ロシアを平定するがゆえに正当化されるとし、これがプロレタリア独裁の意味だとのべた。さらにレーニンは農村の金持ちから20-30人の人質をとることを宣言する布告を出そうとしたが、食料人民委員のアレクサンドル・ツュルパが反対した。しかし、レーニンは「わたしが提案しているのは、人質を「とる」ことではなく、「指名する」ことだとして、彼らは裕福なのだから命をかける責任があると反論した。
スターリンは1918年6月、ツァリーツィン（のちのスターリングラード）へ派遣され、反革命派の疑いがあるものを追放した。レーニンは「無慈悲であれ」とスターリンに打電し、スターリンは「我々の手が震えることはないと信頼されたい」と返電した。
1918年10月、現物課税が布告され、1919年1月には代償なき徴発が布告され、農民はこれに抵抗した。1919年2月国が所有する土地の利用は集団的なものに限定され、農民は共同体（コルホーズ）や国営農場（ソホーズ)に入らせられたが、これに抵抗する農民もおおくいた。
しかし、こうした農村への「無慈悲な戦争」には効果がないことがやがてわかってきた。徴発では追加的な穀物が得られなかった。貧農委員会は農民に近すぎるとして1918年末には廃止され、農民との戦争は、労働者分遣隊、軍の分遣隊、最終的には軍に委ねられた。軍は徴発したものを自分の懐にいれ、暴動が頻発し、赤軍の脱走兵と飢えた労働者の一部は農民の味方につき、戦闘となった。
農民は敵として扱われないようにに、小麦の種まき面積を縮小していった。1913年の作付け面積を100とすると、1919年には85%、1920年末には60%になり、また1913年の物価指数を100とすると、1918年には1285に、1919年7月には10000になった。ブハーリンは貨幣を放棄したほうがいいと狂乱物価と物々交換を歓迎したが、工場も閉鎖し、労働者も逃亡し、1917年には300万いた労働者は、1920年はじめには半減した。1918年4月には、商工業の企業の商取引が禁止され、ついで遺産相続も禁止され、私有地は消滅した。
1920年、トロツキーは、農民は工業製品を買えないなら生産してもなんの得にもならないと考えるので、徴発には効果がなく、現物納入税に代えることを提案したが、レーニンは徴発を継続した。さらにトロツキーは1920年下半期、暴力と徴発の停止、農民との協調をもとめた。しかし食料調達委員会は、農民の反抗には報復して反撃せよ、村を焼き、反抗する農民を処刑し、その他のものに抵抗を思いとどまらせるために家族を人質にとり処刑せよと決定し、トロツキーもこれに同調した。
1920年1月、アレクサンドル・アントーノフらによるタンボフの反乱が起き、ヴォルガ、ウラル、西シベリアへと反乱がひろがっていった。農民はモスクワ行きの小麦輸送隊を略奪した。トゥハチェフスキーはタンボフの反乱も鎮圧、逃亡者の逃げた森で窒息性ガスを用いた。また、捕虜と敗者を収容所へ送った。。
やがて徴発隊は解散するが、農民を武力で脅迫して生産を強制する手法はこの先数十年間ソ連で実行され続けた。

### 社会革命党の離反とテロ
エスエルは憲法制定会議よびかけてきたがレーニンによって暴力的に崩壊させられて以来、テロリズムによる戦いを志向していた。
左翼社会革命党の指導者マリア・スピリドーノワは、レーニン政権の連立与党になっていたが、誤りにきづき、1918年3月以降、連立から離反しはじめた。スピリドーノワはこれまで獄中で衛兵に数回レイプされ、恐れを知らない、知的な弁士であるだけでなく、21歳の時には警官を一人殺害してもいる。レーニンによるブレスト＝リトフスク条約の締結をロシアへの屈辱だと反対。さらに、ボリシェヴィキによる農民との戦争に怒り、レーニンは、1906年1月のタンボフで農民を殺害したガヴリール・ルジェノフスキーと変わらない悪人であると批判し、農民を守ると宣言した。
1918年6月、かつてレーニンど同盟していたエスエル左派は、赤軍とチェカーの即時解体と農村における徴発部隊の廃止を要求したが、レーニンは尊大に無視した。
1918年6月20日、左翼社会革命党のテロリストが、ペトログラード市プロパガンダ部門長V.ヴォロダルスキーを殺害した。レーニンは怒り、社会革命党は襲撃された。
エスエルはジェルジンスキーを逮捕し、6月20日にはエスエルのグリゴリー・イヴァーノヴィチ・セミョーノフが連立政府に断固反対していたフォロダルスキーを暗殺した。
1918年7月6日から7日にかけてエスエル左派の蜂起が起きた。7月6日、スピリドーノワの指揮で、チェーカー分遣隊のヤーコフ・ブリュムキンによって、ドイツ大使ヴィルヘルム・ミルバッハが殺害された。ほかに、ジェルジンスキーも拉致され、社会革命党本部に監禁された。さらにモスクワ中央郵便局を占拠し、政府は奪取されたとして、レーニン、トロツキー、スヴェルドロフの電報送信停止を命じた。ボリシェヴィキはモスクワに赤衛兵も配備していなかった。社会革命党には赤軍司令官だったミハイル・ムラヴィヨフも合流した。
トロツキーが700人のラトヴィア兵をあつめ、スピリドーノワ本部を急襲し、郵便局を奪還し人質を解放した。社会革命党は降伏し、その後数週間で、200人が処刑、600人が投獄された。スピリドーノワは一年投獄され、その後精神病院に送られ、再び政治に関わらないという条件で1921年に釈放された。
1918年8月30日、憲法会議で他党議員を追放し、チェカーとして恐怖政治を組織したペトログラード・チェーカー議長モイセイ・ウリツキーが暗殺された。人民社会党(NSP)党員でケレンスキー支持者の詩人レオニード・カンネギセルによる犯行だった。
フォロダルスキーとウリツキーは社会から憎まれており、二人の死に憤激したのはボリシェヴィキだけだった。エスエルはさらに電信局を奪取し、首藤の住民に蜂起をよびかける。

## 一党独裁と赤色テロ
この内戦と干渉戦はボリシェヴィキの一党独裁を強めた。ボリシェヴィキ以外のすべての政党は非合法化された。レーニンは権力掌握後の1917年10月末に秘密警察のチェーカーを創設した。チェーカーは裁判所の決定なしに逮捕や処刑を行う権限を与えられた。チェーカーは、白軍よりも、ボリシェヴィキ独裁に不満を持つ他の社会主義政党を撃退することが目的であり、メンシェビキと社会革命党がソヴィエトで多数を占めるようになると、レーニンはチェーカーを使って「プチブル侵入者」としてこれらを一掃し、信頼できるボリシェヴィキをその後釜に据えた。

### ロマノフ家の処刑
一方、退位後監禁されていたニコライ2世とその家族は、1918年7月17日、反革命側に奪還されるおそれが生じたために銃殺された。裁判もなく、公開処刑でもなく、ロマノフ一家は、密室で秘密裏に殺害された。1918年7月12日、レーニンは極秘で皇帝殺害をスヴェルドロフに指示し、他の幹部にさえも知らせなかった。チェカーのメンバーでウラル地区中央委員会委員ヤーコフ・イウロフスキーが皇帝一家を殺害し、ペルミ、アラパイエフスクにいた皇帝一族も殺害した。7月18日の人民委員会議では元皇帝ニコライが殺害されたが、他の家族は避難したと報告されたが、議事録ではその後の質疑は記録されていない。
レーニンははやくから「ロマノフ家の人間を一人残らず、つまり優に百人余りを皆殺しにする」と、すべての皇族を殺害する意思を持っていたが、皇帝の子供たちを殺害したことをしばらく公表しなかった。レーニンは殺害命令や流刑命令はつねに秘密裏にだし、公には他人に配慮する人間であるというイメージを保持し、「善良なレーニン」の神話をつくった。

### レーニン暗殺未遂と赤色テロル宣言
1918年8月30日に左翼社会革命党の党員がレーニンに対する暗殺未遂事件を起こすと、これをきっかけにレーニンは「赤色テロル」を宣言し、チェーカー人民の敵、反革命、反党活動者を摘発していった。こうして1918年夏の終わりまでに、各地のソビエトは党の支配下に置かれ、「ソヴィエト（評議会）」は形式的な組織となり、レーニンが「国家と革命」で賞賛し、1917年には姿を現しかけたコミューン国家は、完全に党の国家にとって代わられた。
一時期白軍はロシアやウクライナのかなりの部分を支配下においたものの、内紛などによって急速に勢力を失っていき、次々とソヴィエト政府側によって鎮圧されていった。デニーキンの敗残兵をまとめ上げ、白軍で最後まで残ってクリミア半島に立てこもっていたピョートル・ヴラーンゲリ将軍率いるロシア軍も、1920年11月のペレコープ＝チョーンガル作戦で破れて制圧され、内戦はこれをもって収束し、ソヴィエト政府側の勝利に終わった。内戦では戦闘、病気や飢えで1500万人が死亡した。旧体制の上流階級など150万人が国外脱出した。白軍に参加した、あるいは赤軍やソヴィエトに反対した人々が国外に大量に亡命しこうした亡命者は白系ロシア人と呼ばれるようになった。
テロは日常化していった。1919年10月の会議中、レーニンがジェルジンスキーに「獄中に危険な反革命家はいるのか」とメモをわたし、ジェルジンスキーが「約1500」とメモを返すと、レーニンは「×」と回答した。その夜、数百人の囚人が処刑された。秘書によればレーニンは処刑を命じたわけでなく、留意したとのことであるが、それほど革命的裁きの執行はいい加減なものになっていた。

#### コサック殲滅
赤色テロルには、コサック殲滅もふくまれ、これは1919年1月に決定され、コサックのすべての権利の剥奪、財産没収、肉体的抹殺が命令された。歴史学者ピーター・ホルキストもカレール・ダンコースもこれは、まぎれもないコサックへのジェノサイドだったとする。さらに赤色テロルには、農民の圧殺、反対政党とその機関紙の廃止、プロレタリアート的ではないすべての者の殺害と流刑がふくまれる。厳格なレーニンは娼婦までに粛清への欲求を向けた。
バラバーノヴァは、レーニンに愛着をもっていたが、そのテロリズムを知れば知るほど衝撃をうけたとし、革命が流血を伴うことは承知していたが、しかしテロルはその範囲を超えていたと述べている。バラバーノヴァは「数千人」の陰謀者や反動分子の殺戮といっているが、実際には当時チェカーの犠牲者は数万人、数十万人にのぼった。
歴史学者カレール・ダンコースは、ソ連とレーニンの支持者は赤色テロルを知らなかったと長くいい続けてきたが、それはあえて知ろうとしなかったのだ、なぜならセルゲイ・メリグーノフの記録『赤色テロル』はすでに1927年に出版されており、これを読みさえすれば、真相を知ることはできたのだから、という。カレール・ダンコースはこの期間についての決算は明明白白たる事実であり、暴力に押さえのきかなくなった権力は、国全体を敵として扱い、それに自己の意思をおしつけたのだと指摘した。

### 戦時共産主義
この内戦を戦い抜くため、ボリシェヴィキは戦時共産主義と呼ばれる極端な統制経済策を取った。戦時共産主義においては、すべての生産手段とすべての商取引を国有化し、計画経済、貨幣経済を提唱した。これはまた、あらゆる企業の国営化、私企業の禁止、強力な経済の中央統制と配給制、そして農民から必要最小限のものを除くすべての穀物を徴発する穀物割当徴発制度などからなっていた。この政策は戦時の混乱もあって失敗に終わり、ロシア経済は壊滅的な打撃を受けた。農民は穀物徴発に反発して穀物を秘匿し、しばしば反乱を起こした。また都市の労働者もこの農民の反乱によって食糧を確保することができなくなり、深刻な食糧不足に見舞われるようになった。1921年には、工業生産は大戦前の20%、農業生産も3分の1にまで落ち込んでいた。
人間の社会活動も厳格に統制されていった。1918年初頭、革命政府は、都市の住民を4つのカテゴリー、ついで8つのカテゴリーに分類し、食料を配給していった。活動的な労働者は上位で、旧エリート層は消極分子とされ、低いカテゴリーとされた。労働者も過酷だった。労働時間は一日10時間から11時間になり、1919年1月には離職が禁止された。1920年には欠勤に重い処罰が課され、労働法によって労働者は奴隷化した。失業者は強制的に軍隊に編入された。
内戦が終わっても戦時共産主義体制はしばらく継続しており、これに反発して起きる反乱もやむことがなかった。1921年には軍港都市クロンシュタットで海軍兵士によるクロンシュタットの反乱が起き、ボリシェヴィキによって鎮圧されたものの、同年3月21日に経済統制をやや緩めたネップ（新経済政策）が採択され、軌道修正が図られるようになった。このネップ体制下で、農業・工業生産は回復にむかった。最後までシベリアに残っていた日本軍も1922年に撤退した。
内戦の混乱から、ボリシェヴィキ党員は増大し、1918年1月に11万5000人だった党員数は、1921年3月には57万6000人（資料によっては77万5000人）になった。内戦のさなか、党は「本物のボリシェヴィキとは革ジャンパーを着て腰には「同志モーゼル銃」をつるした、屈強で決断力のある戦士」というイメージを打ち出し、極端な義侠心と暴力による支配を教えていった。1921年の党員構成比は、労働者41%、農民28.2%、「雇用者その他」の小インテリゲンチャが30.8%で、なかには、理想主義者、狂信者、復讐を企む人、ゴロツキ、便宜主義者がいたほか、旧体制の下士官もおり、党は就職先にもなっていた。

### 最初の憲法
1918年7月4日から7月10日にかけて開かれた第5回全ロシア・ソヴィエト大会は最初の1918年ソヴィエト憲法を採択した。憲法の基本的任務は「ブルジョワジーを完全に抑圧し、人間による人間の搾取をなくし、階級への分裂も国家権力もない社会主義をもたらすために、強力な全ロシア・ソヴィエト権力のかたちで、都市と農村のプロレタリアートおよび貧農の独裁を確立すること」とされた（第9条）。また、ソヴィエト大会で選ばれる全ロシア・ソヴィエト中央執行委員会を最高の権力機関とする一方、ソヴィエト大会および中央執行委員会に対して責任を負う人民委員会議にも立法権を認めた。
この大会の会期中の7月6日、ブレスト＝リトフスク条約に反対する左翼社会革命党は戦争の再開を狙ってドイツ大使のミルバッハを暗殺し、軍の一部を巻き込んで政府に対する反乱を起こした。反乱は鎮圧され、左翼社会革命党は弾圧を受けることになった。ソヴィエト政府はボリシェヴィキの単独政権となり、野党は存在しなくなった。

### 言論弾圧の強化
すでに革命直後にレーニンは、出版物の検閲をはじめ、野党の新聞の閉鎖していた。
レーニンは新聞に比べ、書籍に対して当初寛大だったが、1918年12月には国立図書出版所（ゴスイズダート）を設立し、出版の独占権をにぎり、翌1919年、紙生産の独占権を、三年後にはすべての書籍販売の独占権をにぎり、すべての原稿は事前検閲に回された。
多くの作家がロシアを去った。ブーニン、ツヴェターエワ、アレクセイ・トルストイ、ボリス・ザイツェフ、ヴァチェスラフ・イワーノフ、ザミャーチン、そしてゴーリキーさえも、ロシアを去った。
図書館では、1920年初めから「容認できない」書籍が排除された。哲学者カント、デカルト、ショーペンハウエル、アナキズムのクロポトキン、物理学者マッハなど94人の著作が撤去された。ゴーリキーはこれを「知的吸血鬼の所業」とよんだ。
レーニンは1920年冬でも批判を聞き入れることがあった。批判した上級幹部が処刑されるようになるのはスターリン時代であるしかし、レーニンを批判したコロンタイなどは人民委員から降格され、干された。
ゴーリキーはレーニン批判をゆるされた数少ない一人だった。1919年6月、知識人の逮捕に抗議してゴーリキーは「彼らはあなたを個人的に助け、自宅にかくまったではないか」とレーニンに言うと、レーニンは「彼らは優秀で立派だが、だからこそ捜索しなければならない。」「彼らは虐げられた人々に共感するが、いまや迫害しているのはチェカーで、虐げられた人々は立憲民主党党員、社会革命党党員と考えている。そうやって彼らはわれわれに対抗する」と正当化した。レーニンは「どの革命階級もその勝利を確かにする必要があることを理解しない者は、だれであれ革命の歴史を何も理解していない」「独裁とは、無制限の権力と、法ではなく力の使用を意味する」とのべた。ゴーリキーは数十人を処刑から救出したが、裁きは恣意的で、権力者に接近できない民衆はチェカーから逃れる術はなく、多数が殺害されていった。レーニンのロシアは事実上、無法国家だった。

#### クロンシュタットの反乱
白軍敗北のあと、反対派は弾圧され。そのなかにクロンシュタットの水兵たちも含まれていた。1921年2月28日から3月16日にかけてクロンシュタットの水兵たちは自由選挙、党から独立した自由労働組合、新聞・出版の自由、赤色テロルを実行していたチェーカーの廃止などの民主的改革を要求したが、ボリシェヴィキは赤軍を派遣し、武力で鎮圧し、水兵たちは処刑された(クロンシュタットの反乱)。
クロンシュタットの反乱は、労働者階級までが革命政府の政策に反対を表明する機会となった。

#### メンシェヴィキの非合法化
メンシェヴィキは1921年春に非合法化された。最初は処刑されなかったが、数千人が逮捕され、国外に逃亡するのをみてレーニンは満足し、必要なら交通費を渡してよいとも告げた。

#### 党の統一：異論と分派活動の禁止
1921年の第10回大会で、レーニンは、あらゆる反対意見を禁止し、党の一枚岩の団結を目指した。はやくも1902年の『なにをなすべきか?』では題辞に「党は自らを浄化することで強くなる」と掲げていたが、この萌芽が国家レベルで体現されることとなった。
党の統一に関する決議では、多数派によって断罪された思想の流布を禁じるものだった。そして、いかなる分派活動も禁止された。
決議案第7条は、党の規律の違反した場合は除名、そしてあらゆる懲罰を中央委員会に委ねるとされたが、レーニンはこれを分裂の危機にさらされた例外の場合のみに適用されるとして極秘条項にした。
こうしてそれまで慣行でしかなかったものを大会で公認させ、不可侵の原則にした。このような絶対主義は、党内民主主義のために必要だとレーニンは正当化した。ラデックは分派の禁止と除名措置は、やがて例外ではなくなるといいながらも、党の統一のための唯一の方策だと考え、賛成した。除名措置に関して議論すべきだと主張したクレスチンスキーとプレオブラジェンスキーとセレブリャコフは再選されず、かわって、スターリン、モロトフ、オルジョニキゼ、フルンゼ、フォロシロフ、クイビシェフらスターリンに近いものが昇進した。
1922年3月27日-4月2日の第11回大会でスターリンはそれまで党内になかった「書記長」になる。これはレーニンの決定によるものだった。同じ頃、広範な粛清がはじまり、党員総数の20%にのぼる13万6800人の党員が除名された。

#### 知識人追放（哲学者の船）
1922年5月最初の脳卒中発作直前、5月19日にレーニンは国家政治保安部 (GPU)（22年にチェカーから変更）長官のジェルジンスキーに、反革命の疑いのある知識人、作家、教師のリスト作成を命じた。ジェルジンスキーはあまり熱意をみせなかったため、療養中のレーニンは7月に督促をスターリンに依頼、エスエル、メンシェビキ、作家の名前をあげ、このような連中を数百人逮捕し、放逐せよと命じた。
ゴーリキーが手紙で知識人の追放に抗議すると、レーニンは1922年9月15日の手紙で知識人らは「ブルジョワジーの共犯者」「ブルジョワジーの従僕」であり、「現実には彼らは国の頭脳ではなく、国の糞尿にすぎない」と回答した。レーニンは9月17日、ジェルジンスキーの補佐官ウンシリヒトに、誰が追放され、誰が追放されなかったかの報告をもとめた。レーニンの命令はジェルジンスキーとスターリンによって実行された。
1922年9月29日から11月17日まで5回にわたって、反ボリシェヴィキ的であるとされた知識人たちは客船に乗せられ、ドイツのシュチェチン(現在ポーランド）へ追放された。国外追放された知識人は228人〜272人にのぼった。この知識人追放に用いられた船を、哲学者で数学者のS. S. ホルジーは「哲学者の船」と呼んだ。12月13日から脳の発作がはじまるが、その日のスターリン宛手紙でレーニンは、メンシェビキの歴史家N.A.ロジャコフがまだ追放されていないと憤り、大至急実行せよと命じている。
知識人の追放政策は、レーニンが批判勢力とみなすもの一切を受け入れることができないことを証明していると歴史学者カレール・ダンコースは指摘する。

### 「政教分離」布告と正教会弾圧
1918年1月23日、教会と国家の分離、および学校と教会の分離に関する布告が布告され、学校における宗教教育の禁止、教会の所有権および法的人格の剥奪、教会資産の国有化が命じられた。これにより、教会設立の学校は廃校または公立学校へ移管され、学校での宗教教育だけでなく、学外の宗教教育も個人を除いて禁止され、教会は、婚姻、出生登録などの権限も剥奪された。「政教分離」布告が発布されると、たちまち聖職者と修道女に暴力が行使され、逮捕されたり公然と辱めをうけ、教会は略奪され、閉鎖された。1920年までに670の修道院が閉鎖された。
聖職者は、資本家階級や犯罪者とともに最下等身分とされ、公民権も剥奪されたうえに食料配給券も支給されず、また、就労資格を得るのに必要な労働組合への加入も許されなかったために、働くことさえも許されなかった。さらに高率の税金と高額の家賃を課せられ、聖職者の子供は、中等以上の教育を受ける権利も剥奪された。
レーニンにとって聖職者は「反革命分子」であり、レーニンは総主教ティホーンとの交渉をいっさい拒絶した。ロシア全土の総人口の70%、ロシア人のほぼ100%を占めていたロシア正教徒をボリシェヴィキは最大の敵対勢力の一つとみなし、飢饉を背景に、宗教への戦争がはじまった。
1918-20年までに28人の主教が処刑され、数千人の聖職者が殺害または投獄され、1万2000人の信徒が処刑され、数千人が強制収容所に送られた。
オムスク大主教シリヴェストルの記録では、ボリシェヴィキは、聖職者たちの手足を切り刻んで殺し、生きながら焼ことも行った。また、ボリシェヴィキは、ペトログラード、トゥーラ、ハリコフなどで、市民のデモ隊に銃撃した。尼僧は暴行され、女性は共有財産として性的搾取を受けた。
シベリアのトボリスク主教ゲルモゲンは、当時トボリスクにいた廃帝ニコライ2世一家の家の前で祝福したために逮捕され、ソビエト政府は10万ルーブル保釈金を要求した。1918年6月16日、赤軍は、反革命軍が接近しているので疎開するという口実でゲルモゲン、募金活動によって保釈金を用意した信徒たち、政治囚を、川船に乗せたあと、彼らの首の周りに石を詰め込み、デッキから突き落として溺死させた。
オリョル主教マカーリーは、1918年夏、地方革命委員会に逮捕され、監獄で繰り返し拷問を受けた後、郊外の野原で他の14人とともに処刑された。処刑した兵士の一人は、マカーリーが射殺直前に「わが父よ、彼らをお許しください。彼らは自分が何をしているのか知らないのですから。」と祈るのを見て、主教の「聖性」を確信した。
キエフおよびガリツィヤの府主教ウラジーミルは1918年1月25日、酔っ払った赤軍兵士に殴られ、引き摺り出され、射殺された。ウラジーミルの遺体は切り刻まれ、血の海のなかに放置された。
1918年2月、ドン川流域の町から一人の赤軍兵士は、家族への手紙で、聖職者という「悪魔を追い回し、犬のように殺害しました」と誇らしげに書き送った。司祭ディミトリーは、裸にされて処刑直前、十字を切ろうとしたら、兵士に右腕を切断され、救世主ハリストス大聖堂の修道院長は頭皮を剥がされたあと、頭部を切り刻まれた。
1918年6月から1919年1月までに、府主教1人、主教18人、司祭102人、輔祭154人、修道士と修道女94人が処刑され、主教4人、司祭211人が投獄されたが、これは一部地域の数字である。
いくらかの抵抗もあった。ウクライナのルガンスク近郊のアヴデーエフカ村の住民は司祭と教会を献金で維持。グリシノ村ではソビエトの命令を無視して司祭を守り抜いた。ドネツクでは炭鉱労働者と工場労働者が、ボリシェヴィキに対して、司祭に冒涜的な行為を加えれば、反抗することを辞さないと発表し、司祭を守った。
1918年1月、社会福祉人民委員コロンタイは、アレクサンドル・ネフスキー大修道院を接収するために兵士を派遣し、司祭を殺害したが、教会を守ろうとした群衆を追い払うことはできなかった。さらにペトログラード府主教ヴェニアミンがデモ行進すると、デモ参加者は数十万人に膨れ上がり、ネフスキー大通りを進んだ。これを契機に、各地で信徒同盟が結成され、ペトログラード、モスクワでも6万人の信徒が参加した。1918年2月-5月までに当局との衝突で687人の犠牲者が出た。以降、ボリシェヴィキの宗教弾圧はますます激しくなった。
チーホン総主教は1918年の革命一周年記念を準備しているボリシェヴィキに対して弾劾メッセージを送った。チーホン総主教は、ボリシェヴィキによって、毎日数百人もの無力な市民が逮捕され、裁判なしに処刑され、聖職者たちが反革命という大雑把で曖昧な罪名で無慈悲に射殺されている、「あなたがたは自由を約束した。だが、人が自分のために食料を確保することも、住居を変え、他の町へ旅することも許されないのに、それが自由なのか。」「反革命の罪を着せられることを恐れて、公然と自分の意見を述べる者がいないのに、それが自由であるというのか。」とのべ、迫害の中止を求めた。これに対してボリシェヴィキはチーホン総主教と補佐役を逮捕し、軟禁した。
グラスノスチを推進し、ロシア連邦大統領付属政治抑圧者名誉回復委員会議長を務めたアレクサンドル・ニコラエヴィチ・ヤコヴレフが引用した公文書によれば、1918年だけでも3,000人の聖職者が処刑された。しかも、聖職者たちは残虐な仕方で殺害された。司祭、修道士、修道女たちは磔刑に処され、煮えたぎるタールの釜に投げ込まれ、頭皮を剥がされ、絞殺され、溶けた鉛で聖体拝領を施され、氷に掘られた穴に溺死させられ、殺害された。

### 1921年ロシア飢饉と教会財産押収
1921年夏のロシア大飢饉は、旱魃だけが原因でなく、徴発などのテロリズムが農村を破壊、農民を植えさせた。ヴォルガ川中下流域、カフカス北部、ウクライナで飢饉は顕著で、４０００万人がうえ、ロシアの耕作地60%が被害を受け、死者500万、孤児数百万にのぼり、人肉食さえ発生した。
1921年7月30日、レーニンは、徴発部隊を立て直し、多くの活動家の動員を指示した。カレール・ダンコースは、これこそ、レーニンがいかなる場合にも暴力による解決に訴えようとする性向を持つことを、むごたらしく証明するものだと指摘する。
数百万人が死んだロシア飢饉 (1921年-1922年)に対してチーホン総主教は1921年8月、飢餓救済委員会を設立し、世界の宗教の指導者にアピールした。ボリシェヴィキはこれをただちに解散させ、教会財産の没収を通告した。また総主教が飢えたものへの救援するために全国聖職者評議会を創設すると、これもただちに禁止した。レーニンは教会財産の略奪の理由について、経済再建、ジェノバ会議のためなどと列挙したが、飢饉対策とは一言もいわなかった。
1922年2月19日、チーホン総主教は飢饉の犠牲者のために、礼拝用を除いて貴重品をすべて供出すると申し出、2月23日、レーニンによって布告として出された。しかし、政府はすべての教会財産の没収を開始した。これに抵抗した信者と聖職者への虐殺と抑圧がはじまった。
1922年3月11日、レーニンはトロツキーに教会の「清掃」つまり「略奪」がどれだけ進行しているか報告することを命じた。3月19日のモロトフ宛文書でレーニンは「無数の暗黒の聖職者」がソビエト権力に対して戦いを計画しているとし、「飢えた地域で人々が人肉で飢えをしのぎ、数百数千の死体が路上で腐敗していく今この時においてのみ、われわれはもっとも粗暴にしてもっとも情け容赦ない活動によって、教会の宝物の没収を実現できる、そしてそうしなければいけない。何が起ころうとも、われわれはできるだけ速やかに決定的な形で教会の財を没収しなければならない。」「処刑数が多ければ多いほど、うまく行くだろう」と、「できるだけ多くの反動的聖職者と反動ブルジョワジーの処刑」を命じた。この文書は1960年代末まで極秘だったが、保管所から流出して、1970年にフランスで公にされ、1990年にソ連が公式に認めた。ながいあいだこの文書は偽造文書として扱うよう画策されてきた。
1922年4月から5月にかけて、聖器物徴発に抗議した聖職者への「54人裁判」が、みせしめで行われ、11人に死刑宣告、5人が処刑された。この裁判で、反総主教の聖職者集団の存在が判明し、彼らがボリシェヴィキに協力していたことがわかった。彼らは正教会を批判し、「生ける教会ー革新教会」を結成し、教会指導権を掌握しようとした。革新教会派は、ソビエトに対する完全な忠誠を表明、マルクス主義を受け入れ、財産没収を支持し、ボリシェヴィキからの資金援助を受けた。
ペトログラード府主教ヴェニアミン・カザンスキーは1922年6月10日に逮捕され、ヴェニアミンを含む10人が死刑宣告をうけた。
1922年半ばまでに教会財産押収をめぐって1414件におよぶ流血の衝突が各地で発生した。シューヤ事件では、群衆が騎馬警官に罵声を浴びせたり、石や薪を投げるなど抗議すると、数十人の兵士が機関銃で一斉射撃し、4人が死亡、10人が重傷した。
1922年には約8000人の聖職者が粛清されており、この年だけで司祭2691人、修道士1962人、修道女3447人が殺害され、司教の多くは逮捕され収容所へ送られ、さらにこれに多数の信者が殺害された。ヨーロッパの宗教界から抗議をうけたため、総主教だけは自宅軟禁となった。レーニンは総主教に「私はソビエト権力に敵対した…これらの過ちを遺憾に思う」と「自分の罪」を認め署名させることを条件とした。これが、のちにスターリンが強要していった「自己批判」がソビエト政治に登場した初の例で、粛清の対象となった者に自説を捨てさせ、粛清の正当性を強要するやりかたを考案したのはレーニンだった。
1922年5月4日には司祭の死刑を新たに制定する布告を出した。
1921年から23年までに正教会の8100人の聖職者、2691人の妻帯司祭、1962人の修道士、3447人の尼僧、そしておびたただしい数の信徒が殺害された。1923年4月、ティーホン総主教は今後ソビエト政府に敵対しないと裁判で誓言し、釈放された。他方、革新教会は支持者をほとんど獲得できなかった。

#### レーニン崇拝と無神論国家

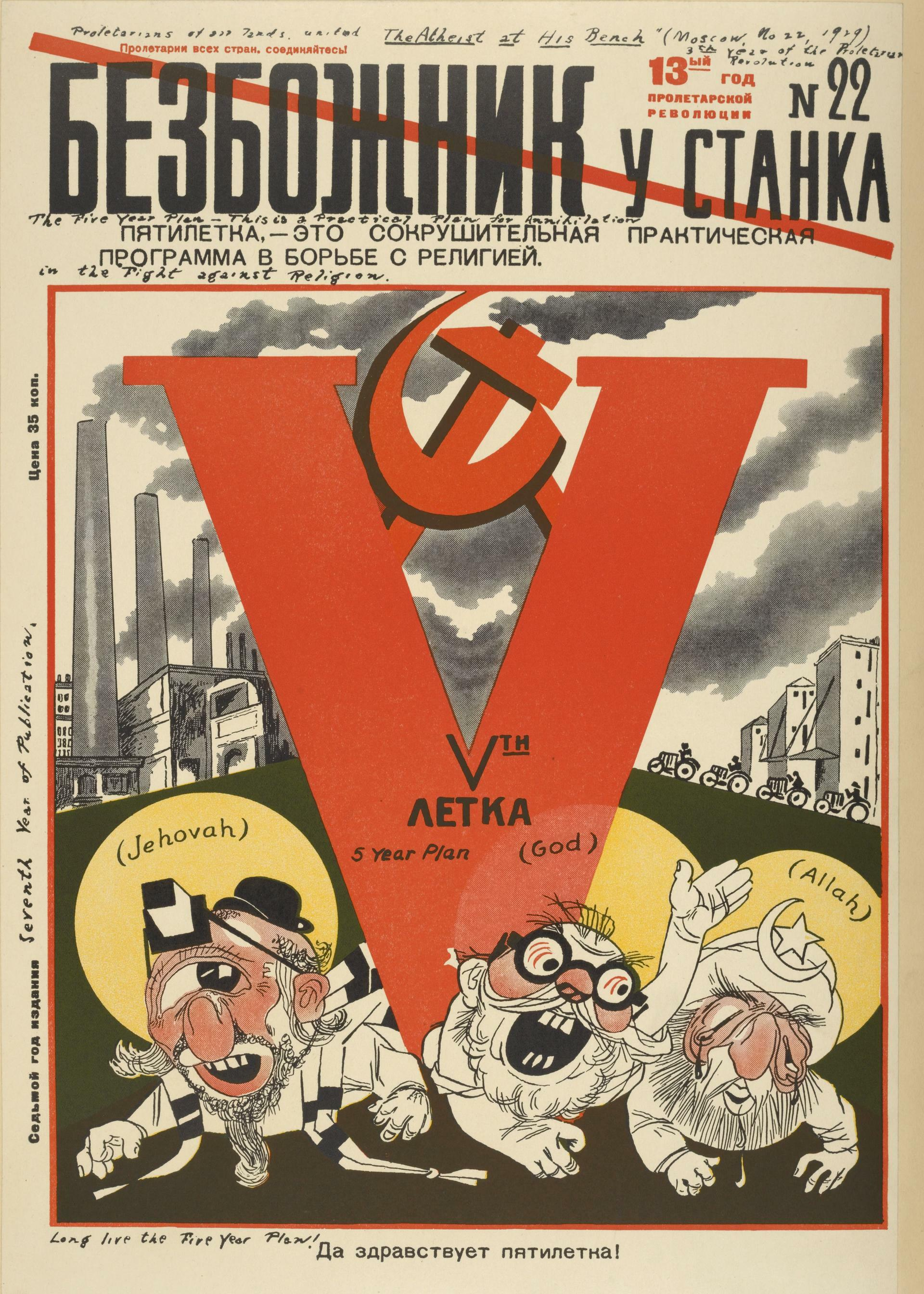
無神論雑誌「スタンカのベズボジニク」の表紙(1929年)。宗教との戦い五カ年計画。ユダヤ教の神エホバ(ヤハウェ)、キリスト教の神(God)、イスラム教の神アッラーが潰されている。

仏教の仏陀が人民を搾取し、金を資本家や軍人にばら撒いている様を描いている。「スタンカのベズボジニク」

レーニンは宗教との戦争に勝利し、ソビエトは無神論を国家イデオロギーとした。無神論雑誌「スタンカのベズボジニク」では、ユダヤ教、キリスト教、イスラム教、仏教との戦いが宣伝された。
レーニンは1924年に死去したが、遺体は防腐処理され、レーニン廟に展示された。レーニンは現世の聖人であると宣言され、レーニン崇拝は人民の義務となった。総主教は1925年に死去した。

### スターリンによる継承

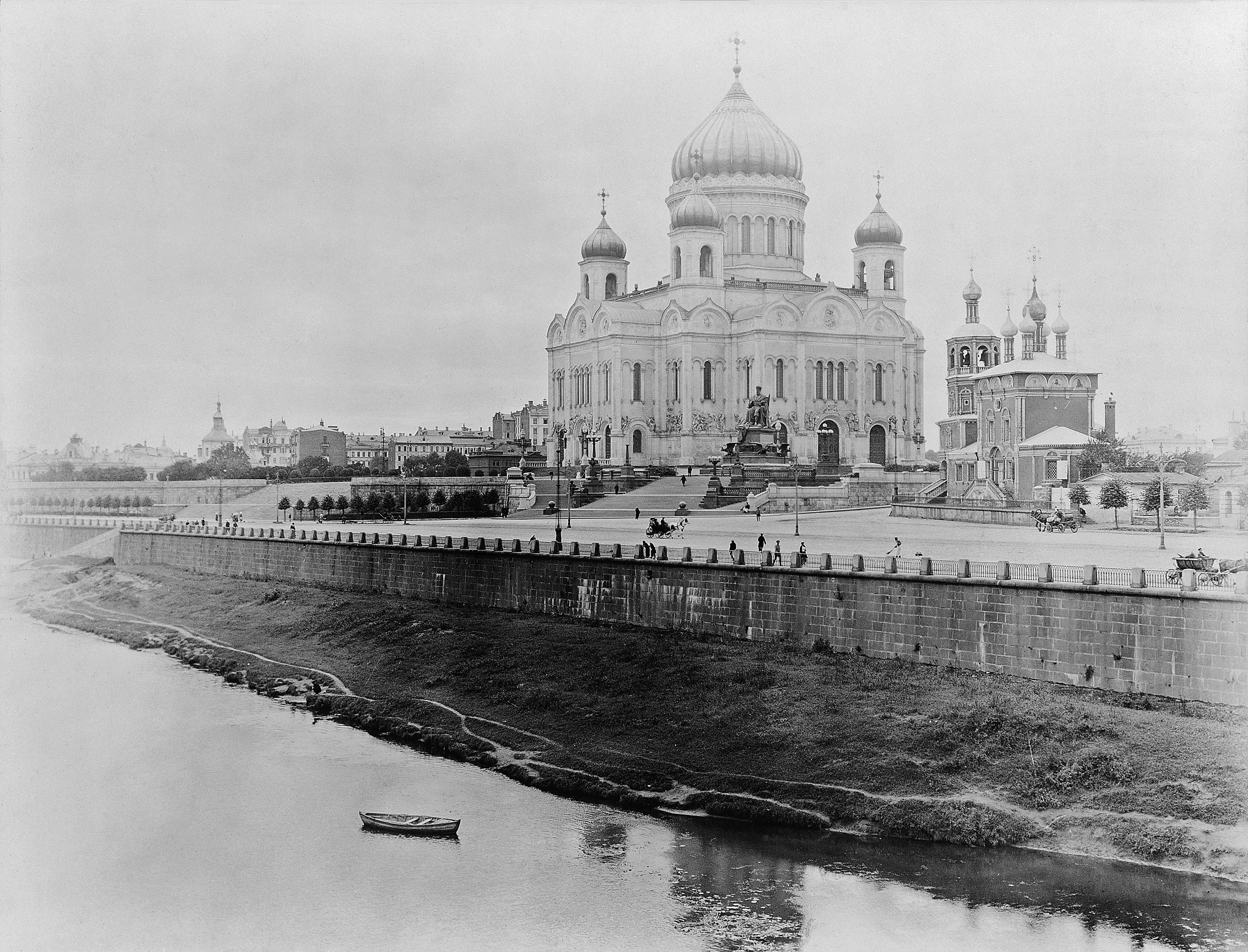
爆破される前の救世主ハリストス大聖堂

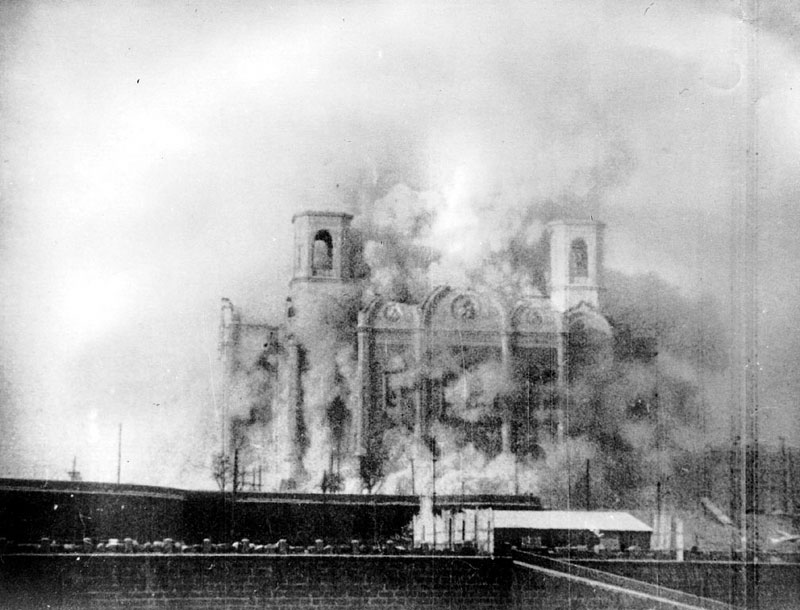
1931年12月5日、爆破される救世主ハリストス大聖堂。スターリンの命令によって爆破された。

弾圧があっても、信徒が1925年には9%増加したため、党イデオローグのエメリヤン・ヤロスラフスキーが「戦闘的無神論者同盟」を結成し、活動した。
ティーホン総主教没後、主教たちは新総主教を選出しようとして、信徒のクフシノフ親子、修道士タヴリオンを各主教へ派遣。しかし、クフシノフ親子は逮捕後、処刑され、修道士タヴリオンは以後27年間、監獄、強制収容所、流刑血ですごした。ソビエトは投票権をもつ主教の名簿を入手し、1927年までに117人の主教を逮捕した。
スターリンはレーニンの宗教弾圧を継承した。1932年にはほとんどすべての修道院が破壊された。レニングラードでは2月18日、318人の修道士が強制収容所に送られ、22の聖堂が閉鎖され、モスクワでは400以上の聖堂と修道院が爆破された。スターリンは利用価値のなくなった革新教会も含めて弾圧した。
1930年に正教会はまだ3万の教会、163人の主教、6万人の司祭、数千万の信徒がいたが、1931年には2万に激減した。1930年のモスクワの教会数は1917年から半減し、1933年には教会は革命前の15-25%にまで減少した。1939年には活動している教会は100ほどに減少した。
1936年には主教20人が逮捕され、1937年には主教50人が逮捕された。1930年にいた163人の主教のうち、86人が1937年には収容所へ送られ、29人の主教が死亡し、27人が「引退」させられた。1930-40年代に600人の主教が殉教し、教区司祭も犠牲になった。1935年に100人いた教区司祭は1940年までに7人に減った。革新教会も1935年に50人いたが1941年には8人に減った。1930年代だけで3万人から4万人の聖職者が処刑されるか、収監された
1941年6月に独ソ戦が開始すると、総主教代理セルギー府主教は、祖国防衛をスターリンにも先んじて訴えた。スターリンはこれを高く評価し、1943年に宗教弾圧を撤回した。1945年には神学校設立も許可され、1950年には3万人の司祭が活動を許され、教会も再開されたり、新設された。とはいえ、聖職者の逮捕、強制的引退は続いた。

## 革命下の社会と犯罪
革命によって、帝政時代の司法制度や警察制度が崩壊し、犯罪が多発し、社会の混乱が極度に進んだ。かつて安全であった都市ペトログラードも、急速に危険な都市となった。
まず、二月革命が勃発すると、大量の武器が、蜂起した民衆や解放された囚人にわたり、また警察が破壊され、代わって民警が登場した。しかし、命令書の偽造は簡単で、民警の制服や腕章だけで市民は沈黙し、民警や軍事委員を偽装して財産を押収する犯罪が頻発し、ほぼ無政府状態となった。
さらに七月事件で政情不安が増すと、7月には冷凍会社から23万ルーブリ、8月には博物館から800万ルーブリの貴重品が盗まれ、1日で30件の強盗事件が発生し、10月になると二日間で800件、一週間で1360件発生した。1915年には3件しか発生しなかった武装強盗事件も、1917年3月から10月までに87件発生した。アナーキスト集団が、4月にはリヒテンベルグ侯邸を、5月にはルーゲ伯邸を襲撃して強盗し、K.K.グリゴリエフ伯爵は殺害された。6月には元内務大臣ドゥルノヴォ邸が「搾取者を搾取する」と称して襲われ、7月には種々の工場で爆発や放火事件が発生、オフタ工場火災では20人が焼死し、避難民の自宅も襲われた。七月事件以降は、政治的意見の違いで殺人にまで発展した事件が頻発し、政治的意見の違いを意見交換や相互の譲歩ではなく、暴力で解決しようとするような社会の暴力化が進行した。また、第一次大戦中に移入した中国人労働者も殺人事件の加害者とも被害者ともなった。
3月12日に死刑が廃止され、3月17日には囚人には刑期縮小と大赦が与えられたが、犯罪者が一夜にして模範的な市民に転ずることはなかったし、脱走兵にとっても犯罪は生活の手段であった。民警も摘発をおこなったものの、犯罪者による武装抵抗や暴動・蜂起などで反撃された。司法制度が崩壊すると、守衛もストライキを開始し、民警総督の命令を無視し、人間の善意を前提して出発した新しい司法制度は犯罪者に利用された。また、私刑（サモスード）が横行し、泥棒がその場で群衆に殴り殺される事件も多発し、「人民裁判が最も公正で、最も迅速」であるとして、その場で満場一致で死刑判決を下し、殺害する事件も発生した。
革命の過程において公共の秩序と市民の安全を保障すべき公的な暴力機関は崩壊し、暴力が野放しになり、公的暴力と私的暴力との差異が消滅した。究極的制裁手段 (ultima ratio) を欠く政治体制には、法統治は不可能であり，社会の紛争解決の唯一の手段が暴力になることは必然的で、このような社会の暴力化は、市民を残忍にしていった。旧世界の価値観が排除され、急激な社会的政治的変動の中で善悪の観念が混乱し、合法性と犯罪性の違いがあいまいになった。 階級対立が激化すると共に個人財産と生命の不可侵性が攻撃された。マルクス主義の政治的イデオロギーは、階級憎悪と復讐心を煽り立て、社会の犯罪化に拍車をかけた。

## 革命後の共産党員の生活

### 革命初期

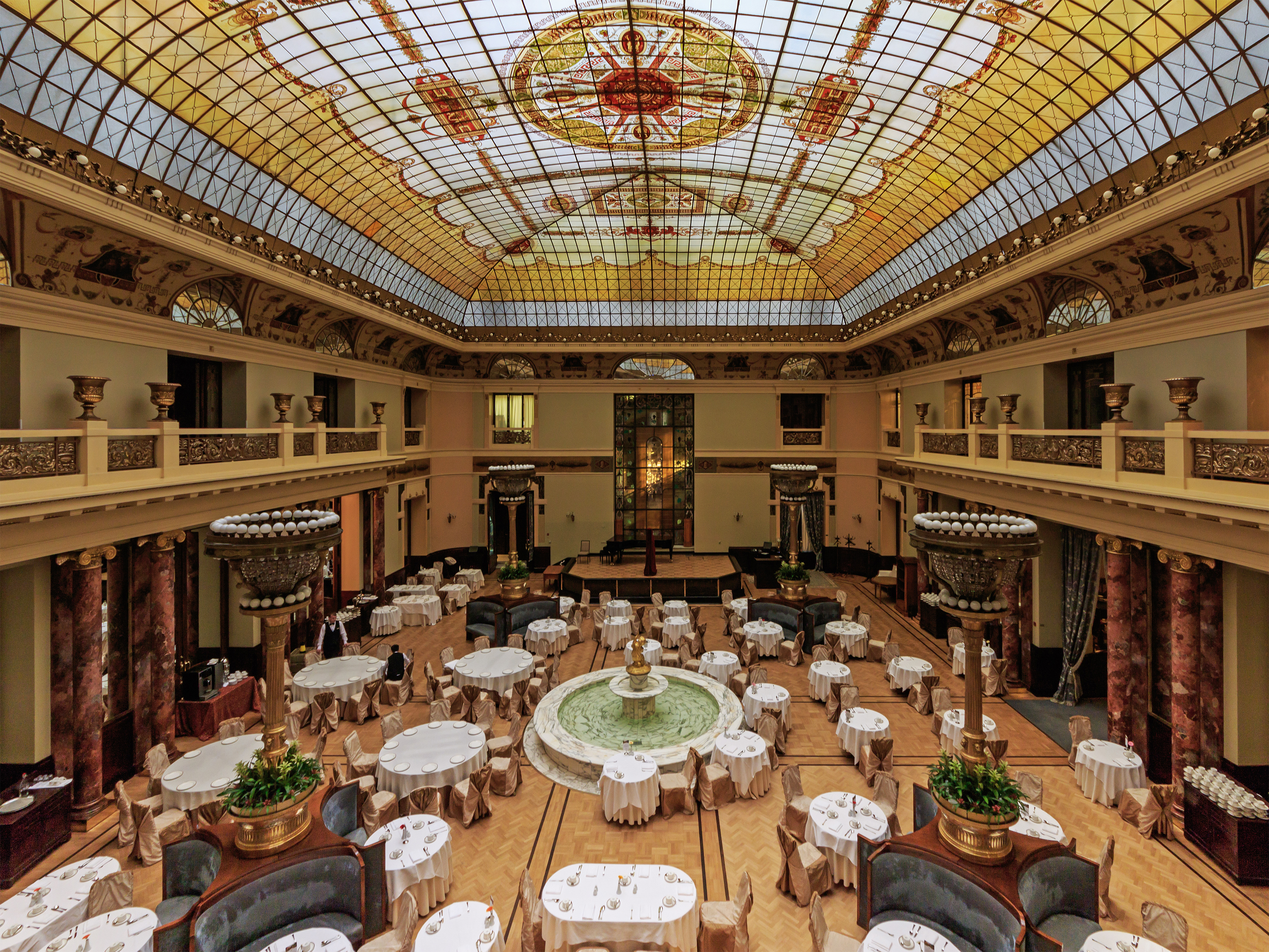
ボリシェヴィキ党員家族が居住したメトロポール・ホテルの大ホール

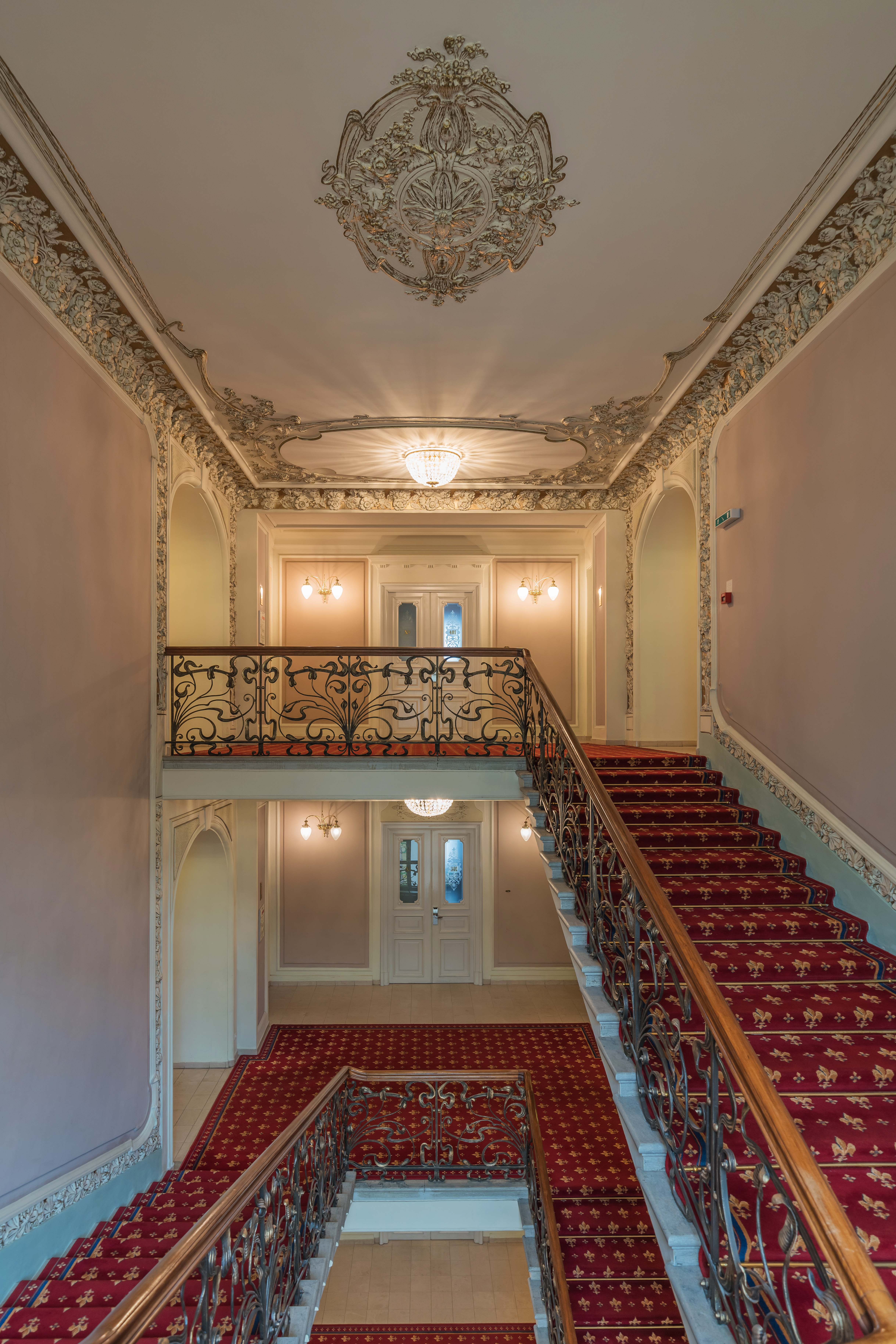
ボリシェヴィキ党員家族が居住したナツィオナーリ・ホテルの内観

ボリシェヴィキ革命後、大方の党員重鎮は、贅沢なくらしをした。アドリフ・ヨッフェがいうように、「前衛」はたちまち特権カーストになり、共産主義者は人民から遊離していった。
エリート共産党員の特権は、年功、党員歴、忠誠度にもとづく広範な役得に拡大したが、それはマルクス主義とは無縁だった。革命後二年で、ボリシェヴィキとその家族4000人は、モスクワでは、クレムリンと、赤の広場にちかいメトロポール・ホテル、ナツィオナーリ・ホテルに暮らしていた。モスクワでは当局に雇われた家事労働者は2000人いて、特別の商店、温泉、美容院、党員専用のレストランの複合施設があった。ペトログラードでは当局者はホテル・アストリアにすんだ。
ジノヴィエフは広いアパートに住み、常時、ホテルのスイートルームスがさまざまな情婦とともに用意された。ゴーリキーは「人民委員だけが快適な生活をしている。彼らは情婦と反社会的奢侈に支出するために、一般人からできるかぎり盗んでいる」と妻にかたった。
古参党員はトゥーラから「党員が大衆から遊離し、彼らを惹きつけることを難しくしている。党内の伝統の同志精神は完全に死んだ。それは党のボスがすべてを仕切るワンマン支配にとってかわり、収賄が一般的になった。収賄なしには同志は生き延びられない」と報告したが、レーニンは無視した。
ヨッフェもベルリンから帰任すると腐敗ぶりに衝撃をうけ、とてつもない不平等があり、これは危険な状況だ、革命的無私と同志的献身という伝統的な党精神は消滅してしまったとトロツキーに語った。
レーニンは自分の生活スタイルが反対勢力に知れ渡ることを自覚しており、贅沢な生活は控え、禁欲的で質素な暮らしをしていた。しかし、一部の当局者が党員は人民と同じ配給量を守るべきだと進言すると、レーニンは革命家がいなければ革命の前衛を行進できない、活動家は大事にされるべきだと党員の特権を擁護した。
革命後の混乱のなか、食糧や物資の不足で犯罪が増えても、また、飢饉が発生しても、ボリシェヴィキ党員エリートは自らの裕福な生活スタイルを変えることはなかった。ロシア大飢饉の最中の1921年6月、党中央委員総務部は、党中央の最高位の活動家のために食料を確保するとして、月に砂糖4フント（ロシアポンド）(1フント=400g)、茶半フント、ライ麦粉20フント,バター3フント,チーズ・ハム4フント,乾燥野菜5フント,塩1フント,普通石鹸2,化粧石鹸2個、タバコ500本、マッチ10箱、ワイン、ブランデー、茹で豚などのデリカテッセン、これに小麦粉と肉を加えた量を、三ヶ月間100人分を党中央書記局幹部のために食料人民委員部から放出するように命令する文書が残されている。同時期、サマラ県では、備蓄はまったくなく、病院、孤児院、赤軍兵士家族への供給は停止され、農民が完全に飢えて、飢えた市民は物乞いをして生活をしていた。このような飢えた民衆と飽食の権力者との間の生活格差は、軋轢を生み出したため、それを抑圧する軍事力が不可避であった。レーニン体制とは、特権的党エリートを擁護するための赤色テロルに基づく弾圧独裁体制であった。

### ノーメンクラトゥーラの形成
マルクス主義は階級廃絶を主張していたが、レーニンらが築いたソヴィエト・ロシアでは、エリート共産党が特権を掌握していった。これはやがてソヴィエトにおて党官僚という偽善的な新階級「ノーメンクラトゥーラ」「赤い貴族」を生み出し、富は公平に分配されるどころか、ますます特権階級に集中していった。
東側諸国でも労働者は、「解放」というスローガンとは裏腹に、労働組合、党、官僚による統制下に置かれた。共産党は平等を語ったものの、頂点には党エリートノーメンクラトゥーラ、中間に労働者と農民、底辺にキリスト教徒と元ブルジョワジーといった階層社会を生み出した。
ミハイル・Ｓ．ヴォスレンスキーは、ソ連の「現存社会主義社会には、生産手段の『国有』ないし『社会有』以外に法的な所有形態は存在しないから、生産手段の所有を通じての支配・被支配の関係は生まれない」という主張はフィクションにすぎず、実際のソ連ではソビエト共産党の党員1,700万人中4パーセントの70万人が、指導者層のノーメンクラトゥーラを形成し、それが生産手段を超独占的に管理することによって、労働者階級を支配し搾取していると論じた。ソ連崩壊後もノーメンクラトゥーラは、新たに大富裕層オリガルヒを生み出した。

## 世界革命へ
1919年ベルリンとミュンヘン、ハンガリーでレーニン政権をモデルにした革命が発生した。

### ドイツ革命
1918年9月にドイツ帝国が連合国に降伏すると、11月3日に赤旗を掲げた労働者・兵士レーテ（ソビエトのドイツ語訳）がキールの反乱を起こし、ドイツ革命が始まった。続いてレーテは、リューベック、ハンブルク、ブレーメン、ヴィルヘルムスハーフェン、ハノーファー、オルデンブルク、ケルンを、11月8日には西部ドイツすべての都市がレーテの支配下となった。
11月8日、バイエルン王国で革命が起きて、クルト・アイスナーらによってバイエルン人民国が成立した。
11月9日にベルリンでゼネストが起きると、マクシミリアン・フォン・バーデンが皇帝ヴィルヘルム2世の退位を宣言し、ドイツ社会民主党フィリップ・シャイデマンがドイツ共和国宣言を出した。11月10日、社会民主党らによって臨時政府人民代表委員会が樹立した。ドイツ人民代表委員会の設立にレーニンは敬意を表し、ロシアが飢えで苦しんでいるときに、ドイツ革命政府のために貨車二両の小麦を送ることを申し出たが、ドイツ人民代表委員会はアメリカからすでに援助があるので十分だと回答し、レーニンは激怒した。
レーニンは世界労働者革命として、ドイツの革命支援のために300万人の軍を動員すると宣言し、スパルタクス団とカール・リープクネヒトを祝福した。リープクネヒトは1918年12月30日から1919年1月1日にかけての大会でドイツ共産党・スパルタクス団を結成し、レーニンの指示に従ってレーテによるプロレタリア独裁を目指し、1月5日にはヴァイマル共和政に対して武装蜂起を起こした（スパルタクス団蜂起)。社民党はドイツ義勇軍に鎮圧を頼み、リープクネヒトとローザ・ルクセンブルクは殺害された。
1919年1月19日の国民議会選挙によってヴァイマル共和国が成立した。共産党は選挙をボイコットした。
バイエルン人民国では1919年2月にアイスナーが暗殺され、4月にはエルンスト・トラーがバイエルン・レーテ共和国を樹立させたが、ロシア出身の共産党員オイゲン・レヴィーネによって打倒され、新たにレーテ共和国を樹立させた。5月、レーテ共和国は社民党政府によって鎮圧され、崩壊した。

### ハンガリー革命
1919年3月、ボリシェヴィキのクン・ベーラはハンガリー革命を起こし、ハンガリー評議会共和国を樹立させた。

### コミンテルンと各国共産党への支援
レーニンは世界革命は近いと考え、世界革命のためのコミンテルンを構想した。コミンテルンはやがてモスクワから管理され、ソビエト外交政策の一部門となり、統制され、中央集権化された組織となった。コミンテルン創設規定では、ロシアからの支援をのぞむなら、ボリシェヴィキのように管理されるレーニン主義型組織でなければならないと明記され、加盟政党から穏健派と中道主義者を追放し、モスクワの路線に従うべきとされた。これは、世界革命の理念にはかりしれない害毒を及ぼし、社会主義者の夢を妨げたとハンガリーの歴史家セベスチェンはいう。
レーニンは英領インド、中国など各国の共産党に支援金を供出するかわりに、運営の詳細にまで口出しした。1919年暮れ、アフガニスタン共産党の創設を命じ、ベンガル共産主義者には500万ルーブルまで供出可能、フィンランド共産党のエイノ・ラーヒアには1000万ルーブル、『世界を揺るがした10日間』を書いた米国ジョン・リードには100万米ドル、中国南部の活動家には2万ルーブル、朝鮮の活動家には1万ルーブル提供を承認した。レーニンが出席した予算会議の明細書では、ドイツ共産党には44万6592金ルーブル（4200万ドイツマルク(パピエルマルク:1兆パピエルマルク=1レンテンマルク)：金ルーブル(1921-23)=金7.74g、金1g=16,538円で換算すると約572億円）、イタリア共産党に36万842金ルーブル(約462億円）、チェコスロヴァキアに25万、イギリス共産党に20万金ルーブル、フランス共産党に10万金ルーブル、その他、米国、オーストリア、オランダ、ギリシアへも支援し、締めて500万ルーブル（約6400億円）にのぼった。これはロシア飢饉への救済額をはるかに上回っていた。
レーニンによって行われた各国の共産党への支援金供出は、後継者によって1980年代までつづいた。

## ソビエト連邦の成立
1922年にはロシア社会主義連邦ソビエト共和国、ザカフカース社会主義連邦ソビエト共和国、ウクライナ社会主義ソビエト共和国、白ロシア・ソビエト社会主義共和国の4つを統合し、ソビエト社会主義共和国連邦が成立した。

## ロシア革命の評価と影響
十月革命によって成立したボリシェヴィキ主導政権は世界初の社会主義国家であり、全世界に大きな影響を及ぼした。ボリシェヴィキは世界革命論によってロシアの革命を世界へと輸出することを望んでおり、1919年3月2日にボリシェヴィキ主導のもとで結成されたコミンテルンもヨーロッパ諸国へ革命を波及させることを主目的の一つとしていた。しかしこうした試みは成功せず、一国社会主義論の登場とともにコミンテルンの役割は変容していった。
ロシア革命の評価については、暴力革命の是非をはじめ、革命の性格、革命後の混乱と諸政策についてなど、様々な論点から、様々な見解がこれまでになされてきた。1991年のソ連崩壊後に公開されたマルクス・レーニン主義研究所中央文書館やKGB中央文書館の極秘文書の研究が進展し、それまでロマンとプロパガンダで塗り固められてきたロシア革命像の実態が明らかになってきた。

### 「労働者」革命という神話
ロシアの1913年の人口は1億6900万人で、1917年の工業労働者は340万人で人口の2%を占めるほどで、首都ペトログラードの労働者も都市出身者は2割ほどで、あとは農民出身であった。つまり「労働者」がほとんどいないところで「プロレタリア（労働者）権力」が生まれたのであり、ジノビエフはボルシェビキを「存在しない階級の前衛党」と称した。下斗米伸夫は「ロシア革命が労働者革命というのは神話に等しい」と述べる。
ソ連崩壊後に公開された極秘資料によれば、レーニンをはじめとしたボリシェヴィキの指導者たちの多くは、生活のために働いた経験もなく、党の資金に寄生して暮らしており、いわゆる「労働者階級」とは無縁の存在であった。しかもその資金のほとんどは、銀行強盗や詐欺などで略奪したもので、ボリシェヴィキ強盗団の頭目がスターリンだった。こうした手法は1906年にロシア社会民主労働党第四回党大会でメンシェヴィキから批判されたが、その後もレーニンの指示で続けられた。

### クーデターか否か
10月革命でのボリシェヴィキの権力掌握は現在も論争の的である。ボリシェヴィキにはレーニンの指導力と大衆による支持があったとする見方がある一方で、ボリシェヴィキの権力奪取はクーデタであり、これは独裁につながったとする見方がある。
ロシア革命は、少なくとも最初に勃発した二月革命の時点においては自然発生的な革命であり、どの政治勢力も革命の展開をリードしているわけではなく、むしろ急展開を急ぎ追いかける形となっていた。しかし成立した臨時政府が情勢をコントロールできない中、レーニン指導下のボリシェヴィキが情勢を先導して行くようになり、十月革命ではボリシェヴィキ党の武装組織がケレンスキーら臨時政府の閣僚を逮捕し、権力掌握を強行した。
この武力による権力奪取について、革命というよりはむしろクーデターというべきではないかとロシア・マルクス主義の父と称されるゲオルギー・プレハーノフは批判し、ゴーリキーは民主主義に対する恥ずべき行為だと非難した。ボリシェヴィキ指導部のグリゴリー・ジノヴィエフやルイコフなども力による権力奪取を批判した。
メンシェビキのアレクサンドル・ポトレソフは、十月革命を「民主主義の殺害」と評し、その後の政治情勢を「愚者の社会主義」と評した。その後、1925年に、ポトレソフは自身が持っていたレーニン関係文書をレーニン研究所に提供すると引き換えに海外渡航を許可され、そのまま亡命した。ポトレソフはパリで出版した『幻想の虜囚』(1927年)において、十月革命は反動的なクーデターであり、ボリシェヴィキ政権はオリガーキー(寡頭制)による専制政治であり、新たな搾取階級であると批判した。ポトレソフは、いずれ労働者階級はボリシェヴィキに幻滅するだろうと述べ、あらゆる民主化運動家にボリシェヴィキの支配に対抗して団結するよう呼びかけた。
社会革命党の指導者ヴィクトル・チェルノフは、第一次世界大戦と内戦で人々は残忍さになれていったが、政権についたボリシェヴィキはサディストであると評した。
マーティン・メイリアによれば、これまでヨーロッパの革命では旧体制が打倒されると、ある社会集団が没落する一方で、ほかの社会集団が浮上した。フランス革命では、貴族や僧侶の地位は没落する一方で、中流階級や農民の地位が高くなり、そこでは集団の地位が変化することはあっても、いずれかが徹底的に排除されることはなかった。しかしロシア革命では、「普通の人々」「勤労大衆」より上の社会階級はすべて威圧的な社会集団であるとして除去された。貴族、僧侶、自由主義的な専門職、中流階級などは、社会集団としては消滅した。財産や地位を剥奪された個人の大半は、社会集団としてのつながりは分断され、打ち砕かれ、新制度のもとで法的にも差別され、参政権も剥奪され、食料配給も減らされた。こうしてソビエト・ロシアでは市民社会が消滅し、画一的な「勤労大衆」だけが残された。
歴史学者オーランドー・ファイジズも、10月革命はロシア革命の華々しい象徴として従来語られてきたが、住民の多くも気付かぬままに行われた小規模な軍事クーデターが実態だったと1996年の著書で判定している。
ハンガリーの歴史家ヴィクター・セベスチェンは、10月革命は高度に統制された陰謀集団の組織的行動だという神話が長年信じられてきたが、これはボルシェヴィキと反対派双方にとって都合の良い解釈であるという。ソ連当局は見事に指導された大衆蜂起と語り、白軍は悪魔的天才によって計算しつくされた軍事クーデタだと解釈してきたが、実際は、ちょっとした抵抗でもあればボルシェヴィキは敗北してもおかしくなかった。「陰謀」は右派左派の新聞でも報道されており、公然の秘密だったし、実際の蜂起の計画表は漠然としたものだった。ボリシェヴィキには軍事経験はほとんどなかったし、「将軍」に任命されたアレクサンドル・ジェネフスキーはロシア帝国軍の臨時雇いの中尉にすぎず、ボリシェヴィキは電話システムもうまく支配していなかった。セベスチェンによれば、ボリシェヴィキの勝利は、敵対する中道右派、自由主義者、穏健派の連合体であった臨時政府とその支持者がボリシェヴィキよりも無能で、手遅れになるまでボリシェヴィキを相手にしなかったこと、そして、どちらが勝つか誰も気にしていなかったことが最大の理由だった。実際、すべてが終わるまで、重要なことが起きていることに気づいた人は少なかったのである。ソビエト神話では10月革命は一般大衆による蜂起だとしてきたが、史実からはほど遠く、200万人の人口をかかえる首都で蜂起に加わったのは最大1万人程度だった。
歴史学者コンラート・H・ヤーラオシュによれば、十月革命は、「下からの民衆革命を騙った少数派によるクーデタ」だった。1905年や1917年2月の革命とは異なり、ボリシェヴィキによる権力掌握は、草の根からの自然発生的な蜂起ではなく、急進派が計画して実行した反乱だった。レーニンたちは民主主義の形式的な手続きを重視せず、自分たちの善を確信しており、人々を自分達の指導に従わせることに躊躇はなかった。読み書きができない農民と工場労働者はマルクス主義を支持するよう迫られ、ボリシェヴィキ党員は、革命権力を振り回し、革命への覚悟もなく気乗りもしない住民に、力ずくで理論を押し付けた。また、ボリシェヴィキは、革命的階級闘争という独裁的手法に訴え、自分たちの政策を批判する機関紙や雑誌の発行を禁止した。12月にはカデットやエスエルとメンシェヴィキを「反革命」として検挙しはじめ、秘密警察チェカーによって警察国家が樹立された。レーニンは著作において議会主義を否定してきたが、憲法制定会議の707議席中、エスエルが370議席を獲得し、175議席しかとれなかったボリシェヴィキは初日が終わると代議員を閉め出し、ロシアの議会制を終わらせた。その後の内戦は、人々に筆舌に尽くし難いテロルを加えて、独裁体制を加速させた。ボリシェヴィキによる暴力はヨーロッパを驚かせたが、十月革命は平和と平等への標識ともみなされた。しかし、ボリシェヴィキによるマルクス主義的近代化は、多大な強制と暴力、そして莫大な人的被害をもたらしたとヤーラオシュは指摘している。

## ギャラリー
イワン・ウラジミーロフによる、レーニン統治下でのロシアの世相を描いた一連の水彩画が現存しており、レーニンの政策の負の側面を窺い知ることができる。

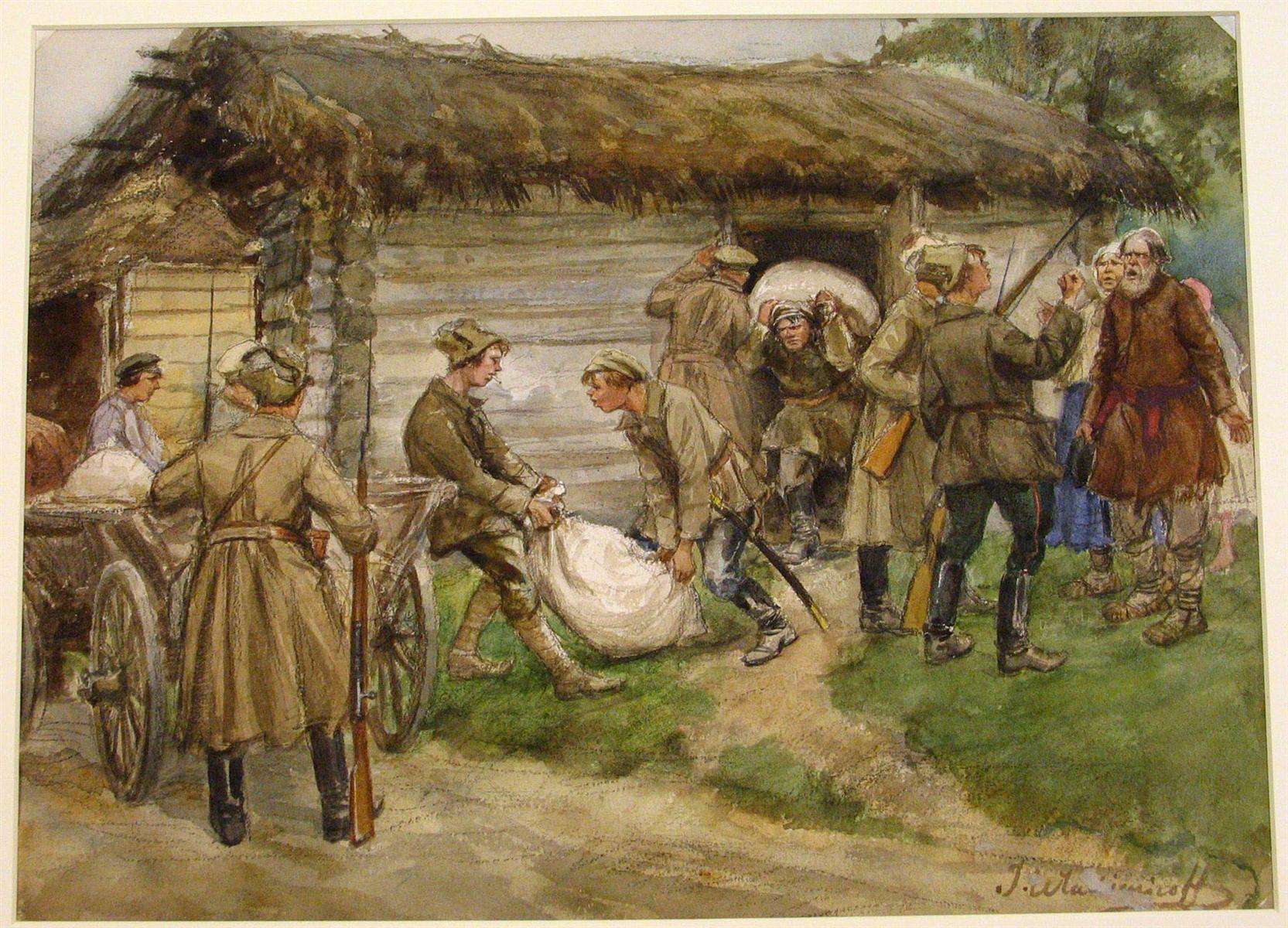
ボリシェヴィキによる農民からの穀物の徴発。
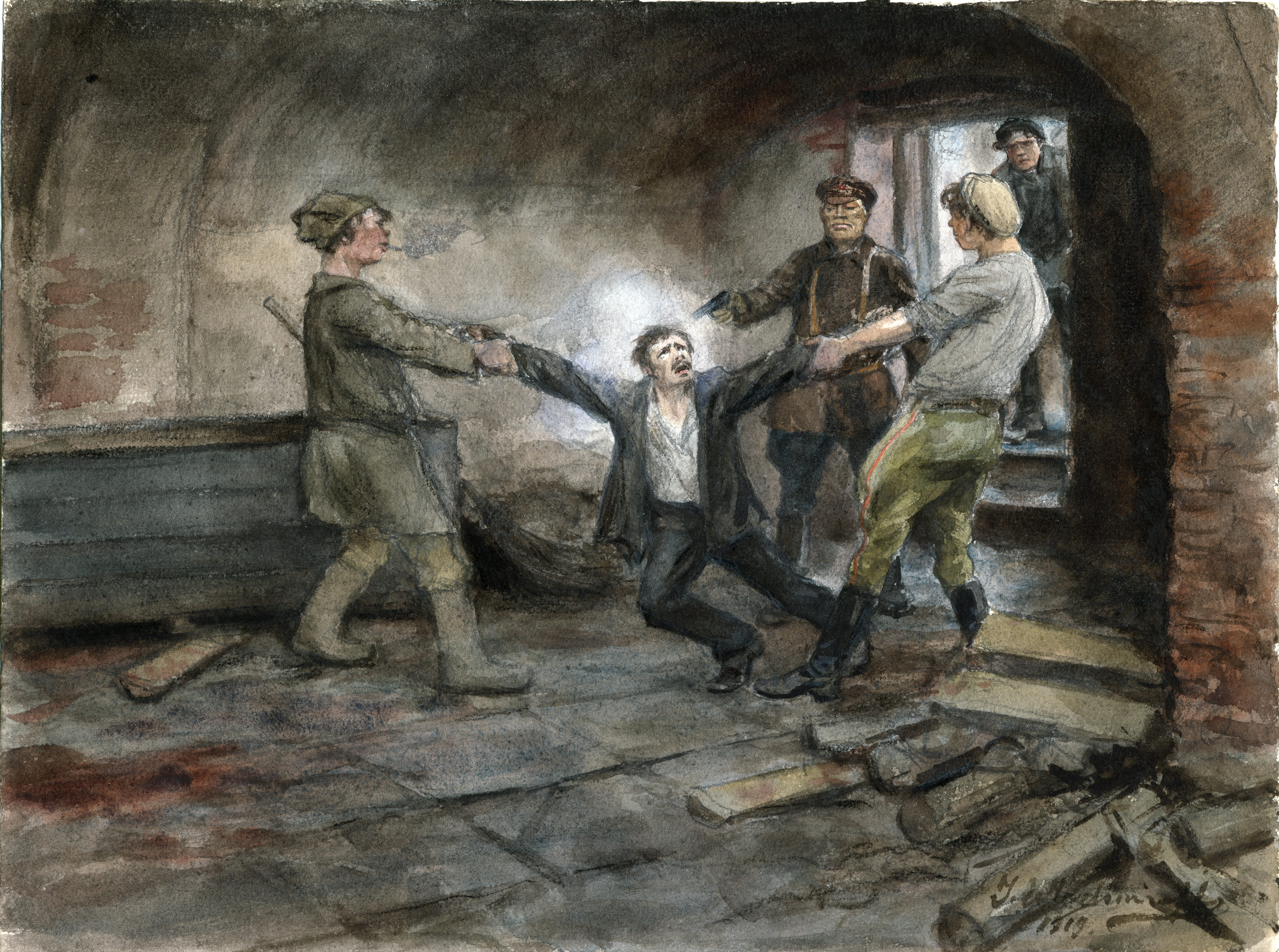
チェーカーの地下室。
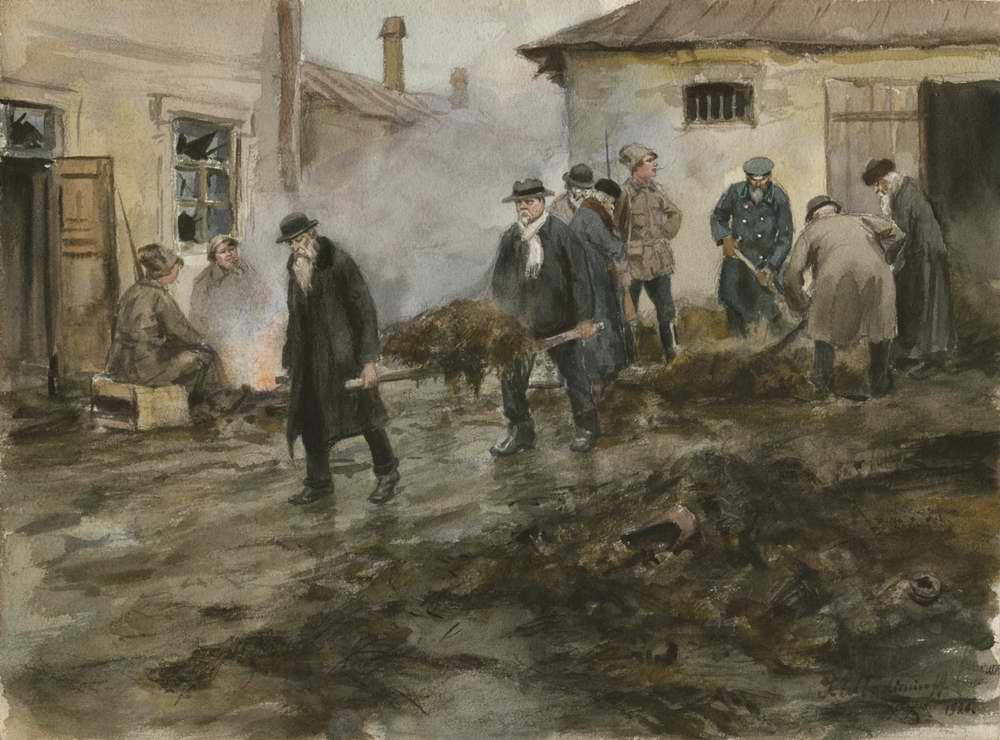
ボリシェヴィキにより強制労働をさせられる人々。
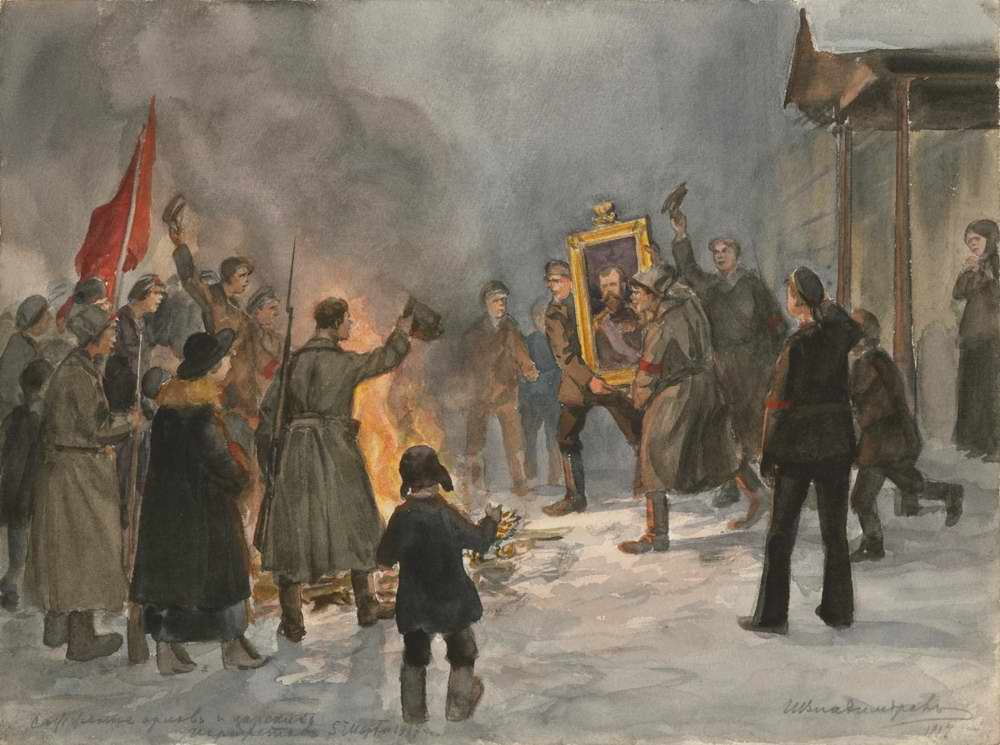
ニコライ２世の肖像の焼却。
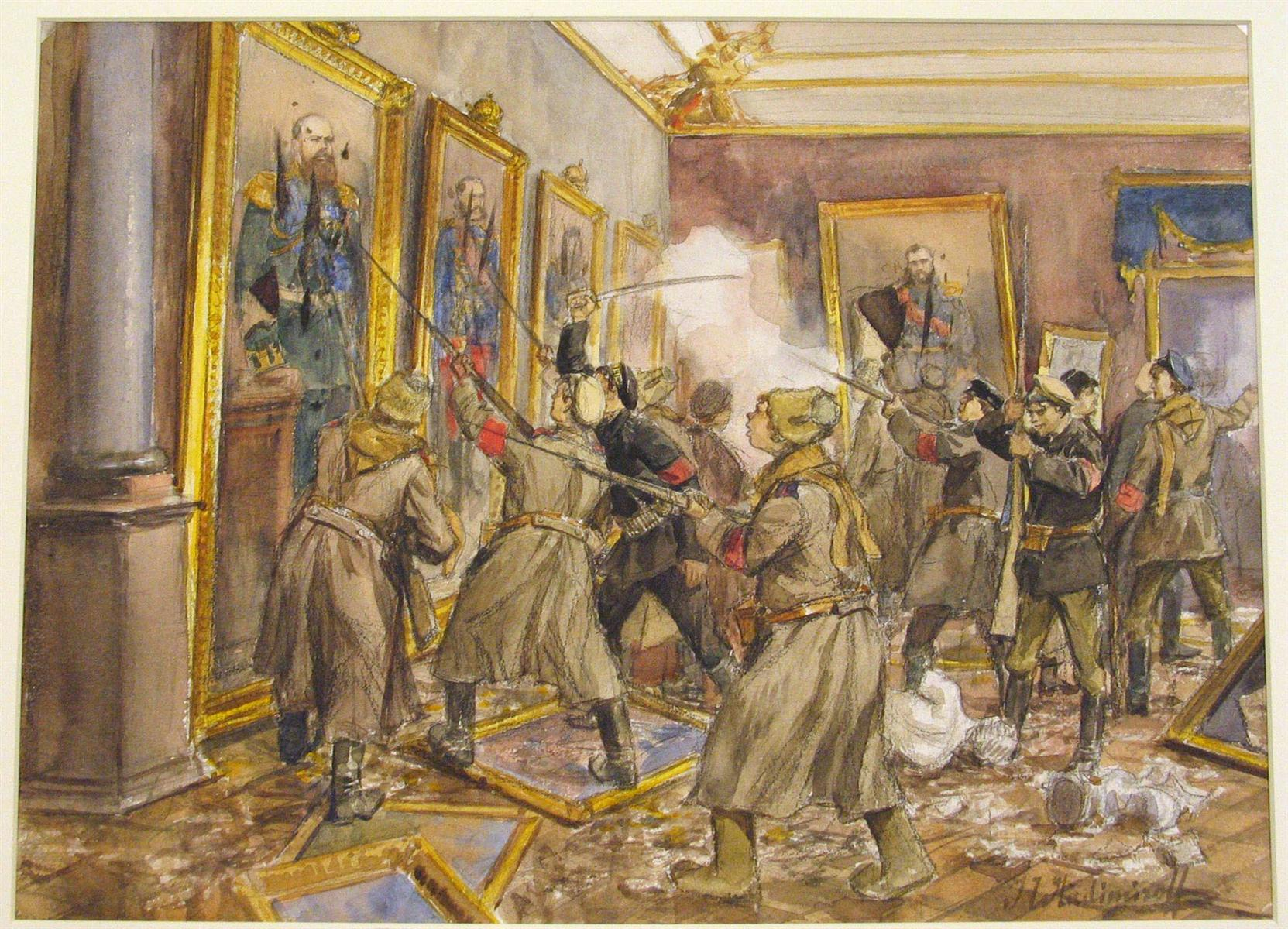
赤軍による冬宮の破壊。
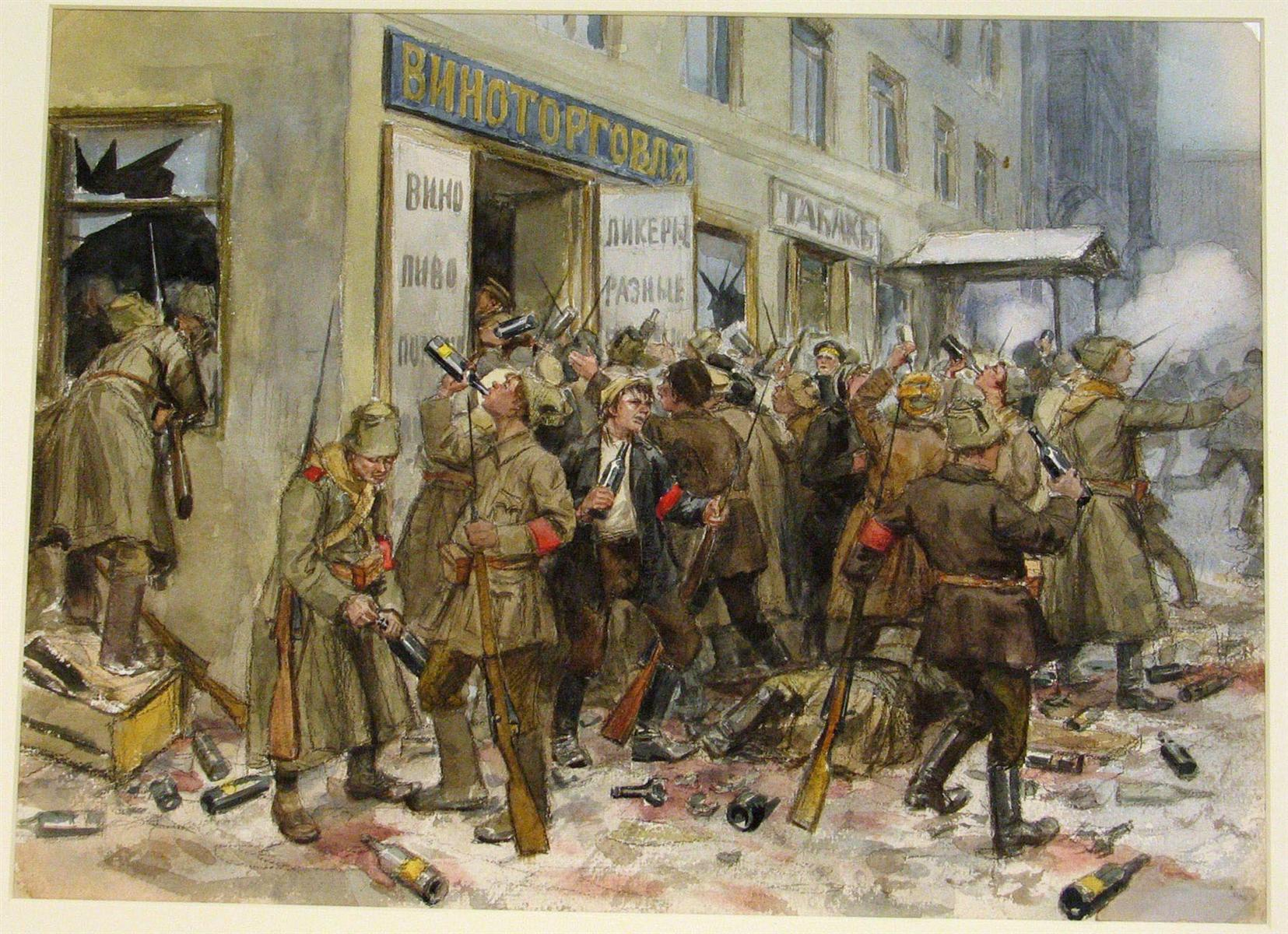
革命派によるワインショップの襲撃。
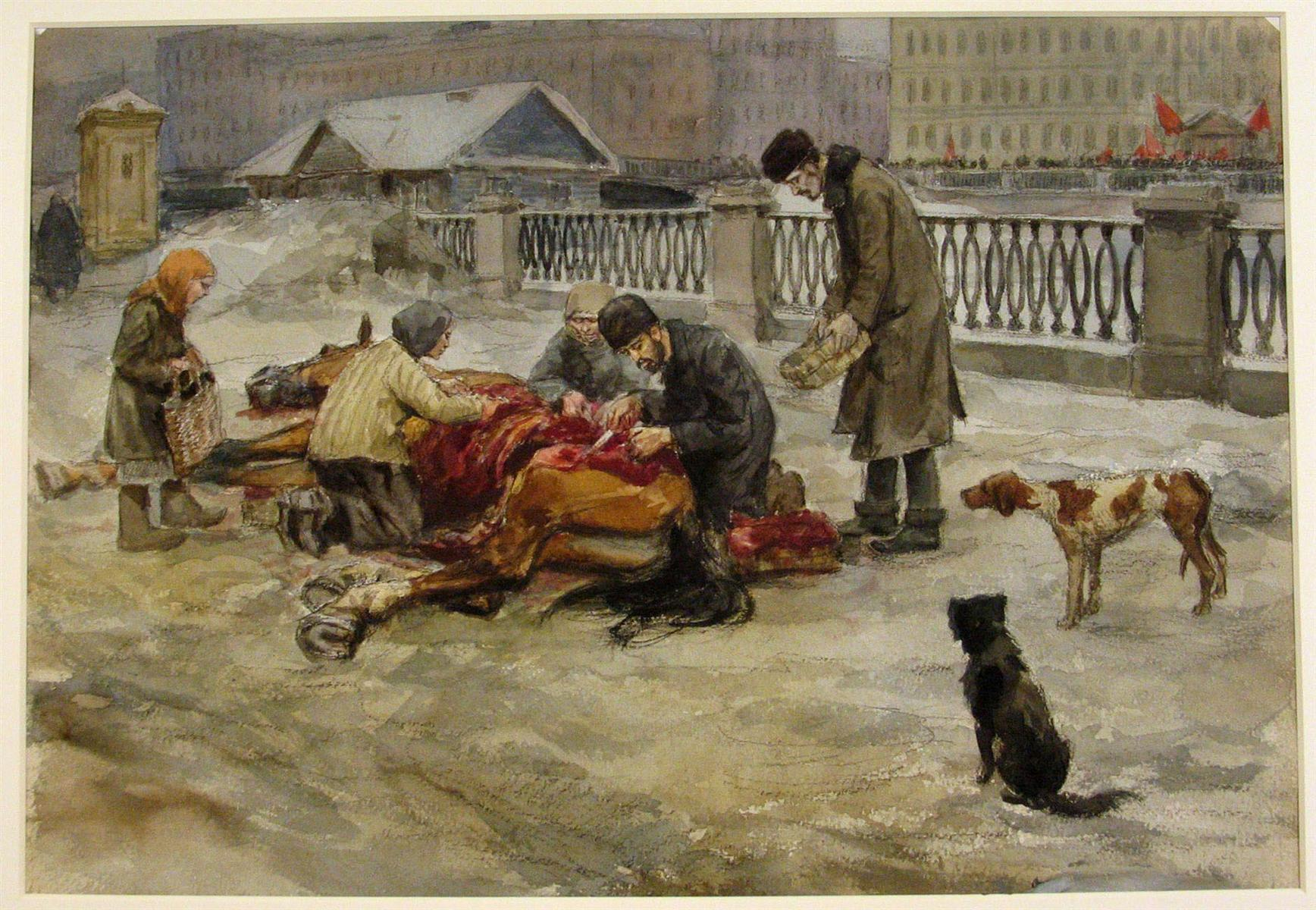
ロシア飢饉 (1921年-1922年)で死んだ馬を食べる人々。
ボリシェヴィキによる教会財産の接収（ロシア正教会の歴史#ソ連：無神論政権による弾圧の時代も参照）。
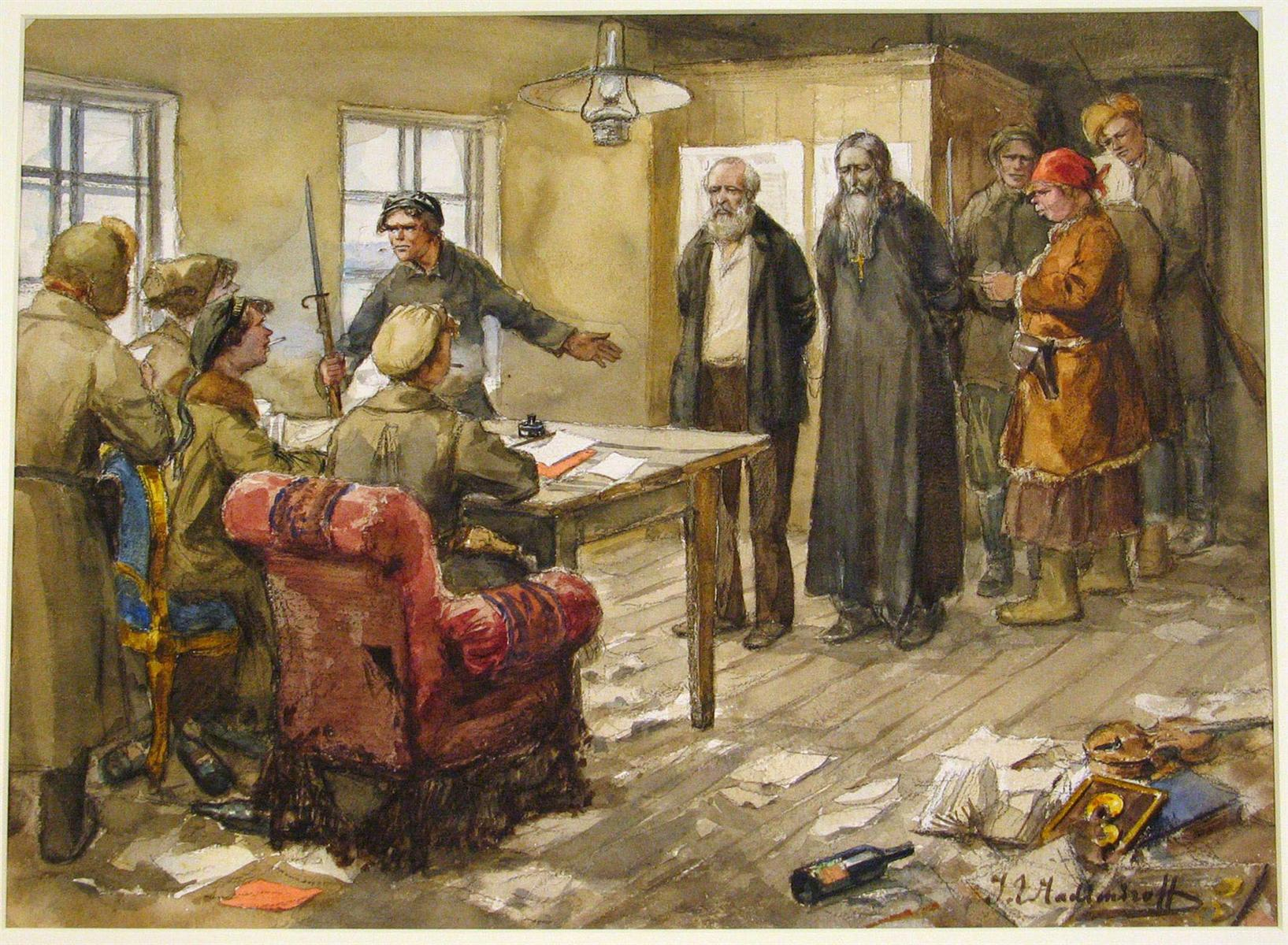
革命派によって死刑を宣告される聖職者と地主。
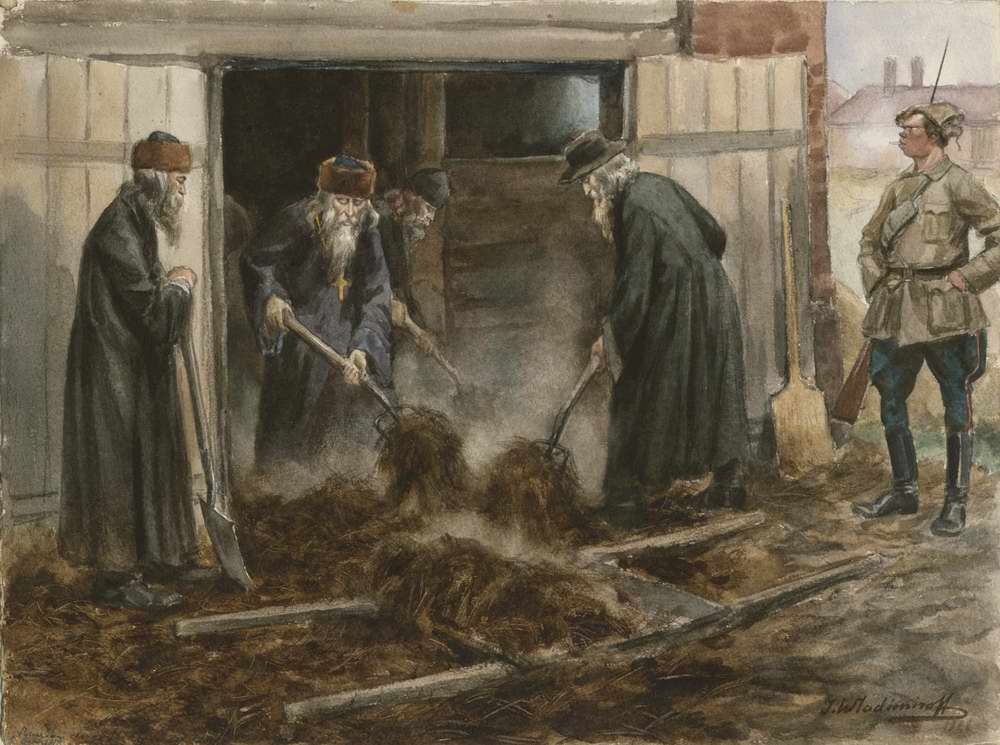
ボリシェヴィキの命令で強制労働に従事する聖職者。

## 研究
E.H.カーの『ボリシェヴィキ革命』は西欧のロシア革命研究において古典としての位置を占める。ジョン・リードの記録『世界を揺るがした10日間』は基本的にはボリシェヴィキの観点から書かれており、レーニンが序文を書いている。リードはレーニンから100万米ドルの資金を受け取っている。
日本の研究では、二月革命に関しては江口朴郎編『ロシア革命の研究』(1968年)に収められている和田春樹の論文「二月革命」、およびそれを元に書かれた和田著『ロシア革命―ペトログラード 1917年2月』（作品社 2018）がある。十月革命に関しては長尾久の論文『ロシヤ十月革命の研究』が詳しい。そのほかの文献については菊地昌典編『ソビエト史研究入門』や望田幸男・野村達朗ほか編『西洋近現代史研究入門』で知ることができる。

## 関連作品

### 映画
- 戦艦ポチョムキン（セルゲイ・エイゼンシュテイン監督、1925年)
- 十月（ロシア語版）（セルゲイ・エイゼンシュテイン、グリゴリー・アレクサンドロフ（ロシア語版）監督、1928年) - 十月革命が描かれたプロパガンダ映画。ロシア史研究者梶川伸一は、十月革命の実態は、ボリシェヴィキ派の赤軍、武装労働者による軍事クーデターであったが、この映画は、「十月革命」をあたかも民衆蜂起であったかのように描写する革命十周年を記念するプロパガンダ映画であると指摘する[417]。しかし、たとえばNHKが2014年にもこの映画を実際の歴史の映像として放送したように現在でもこのような通俗的理解が蔓延していると梶川は批判している[417]。ハンガリーの歴史家ヴィクター・セベスチェンもこの映画の大部分はフィクションであり、そこで描かれたような「宮殿襲撃」はなかったと指摘している[150]。のちに神話化されたのと違って、実際の冬宮襲撃はずさんに実行された[139]。